# ウラジーミル・レーニン
ウラジーミル・イリイチ・レーニン（ロシア語: Влади́мир Ильи́ч Ле́нин、1870年4月22日 – 1924年1月21日）は、ロシアの革命家、政治家、哲学者。ロシア社会主義連邦ソビエト共和国およびソビエト連邦の創設者であり、初代最高指導者。ロシア社会民主労働党で活動したあと、同党から分裂したボリシェヴィキを率いて1917年の十月革命を成功させ、世界史上初の社会主義政権を樹立した。ロシア共和国の人民委員会議議長（首相）として1922年のソビエト連邦の成立を指導し、1924年に死去するまでソ連人民委員会議議長の地位にあった。「レーニン」は筆名（#筆名も参照）であり、本名はウラジーミル・イリイチ・ウリヤノフ（ロシア語: Влади́мир Ильи́ч Улья́нов）。
1919年には第二インターナショナルに代わる共産主義政党の国際組織としてコミンテルンの創設を主導。マルクス主義者として政治、経済の分析から哲学に至るまでさまざまな著作を残し、マルクス主義を理論的に発展させた。その思想はレーニン主義およびマルクス・レーニン主義として継承され、世界の社会主義国および国際的革命運動に大きな影響を与えた（ § 国際的影響）。

## 概要
1870年、ロシア帝国シンビルスク（現：ウリヤノフスク）で中流階級の教育者の家庭に生まれた。1887年、皇帝暗殺計画に関与した兄が処刑されたのちに革命思想に染まり、学生運動に参加してカザン大学を放校された。1893年にはサンクトペテルブルクに移り、マルクス主義活動家となったが、1897年に扇動罪で逮捕され、シベリアの寒村での流刑に処された。刑期が終わると西ヨーロッパに移り、ロシア社会民主労働党の幹部として頭角を現したが、同党は1903年にレーニン派のボリシェヴィキとマルトフ派のメンシェヴィキに分裂した。1914年に勃発した第一次世界大戦については資本家による帝国主義戦争と定義し、戦争を全ヨーロッパ的なプロレタリア革命へと転化することを提唱した。1917年の二月革命で帝政が崩壊し、ロシア臨時政府が樹立されると、封印列車で帰国したレーニンはボリシェヴィキの指導者として反臨時政府運動を展開し、十月革命によって体制を転覆させ、自身が首班となるソビエト政権を樹立した。
レーニンのソビエト政権は社会主義的改革を実行する一方で、ブレスト＝リトフスク条約を結んで第一次世界大戦から離脱した。1918年にはボリシェヴィキによる一党独裁体制を確立し、党名をロシア民主労働党から「ロシア共産党（ボリシェヴィキ）」へと改めた。また、秘密警察組織（チェーカー）によって指揮される赤色テロを開始し、反対派に対する大規模な弾圧を実行した。1919年には世界革命を推進するためにコミンテルンを創設し、十月革命後のロシア内戦でソビエト軍（赤軍）が白軍に勝利したのちには、隣国ポーランドに侵攻し、革命の全ヨーロッパへの波及を試みたが失敗した。1921年には大飢饉に端を発する反ボリシェヴィキ的な騒乱拡大への対応として、従来の戦時共産主義から新経済政策（ネップ）への転換を進めた。
1921年頃からレーニンの健康状態は著しく悪化し、静養のためクレムリンを離れることが多くなった。病状が悪化する中、ソビエト連邦（ソ連）の形成には構想の段階から関与し、1922年12月にソ連が建国されると、その行政府の初代議長に選出された。一方で、この頃にはグルジア問題などを巡ってスターリンとの対立を深め、口述筆記させた文書の中で党書記長からスターリンを解任するよう求めた。1923年に3度目の脳卒中を起こすと、意思疎通に困難をきたす状態に陥った。1924年1月21日、ゴールキの邸宅で意識不明の状態となり、そのまま死去した。遺体は防腐処理を施された上で、赤の広場に建てられた霊廟（レーニン廟）にて一般公開された。

## 出生から青年期まで

### 出自

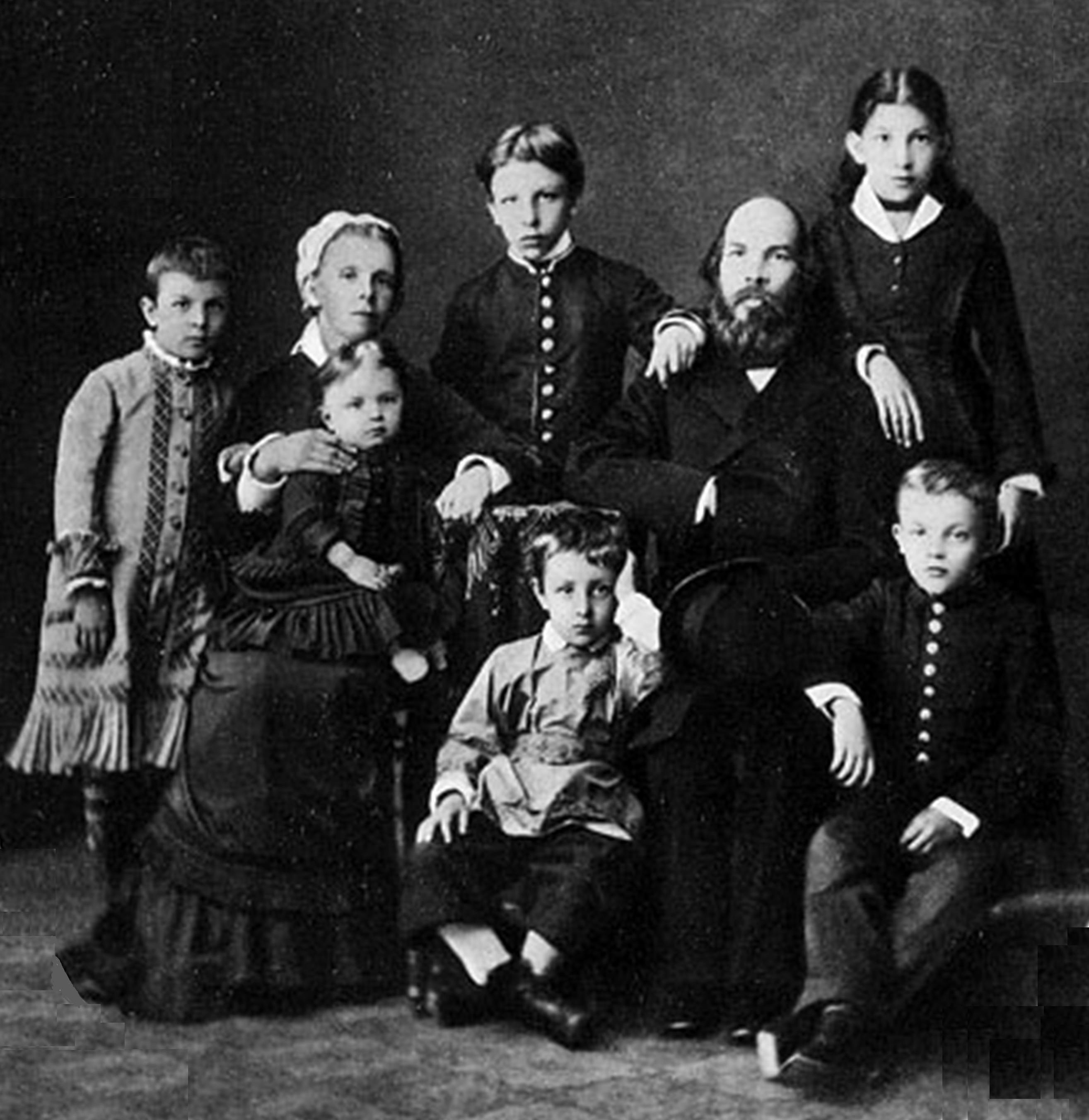
ウリヤノフ家の家族写真。下段右端がレーニン

レーニンの父イリヤ・ニコラエヴィチ・ウリヤノフは元農奴の家系の出身であり、イリヤの父親の民族性は不明瞭なものの、イリヤの母親はカルムイク人とロシア人の血を半分ずつ引いていた。イリヤの母アンナ・アレクセーヴナ・スミルノフがカルムイク人というアジア系の出自だったことをソ連当局は隠蔽した。スターリン時代にカルムイク人の血統を示す証拠は廃棄された。その後、アルメニアの小説家マリエッタ・シャギニャンが関連文書を発見し、「ウリヤノフ家の人々」(1937年)を執筆したが、この本は当局から差しどめをうけ、スターリン死後の1957年に再発見された。
ソ連公式の伝記ではレーニンの父イリヤの出自を「アストラハンの貧しい中流階級の階層」とした。イリヤは若いうちに両親を失い、アストラハンの仕立屋商人だった叔父に育てられた。イリヤは下層階級の出自であったが、カザン帝国大学で物理学と数学を学んだのち、ペンザの貴族学校で教職を得て、中流階級の身分を手にした。
1863年の半ば、イリヤはのちにレーニンの母となるマリア・アレクサンドロヴナ・ブランクと結婚した。マリアは裕福なドイツ・スウェーデン系の母と、ユダヤ系ロシア人の父との間に生まれ、彼女の父はキリスト教に改宗し、医師として働いていた。
結婚後、イリヤは教育者として出世を続け、やがてシンビルスク地方の公立学校の視学官となり、帝国政府による近代化計画の一環として450校以上の学校設立を監督した。1882年1月には教育分野における功績が認められて聖ウラジーミル勲章を授与され、世襲貴族の地位を得た。

### 生い立ち

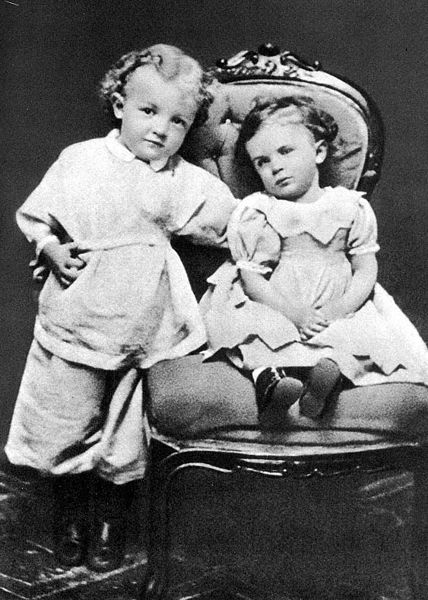
当時3歳のウラジーミル・ウリヤノフ（左）と妹のオルガ（右）（1874年）

1870年4月22日（ロシア暦の4月10日）、レーニンはロシア帝国のシンビルスクでウラジーミル・イリイチ・ウリヤノフとして生まれ、生後6日で洗礼を受けた。ウラジーミルは両親の3番目の子であり、上には姉のアンナ（1864年生）と兄のアレクサンドル（1866年生）が、下にはオルガ（1871年生）とドミトリー（1874年生）、マリア（1878年生）がおり、他に生後すぐ早世した2人の姉と弟がいた。父のイリヤがロシア正教会の敬虔な信者であった一方で、母のマリアはルーテル教会の信徒として育てられたもののキリスト教的信仰にはほとんど関心がなく、彼女の宗教観は子供たちにも影響を与えた。両親はともに君主制主義者かつ自由保守主義者であり、ロシア皇帝アレクサンドル2世が実施した農奴解放令も熱心に支持しており、子供たちをロシア人として育てた。2人は政治的過激派を避けており、危険人物として帝国警察の監視下に置かれていたという記録も存在していない。ウラジーミルは姉弟の中でも特に妹のオルガと親しく、彼女に対してはしばしば威張り散らしていた。当時の彼は極めて競争心が強く、気性の荒さを見せていたが、自分が犯した間違いについては認めることが多かった。入学したシンビルスク古典中高等学校では非常に成績優秀であった一方、スポーツにも熱心であり、自由時間はほとんど屋外に出るかチェスを遊んで過ごした。

### 青年時代

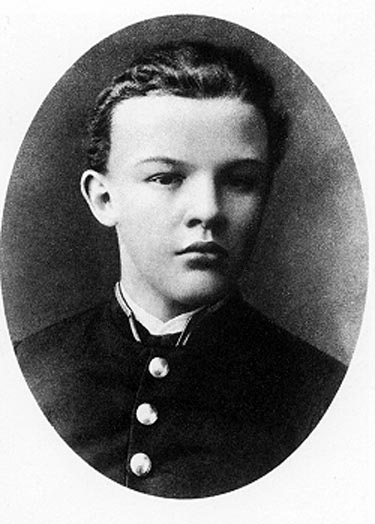
1887年のウラジーミル・ウリヤノフ

1886年1月、父のイリヤが脳内出血によって死亡した。父の死後、レーニンの振る舞いは突飛で攻撃的になり、神への信仰も放棄した。その頃、兄のアレクサンドルはサンクトペテルブルク大学で絶対君主制に反対する政治的活動に取り組んでいた。彼はその後、ロシア皇帝であるアレクサンドル3世の暗殺を目論む革命的結社に加わり、暗殺用爆弾の製造役に選ばれた。しかし暗殺計画は決行される前に露呈し、アレクサンドルら計画者は逮捕されたのち裁判で死刑を宣告され、1887年5月に絞首刑に処された。父と兄の死により精神的ショックを受けたものの、引き続き学業に励んだレーニンは古典中高等学校を首席で卒業し、その際には突出した成績を称えて金メダルを授与された。
1887年8月、父の母校であるカザン大学に入学して法学を専攻したが、12月には学生運動の集会に参加したことから警察に拘束されて大学から退学処分を受け、帝国内務省によってコクシキノ村のウリヤノフ家の所有地に追放された。
コクシキノ村での追放期間中、レーニンは書物を読み漁り、ニコライ・チェルヌイシェフスキーが1863年に著した革命小説『何をなすべきか？』に熱中した。母マリアはレーニンの思想の先鋭化に懸念を抱き、内務省にかけあって息子をカザン市内に帰還させる許可を得た。カザンに戻ったレーニンはニコライ・フェドセーエフの主催する革命サークルに参加し、そこでカール・マルクスが1867年に著した『資本論』と出会い、マルクス主義への興味を抱いた。
1889年5月、一家でシンビルスクからサマーラ県の農場に移住したもののうまくいかず、9月にはサマーラ市内へと転居した。サマーラ市内でレーニンはアレクセイ・スクリアレンコによる社会主義議論サークルに参加し、その影響下でマルクス主義の本格的な信奉者となり、マルクスとフリードリヒ・エンゲルスが1848年に発表した『共産党宣言』のロシア語訳を手掛けた。
1890年5月、母のマリアによる当局との交渉の末、レーニンは学外学生としてサンクトペテルブルク大学法学部の卒業検定試験を受けることを許可された。1891年、レーニンは試験を受けるため春と秋の2度サンクトペテルブルクを訪れ、すべての試験に合格したが、2度の試験の合間である5月には妹のオルガが腸チフスで病死した。1892年1月、レーニンはサンクトペテルブルク教育管区局から第一級学位を授与され、同月からサマーラの弁護士事務所に弁護士補として一年半ほど勤めたが、1893年8月にはその職を辞してサンクトペテルブルクに移住した。
1891年から92年にかけて、レーニンが当時住んでいたロシアのヴォルガ川流域で飢饉が発生し、知識人を含む多くの人々が救済活動をはじめたが、レーニンは飢饉が大衆を急進化させるのに役立つとの見解を持っており、それらの知識人による救済活動を「甘ったるい感傷行為」として否定した。

## 初期の革命活動

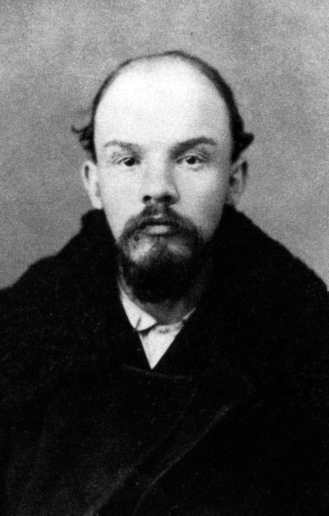
1895年のレーニン

サンクトペテルブルクに移ったレーニンは、弁護士助手として働く傍らマルクス主義革命結社 「社会民主党」に参加し（結社名はドイツ社会民主党に由来）、やがて党の幹部に昇格した。この頃には、同じマルクス主義者の学校教師ナデジダ・クルプスカヤとの交際を始めた。レーニンは自らが所属する社会民主党と、スイスのロシア人亡命者によるマルクス主義組織「労働解放団」との間に関係を確立することを望み、労働解放団メンバーのゲオルギー・プレハーノフとパーヴェル・アクセリロードに会うため風邪の治療の名目で1895年1月にスイスを訪問した。そこでピョートル・ストルーヴェにも会う。帰国後はロシア各地を巡り、国外から大量に持ち帰った非合法な革命的出版物を当地のストライキ労働者に配った。
1895年9月、サンクトペテルブルクでユーリー・マルトフと会い、マルトフの友人、ラドチェンコの弟子ら17人で社会民主主義グループを結成した。ただし、この組織に「プロレタリア」はおらず、エリート主義的な組織だった。1895年秋、レーニンはサンクトペテルブルクの全てのマルクス主義労働者グループを統合して「労働者階級解放闘争同盟」を結成した。その後、闘争同盟の非合法機関紙『ラボーチェエ・デーロ』の発行に関与し、ウリヤーノフは主筆となった。
同年12月16日に他の39人の活動家と共に逮捕され、扇動罪に問われた。逮捕されたレーニンは罪状を全面的に否認したが、その後刑の宣告まで1年にわたって収監された。とはいえ、レーニンは監獄で文書を書き、外へ持ち出され、広く配布された。この時点では、経済闘争の優位をとき、党はプロレタリアを「補佐する」と書いたが、これはのちのレーニンなら告発するだろう内容だった。なお、亡命者たちは出発の前に「運動は労働者階級に開かれるべきか」で論争し、レーニンとマルトフは否定的に回答した。

### 流刑地での生活・結婚
1897年2月、レーニンは東シベリアでの3年間の流刑を宣告され、身の回りの整理のためサンクトペテルブルクで3日間過ごすことを許可され、闘争同盟のメンバーと会った。ロシア帝政は、後年のソビエト権力から残虐非道であったと告発されたが、レーニンの拘留の場合は、ソ連時代のルービャンカ式の拘留とは似ても似つかないものだった。当局の寛大な計らいはこれで終わらず、レーニンの母親は、警察大臣に息子が護送隊なしで自由人として流刑地へ出発すること、クラスノヤルスク市かエニセイ川南部のような温暖な地方への流刑を訴えたが、当局は大筋で受け入れ、レーニンは母の費用でシベリア横断鉄道で快適に移動した。
レーニンは政府に対する大きな脅威ではないとみなされており、流刑地のシュシェンスコエ村では警察の監視下に置かれたものの、村から他の革命活動家と文通することは可能であり、近くのエニセイ川で泳ぐことや水鳥の狩猟を楽しむことも許可されていた。

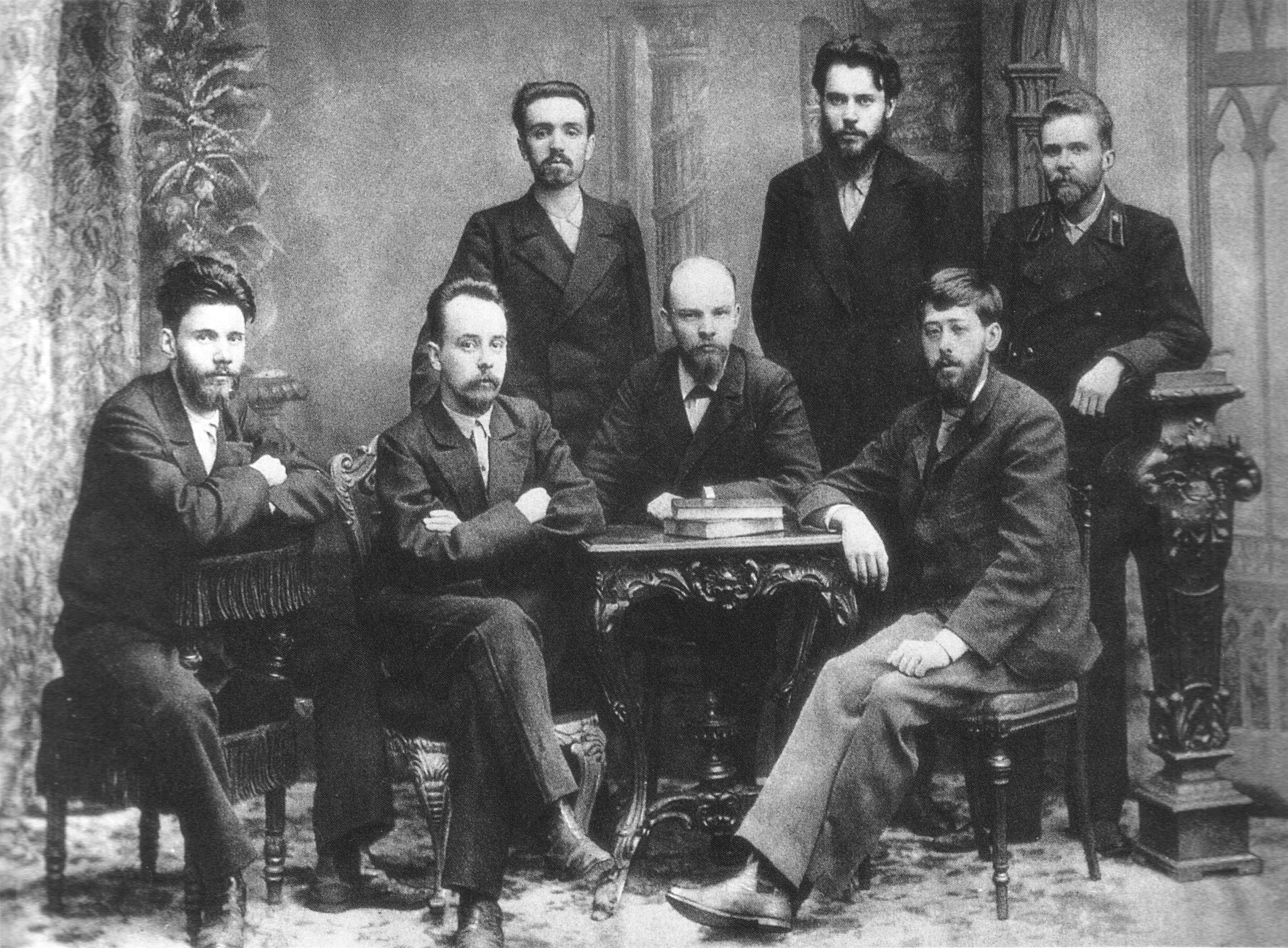
ウラジーミル・ウリヤノフ（中央）と他の労働者階級解放闘争同盟のメンバー（1897年撮影）

1898年5月、レーニンは流刑地でクルプスカヤと再会した。彼女はストライキを組織したことで1896年8月に逮捕され、当初ウファでの流刑に処されていたが、自分とレーニンが婚約していると主張して当局を説得し、シュシェンスコエ村に自分の母親と一緒に移送されてきた。二ヶ月後の7月10日にレーニンとクルプスカヤは結婚した。結婚式はロシア正教の典礼にしたがって敬虔に執り行われた。
シュシェンスコエ村には二人のポーランド人労働者が住むだけであったが、同じ地区の別の村には同志がおり、レーニンは祭りや結婚式のときにはかれらと会っていた。レーニンは狩や釣りをやり、自然のなかを散策し、ウェッブ夫妻『労働組合主義の理論と実践』を妻と翻訳したり、攻撃文書を外国へ送ったりしたが、当局はこうした行動を規制しなかった。一家の家計は、ナジェージダの母親が支えた。レーニン以外の他の流刑者も、居住指定されたところで生活すること以外、いかなる拘束も課されていなかった。広範囲にわたる移動の自由が認められ、流刑者もたがいに訪問しあえた。彼らは体制にとって危険とみなされていたにもかかわらず、強制労働を課せられることもないどころか、集会の権利もあり、現地の住民から隔離もされていなかったため、彼らは現地の住民に積極的に宣伝した。
この頃、ドイツでは選挙による平和的な社会主義実現を主張するエドゥアルト・ベルンシュタインら修正主義者が台頭し、マルクス主義者の間でイデオロギー上の対立が生じていた。その中でもレーニンは暴力革命を強力に支持し続け、『ロシア社会民主党員による抗議』という著作の中で修正主義者の主張を攻撃した。1899年には『ロシアにおける資本主義の発展』を著し、 農業社会主義を批判すると共に、ロシアの経済発展に対するマルクス主義的な分析を提示した。この著作はウラジーミル・イリイン (Vladimir Ilin) という筆名で出版されたが、内容への評価は低かった。
1900年レーニンはシベリアから自由になるが、ただし、大学都市や大工業都市は例外で、そうした都市では、元流刑者が「シベリア帰り」という威信を帯びて影響力を持つことを権力はおそれた。ナジェージダはまだ一年刑期が残っていたため、同志と緊密な関係を保っていたウファに戻り、さらにナジェージダは1901年に外国に住みたいとの要望をだして承認された。このように、帝政の流刑政策はかなり緩かったとダンコースは指摘する。ダンコースによれば、権力掌握後のボリシェヴィキの残酷さ、留まるところを知らない暴力は、帝政政府によって教えられたものではない。19世紀初頭には流刑は過酷だったが、それでもデカブリストの妻たちはシベリアで夫と再会し、生活をともにすることができた。他方、のちのソビエト体制で流刑者は、家庭や家族から引き離され、通常は接触も絶たれた。

## ボリシェヴィキの誕生

### ロシア社会民主労働党の分裂、ボリシェヴィキとメンシェヴィキ

ゲオルギー・プレハーノフ

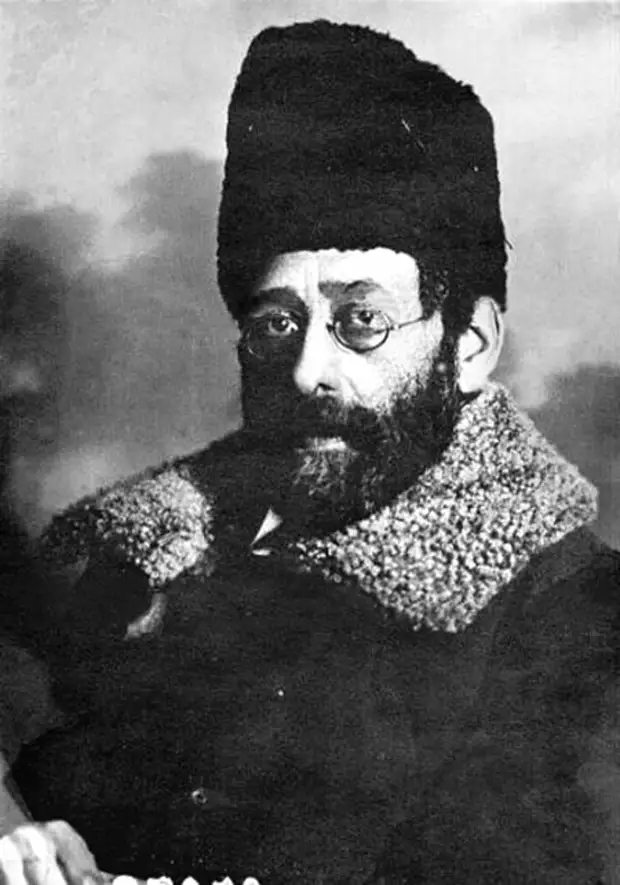
ユーリー・マルトフ

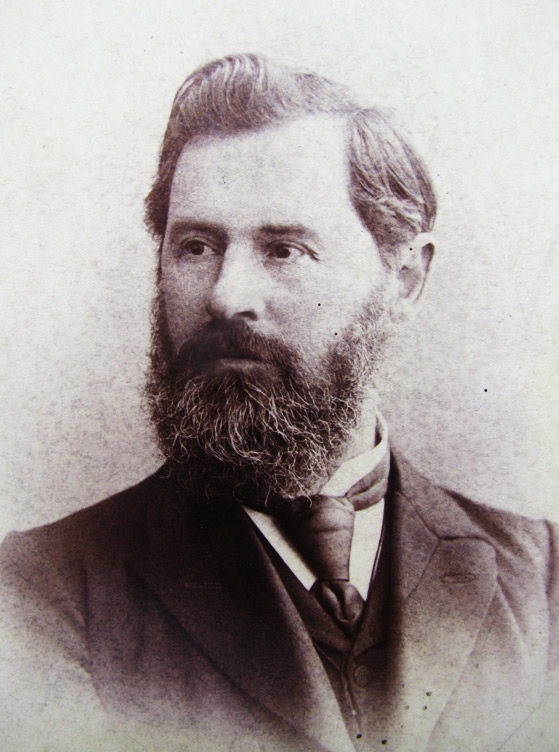
パーヴェル・アクセリロード

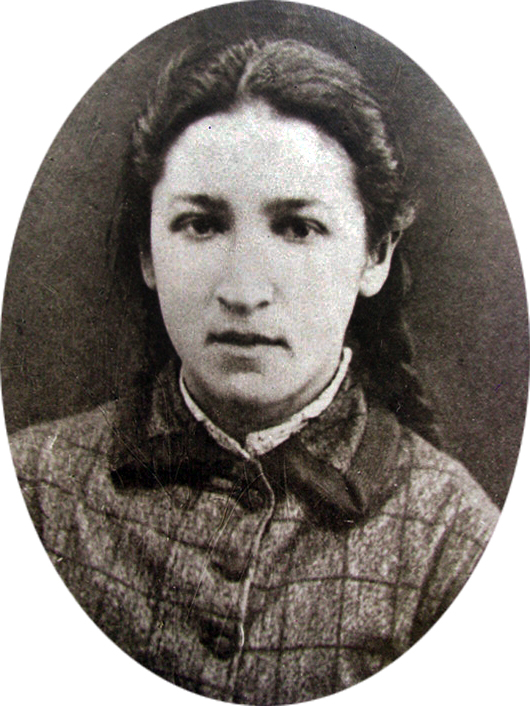
ヴェーラ・ザスーリチ

1900年2月11日に刑期が終了したのち、レーニンはプスコフにしばらくとどまった後、7月にはスイスへと亡命した。スイスでは、獄中で書き上げた『ロシア社会民主主義者の責務』(1900)をレナ川にちなんだペンネーム「レーニン」と署名して出版した。
1900年9月、バイエルン王国の首都ミュンヘンに移住し、同年12月には流刑中に結成されていたロシア社会民主労働党の機関紙『イスクラ』を創刊した。編集局のメンバーは彼の他にユーリー・マルトフ、ポトレソフ、プレハーノフ、アクセリロード、ザスーリチであった。この新聞を中心とするグループは「イスクラ派」と呼ばれた。ヨーロッパの著名なマルクス主義者が寄稿した『イスクラ』はロシア帝国内へと密輸されたが、そのような地下流通網の構築はオシップ・ピアトニツキーに任せられていた。

#### 前衛党・外部注入論
ウラジーミル・ウリヤノフが初めて「レーニン」の筆名を使用したのは1901年12月であり、翌1902年にはこの筆名で『なにをなすべきか?』と題するパンフレットを出版し、前衛党がプロレタリアート革命を指導することの必要性について論じた。レーニンはカール・カウツキーの言葉を引用し、「社会主義意識は、プロレタリアートの階級闘争のなかへ外部からもちこまれたあるものであって、この階級闘争のなかから自然発生的に生まれてきたものではない」と述べ、この考え方は後に「外部注入論」と呼ばれるようになった。同書でレーニンは、労働者階級には生来の階級意識はなく、自分の力だけであれば組合意識に到達するだけであるが、労働組合主義はブルジョワによる労働者のイデオロギー上の隷属にすぎないとして否定する。レーニンは「革命理論なくして革命意識は存在しえない」とし、政治的階級意識は、労働者と雇用者の関係の外部にいるインテリゲンツィア（知識階級）からもたらされるほかないと主張した。『なにをなすべきか?』の出版は大きな反響を呼び、以降の彼は「レーニン」の名でロシア帝国のマルクス主義者に広く知られるようになった。
一方で、この外部注入論によって、レーニンは、プレハーノフら社会民主主義と袂をわかつことになった。プレハーノフらにとって知識人は労働者階級と共同で革命運動を形成するのであり、すべての労働者階級が歴史の変革に参加する能力があると考えられた。これに対して、レーニンは、革命理論に生来のセンスを持たない労働者に代わって、革命理論の担い手である「職業革命家」が、労働者階級の「前衛」として革命を指導せねばならず、前衛党のみが階級闘争をつくり、労働者階級に階級意識を持たせることができ、こうして労働者階級はブルジョワのイデオロギー支配から解放されると主張した。レーニンによれば、党はプロレタリアート的階級意識の「唯一の」保持者であり、党がもたらす正しいイデオロギーによって労働者運動は導かれねばならない。歴史的使命を担う党において、意志は統一されねならず、そのために中央集権化や序列化、権威主義的であることが必須となり、また、個別の意志、誤謬、偏向は排除されるべきで、論争とおしゃべりは慎まねばならない。レーニンは「党は純化されることによって強化される」とのべたが、この「純化」はのちの「粛清」につながるとカレール・ダンコースは指摘する。レーニンは組織のモデルとして工場と軍隊を参照し、規律、集団行動、自分達を超える企図への服従を重視し、そして戦闘こそ究極目標であり、そのために権威を厳密に序列化する必要があると考えた。
同時期にはミュンヘンで『イスクラ』の執筆を続け、イデオロギー上の対立者や批判者、とりわけ社会革命党（エスエル）に対して攻撃を加えた。1902年4月、バイエルンの警察を恐れたレーニンは『イスクラ』と共にロンドンに移住した。ロンドンでは同胞のマルクス主義者レフ・トロツキーと友人になった一方で、丹毒を患って『イスクラ』編集局で中心的役割を担うことができなくなり、レーニン不在の間に『イスクラ』の本部はジュネーヴに移された。

#### ロシア社会民主労働党第2回党大会
1903年7月、ブリュッセル（のちロンドンに移動）でロシア社会民主労働党の第2回党大会が開かれたが、実際にはまだ党は存在しておらず、大会を機会に党を誕生させようというわけだった。党の綱領の作成について論争となった。プレハーノフは1902年に綱領を書いたが、これはレーニンとマルトフ、ポトレーソフから反発を受けた。プレハーノフにとって社会民主主義者と労働者は利害が同一であるがゆえに、労働者の導き手となるとした。これに対して、レーニンは社会民主主義者と労働者は互いに隔てられており、プレハーノフは小規模生産者とプチブルに対して寛大にすぎ、小規模生産者とプチブルは消滅すべき存在だと批判した。他方で、レーニンの『なにをなすべきか？』は、同僚たちからはレーニンの個人的な提案であり、これが綱領の下書きになるとは誰一人考えていなかった。プレハーノフは小規模生産とプチブルにも革命に関して肯定的役割があるとした。また、プレハーノフは「プロレタリアートの独裁」を「プロレタリアートの権力」と書き換えたが、レーニンはマルクスの「階級闘争は必然的にプロレタリアートの独裁に至る」という言葉を持ち出して論争、綱領は「プロレタリアートの独裁」の表現になった。しかし、この論争の過程で、イスクラ編集部内の分裂は拡大し、ザスリーチとアクセリロードはプレハーノフを支持、マルトフとポトレーソフはレーニンを支持しながらも、レーニンの横暴さと異論を出した者への配慮を欠いた態度に困惑していた。のちにポトレーソフは、すでにこの時から、レーニンの粗暴な性格と自分は常に正しいという確信が問題であると感じられたと回想。マルトフも同様に、レーニンとのちに決別する理由になることを予感していた。
ロシアから通報をうけたベルギー警察から退出を要求されたため、ブリュッセルからロンドンに移動して、あらためて第2回党大会が開催された。大会ではレーニンの支持者とマルトフの支持者が激しく対立し、マルトフは、党員は党指導部に縛られることなく独自の意見を表明することを許されるべきと主張したが、レーニンはそれに反対し、強力な指導部が党全体を完全にコントロールすることの必要性を強く主張した。
綱領の採択にあたって、レーニンは民主的原則を党の利益にしたがわせる立場を固持した。決裂の原因となったのは、「党員」の定義についてだった。レーニンは入党とは、党のなかに一身を投じることであり、「党員」とは、「党機関の一つの権威の下にあって党に協力する者」、つまり、序列化され中央集権化された組織で積極的役割を演じるものだけを意味するとした。マルトフは、もっと柔軟に、党の見解に近いと感じるものも党員を称することができると主張した。しかし、マルトフの定義は、レーニンにとって、党の下部組織にイニシアティヴを委ねることになり、党の権威の減退させるものだった。
プレハーノフはレーニン案を支持し、これにザスリーチとアクセリロードは愕然とした。ザスリーチとポトレーソフとトロツキーはマルトフ案を支持した。投票でマルトフ案は28票、レーニン案は23票の結果となり、レーニンにとって初めての挫折となった。
次に、リトアニア・ポーランド・ロシア・ユダヤ人労働者総同盟(ブント)の地位に関して論議された。ブントは分離した組織を結成する権利を要求した。すでにオーストロ＝マルクス主義者は、労働者はまず自分の民族に連帯を感じるのであり、階級への連帯はその後であるということを確認していた。投票ではブントへの反対が多数を占め、これに憤慨したブント7人の代表は退場した。レーニンはこの機会を利用して、自分のグループが多数派を握っていると断定し、自分を「ボリシェヴィキ (多数派)」、自分に反対する集団を「メンシェヴィキ (少数派）」となづけた。この決定は一方的なものだったが、将来の推移の大筋を示唆している。マルトフらはこの呼称を受け入れるが、こうした工作にレーニンの主意主義と臆面のなさが露呈しており、レーニンを権力奪取と独占へと導いたのはこうした性格であるとカレール・ダンコースはいう。さらにレーニンはイスクラ編集部をレーニンとプレハーノフとマルトフの3人に減らすことを提案し、賛成多数で採択した。マルトフは、ザスリーチとアクセリロードとポトレーソフの排除に憤慨し、編集部に加わることを拒絶した。さらにレーニンは、イスクラ編集委員会が「イデオロギー的指導権」を持つと決定した。こうして、大会閉会時には、レーニンはイスクラの主となり、党機関誌と党が一体化し、レーニン支持者によって支配されるようになった。
ロシア社会民主労働党はレーニン支持派の「ボリシェヴィキ（多数派）」とマルトフ支持派の「メンシェヴィキ（少数派）」という2つの派閥に分裂し、『イスクラ』編集局の6名のうち、レーニン以外の5名はメンシェヴィキへ移ったため、レーニンはボリシェヴィキの突出した指導者となった。党大会後も両者の論争は続き、ボリシェヴィキがメンシェヴィキを「規律を欠く日和見主義・社会改良主義」と批判した一方で、メンシェヴィキはレーニンを「独裁・専制主義者」として非難した。プレハーノフはやがてマルトフ側へ合流した。

#### 『イスクラ』編集部からの離脱
第2回党大会でレーニンとマルトフの決裂は決定的となり、マルトフは、レーニンがあまりに権威主義的にふるまい、自分のみを唯一正しいとする傲慢な態度をとり、権力への情念しか感じられなくなってると批判し、レーニンはマルトフを政治的に排除するためにその知力のすべてを傾けていった。論争は続き、マルトフは、レーニンの権威主義と不寛容、そして「イスクラ」の略奪と独占を批判し、もとの6人体制に戻すよう要求し、ついにレーニンは『イスクラ』編集部を飛び出した。これによりレーニンは、自分の権威が実際には小さいことを認めざるをえなくなり、うつ状態に陥った。クルプスカヤは、観光、散歩、睡眠などを提案し、レーニンはようやく回復していった。
この間、『イスクラ』では毎号レーニン批判が掲載され、プレハーノフはレーニンの不寛容、粗暴さ、党についての考え方を批判した。トロツキーもレーニンを「潜在的ロベスピエール」と呼び、レーニンは党員をいずれ大量虐殺していくことになるだろうと想像した。歴史学者カレール・ダンコースは、たしかにトロツキーの見通しは、未来を予告するものだったという。
1904年、アレクサンドル・ボグダーノフがレーニンを訪問し、新たな同志となる。ボグダーノフは、やがてその義兄弟のアナトリー・ルナチャルスキーも引き寄せ、さらにレーニンに資金援助し、レーニン夫妻との長期ヴァカンスにも同行するほど親しくした。レオニード・クラーシンはボリシェヴィキ派として1903年に中央委員会に選出されたが、メンシェヴィキとの和解を主張したため、レーニンは失望した。しかし、レーニンは組織化の才能をもつクラーシンを連れ戻した。
1904年当時、レーニンはヨーロッパの社会主義運動界からも批判されていた。レーニンの行き過ぎを批判していたカール・カウツキーはノイエ・ツァイトにレーニンのメンシェヴィキを批判する内容の論文の掲載を拒否した。レーニンはこのことを恨み、後に「プロレタリア革命と背教者カウツキー」(1918年)でカウツキーを「背教者」と批判して報いた。ローザ・ルクセンブルクもレーニンを批判した。ベーベルも和解を勧めたがレーニンは耳を貸さなかった。
『イスクラ』編集局に憤慨したレーニンは、1904年5月にメンシェヴィキを批判した著作『一歩前進、二歩後退』を出版した。
1904年8月、観光旅行のあとジュネーヴに戻り、22人のボリシェヴィキを呼び寄せ、「多数派委員会」を結成し、ボグダーノフはその事務局となった。ボグダーノフの資金援助でレーニンは1904年12月、新聞「フペリョート（前進)」を発刊し、毎号「イスクラ」を批判した。

## ロシア第一革命

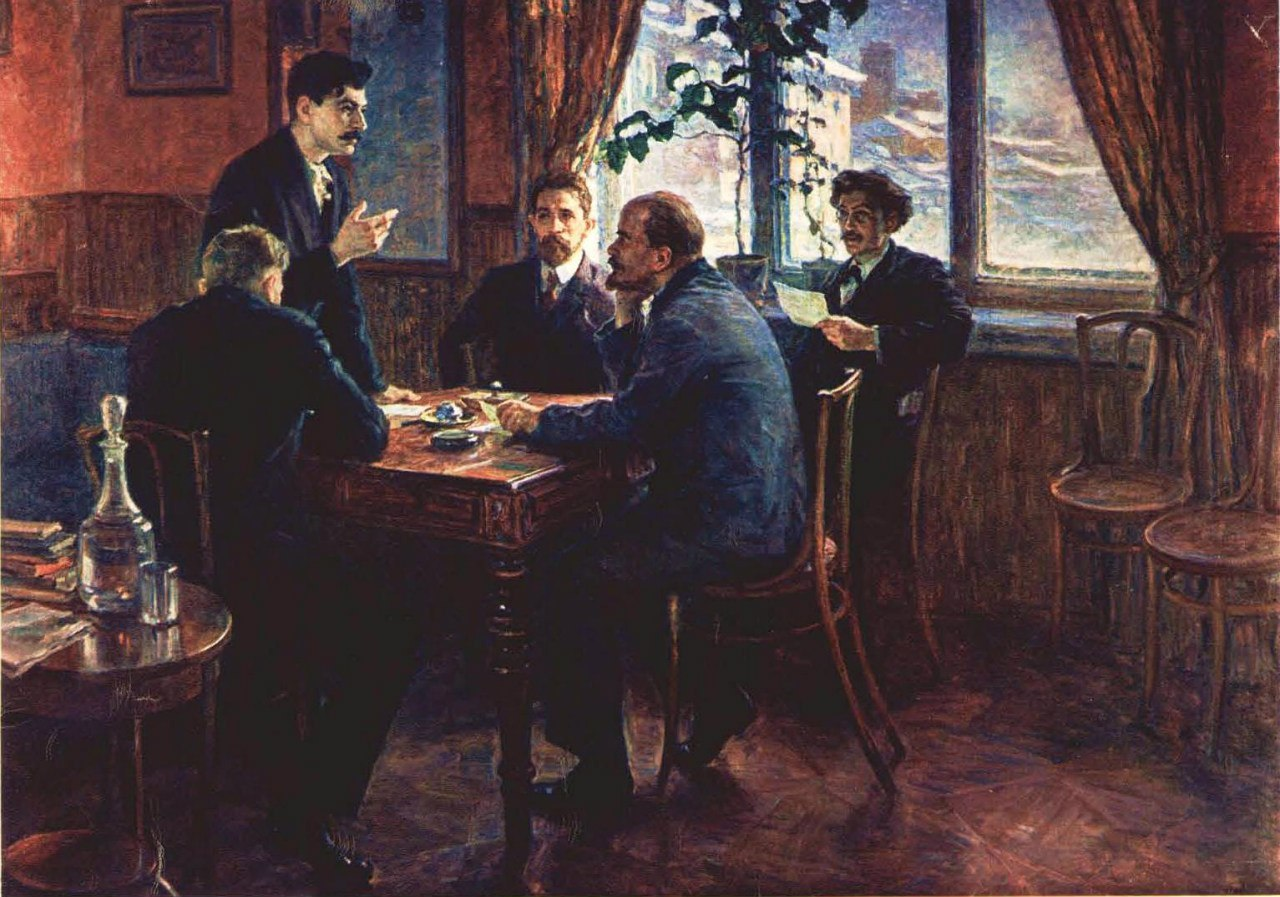
1905年にタンペレでスターリンとレーニンが初めて会ったことに関する芸術作品。

1905年1月、サンクトペテルブルクで起こった血の日曜日事件をきっかけに動乱がロシア帝国全土に広がり、1905年革命（ロシア第一革命）として知られる革命へと発展した。レーニンはこの動乱においてボリシェヴィキがより大きな役割を演じることを要求し、暴力的な蜂起を呼びかけた。
しかし、労働者階級の自発的、自然発生的な運動は、レーニンの思想に合致しなかったため、レーニンは1905年は事態を観察しつづけた。歴史学者カレール・ダンコースよれば、党は騒乱において何の役割を演じることもできなかったし、何もしなかった。

### ロシア社会民主労働党第３回党大会
1905年4月25日-5月10日(ユリウス暦4月12日〜27日)に開催予定のロシア社会民主労働党第３回党大会における党の奪回をレーニンは画策した。ロシアの中央委員会は、メンシェヴィキと論争ばかりするレーニンに「争うのはやめて、仕事にかかろう」と勧めた。中央委員のクリヨヤノフスキーはジュネーヴにやって来て、レーニンに快適なスイスの避難所からロシア国内の活動を想像するのをやめて、活動を間近からみた上で話し合うべきだとのべたが、レーニンは拒絶した。その後、レーニンを批判するロシアの中央委員の何人かは官憲から逮捕されたが、レーニンはこれでメンシェヴィキは弱体化するだろうと喜んだ。レーニン支持者で固められた中央委員会は第３回党大会開催に同意し、メンシェヴィキはベーベルに調停を依頼したが、レーニンは調停も拒絶した。
イスクラのプレハーノフ、アクセリロード、マルトフ、ポトレーソフ、トロツキーは、ロシアでの革命運動は具体的に形成しなければならず、権力掌握や権力分割の試みは時期尚早として、レーニンの中央集権化への意志を批判した。一方、レーニン側にはカーメネフ、ルイコフが賛同した。
しかし、第3回党大会では、農村出身のルイコフが農村での社会主義革命の性急な実現を疑問視し、レーニンに忠実だったクラーシンも、レーニンを含む亡命者（海外活動家）の比重が大きいと批判した。レーニンはメンシェヴィキを大会から追放しようとしたが、これも大多数が反対した。しかし、戦術家だったレーニンは、党の条件と規律を受け入れるなら個人の資格で党員として残留できるとして、大多数の賛同をかちとった。結果として、第３回党大会では、武装蜂起と党の中央集権化が決議され、メンシェヴィキは破門されたが、党に全面的服従という条件で党にとどまることが許された。第３回党大会で選出された中央委員会はレーニン、クラーシン、ボグダーノフの三人で、これは1908年まで続いた。

#### イヴァノヴォ=ヴォズネセンスク・ソビエト、ペテルベルク・ソヴィエトと十月詔書
1905年4月、地方自治機関ゼムストヴォは普通選挙と改革を要求、5月には「国民の権利」が君主の権利と対置され、次々と各地で集会や農民大会が開かれて動議が採択された。そのなかで、イヴァノヴォ=ヴォズネセンスクでストライキ中の労働者がソヴィエトを選出し、二ヶ月存続した。1905年6月14日から24日にかけて戦艦ポチョムキンの反乱がおきた。
ボリシェヴィキとメンシェヴィキらはこうした自然発生的な騒擾にどう関わるべきかを考えていたが、その間も、ストライキやデモが国全体に広がり、鉄道組合がゼネストを宣言した。
レーニンは1905年8月に『民主主義革命における社会民主党の二つの戦術』を出版して革命に対する見解を提示し、ロシアの自由主義的ブルジョワジーは立憲君主制への移行で満足してしまうため革命の遂行を裏切ると予想した上で、プロレタリアートは農民と同盟を結んで君主制を打倒し、臨時的に「プロレタリアートと農民の革命的民主主義的独裁（労農民主独裁）」体制を樹立する必要があると論じた。
意を決したメンシェヴィキが促し、10月14日に首都でサンクトペテルベルク・ソヴィエトが誕生した。工場労働者562人により、50日間存続し、議長はホルスターレフ・ノサール、副議長はメンシェヴィキのトロツキーと社会革命党のアフクセンチエフだった。サンクトペテルベルク・ソヴィエトは週刊の公報「イズヴェスチヤ・ソヴィエタ・ラボチフ・ジェプタートフ（労働者代議員ソヴィエト便り）」を刊行した。のちのソビエト連邦国家は機関紙イズベスチヤをこの後身であると主張した。
セルゲイ・ウィッテは皇帝に柔軟な対応をとき、十月詔書を発表した。つづいて10月21日に皇帝は政治犯の大赦をおこなった。ニコライ2世の名の下で発布された十月詔書は、いくつかの自由主義的改革を約束した。レーニンはこの状況下では安全と見てサンクトペテルブルクに帰還した。
自由主義者たちは、十月詔書は不十分としながら、カデットを結成する一方、ペテルベルク・ソヴィエトは武装解除しなかった。政府はホルスターレフを逮捕し、トロツキーが議長になるが、数日後、ペテルベルク・ソヴィエトは解散命令をうけ、トロツキーも逮捕された。ソヴィエトはモスクワに伝播した。1905年12月、ソヴィエトの指導者が逮捕された。

#### 武装蜂起の画策
レーニンは1905年のソヴィエト成立に泡を喰らった。党の指令なしの自然発生的な革命は、レーニンの絶対的前提に対する残酷な反証であり、レーニンはこのことにより知的に挫折し、政治的にも挫折した。メンシェヴィキは労働者階級を信頼していたために同伴でき、かつ、レーニンの分析が誤りであることを証明できた。レーニンは地位奪還のために、革命闘争のための即時戦略とドゥーマ選挙の問題にとりくみ、ソヴィエトがプロレタリアの特権的道具であり、ソヴィエトが発展したあと臨時政府の中心機関にならなければならないと主張した。
政府は十月詔書で譲歩したが、騒乱はやまず、鎮圧にむかった。レーニンはこれに対して革命の「専門家」であるボリシェヴィキによって指導された武装蜂起を主張した。ボリシェヴィキはペテルベルク・ソヴィエトに姿を見せることもなく、市街地での武装闘争の組織に没頭し、武器を小グループに配備した。
152当時のボリシェヴィキは群衆の心をひきつけるのが不得手で、レーニンも公開集会には挑まなかった。ボリシェヴィキは武器を入手し、突撃隊を編成し、いたるところでバリケード作りに参加した。1905年12月、モスクワの労働者の蜂起はボリシェヴィキの影響だった。これは流血の事件となり、レーニンは非難されたが意に介さなかった。

#### 「新生活 (ノーヴァイヤ・ジーズニ）」新聞社の掌握
レーニンはロシアへいつ戻るか焦燥しつづけてきたが、1905年11月8日に帰国し、帰国後はジャーナリズムを展開した。
クルプスカヤは回想で夏にレーニンが新聞社を開く計画だと述べ、三ヶ月後に実際にできたと述べているが、現実は異なる。1905年秋から、詩人ニコライ・ミンスキー、マクシム・ゴーリキー、ジナイーダ・ギッピウス、コンスタンチン・バーリモント、レオニド・アンドレーエフ、ボリシェヴィキのボグダーノフとルミアンツェフなど、無党派のグループが新聞社を開く計画をねっていた。ミンスキーが新聞「新生活 (ノーヴァイヤ・ジーズニ）」の責任者で、編集部にはゴーリキーの妻アンドレーエワがいた。
帰国したレーニンは「新生活」新聞社へ急行し、自分が創業者であるかのように手中に収めるために画策した。ミンスキーの新聞社は当初、左翼の作家と活動家の架け橋をめざしたが、レーニンが新聞に入って4日後の11月13日に「党の組織と党の文学」を発表した。「党文学の原則」について論じたこの文書でレーニンは、「社会主義プロレタリアートにとって、文学活動は個人や集団の利益源であってはならないし、プロレタリアの大義から独立した個人的な関心事であってはならない。党に属さない文学者を打倒せよ！」「文学活動はプロレタリア階級の政治性に自覚的な前衛によって動かされる、偉大な社会民主主義という機構の歯車でなければならない。」「新聞は党の機関でなければならない。作家たちは絶対に党に属していなければならない。」ろ主張した。さらにレーニンは、党の統制下に置かれたとしても、誰もが制約を受けることもなく、好きなように書き、話す自由を持っているとしつつ、党をふくむあらゆる結社は、党の方針に反対するメンバーを除名する自由も持っている。異論を出すものと連帯するか決別するかは結社の自由であり、党に反対するメンバーを排除しなければ、党は必然的に崩壊するだろう、「党には、完全な一貫性を持たず、純粋にマルクス主義的でも、完全に正しいわけでもない個人的な要素が常に混入してくるが、これらは定期的に「粛清・浄化 (cleansings)」されていくことになる」と述べ、のちの赤色テロ、そして大粛清にいたる思想が提示された。ダンコースはすでにこの「党の組織と党の文学」のなかにソビエト国家の全体主義的性格が書き込まれていると指摘している。この文書によって、「新生活」新聞はボリシェヴィキの支配下におかれた。レーニンは編集権を握り、レーニンの強権発動を拒否したものは立ち去り、決断できないものは沈黙し、こうしてレーニンの新聞となった。
その後、「新生活」新聞は納税拒否への呼びかけをしたため、12月に発禁処分を受けるが、誌名を変えて発行を続けた。ほかにも大量の新聞を発行し、レーニンは、「ヴォルナ（波）」「フペリュート（前進）」「エコー」「プロレタリイ」の主幹となっていく。

### フィンランド・クォカラからの亡命生活
クルプスカヤの回想ではレーニンはこの時期ロシア国内を放浪していたとされているが、実際には1906年2月には官憲の監視の届かない自治区であったフィンランド大公国のクォカラに住んでいた。クォカラは、サンクトペテルブルクから50キロほどの別荘地であり、レーニン夫妻は大きな邸宅を借り、妻の母やレーニンの妹も同居し、2階にはボグダーノフら党員数人が住んだ。クォカラではボリシェヴィキの拠点構築に関与した。
1907年5月にロンドンで開催された党大会では「民主主義的中央集権主義」が採択された。レーニンは衰弱し、フィンランドの田舎で二ヶ月休養、秋にクォカラへ戻るが、そこからストックホルム、ジュネーブへ移り、以降、亡命生活が十年つづいた。

#### ドゥーマ
1906年7月、ドゥーマ解散後、レーニンはふたたび暴力蜂起を説いた。1907年2月の第二次ドゥーマの議員にも武装蜂起をといた。1907年7月、政府は陰謀を企てたとして多数の議員を逮捕し、6月3日にはドゥーマも解散され、ストライキ参加者も減少していった。ボリシェヴィキ以外の社会主義者は、ドゥーマを利用しようと考え、選挙運動を行った。しかしレーニンは、選挙運動に対して「議会白痴症」として敵対し、ドゥーマは「純然たるペテン」だと主張した。
ボリシェヴィキの暴力による選挙妨害にもかかわらず、1906年4月の選挙でカデットは486議席のうち179議席を、エスエル党は94議席を、メンシェヴィキは18議席を獲得した。
1907年の第二次ドゥーマでは、133人が社会主義者で、66人が社会民主党（メンシェヴィキ）、37人が社会革命党。右派はオクチャブリストが52人、極右政党が33人で、カデットは98議席に減少した。メンシェヴィキはボリシェヴィキよりも優勢な立場になった。
しかし政府は選挙法の見直しをし、1907年秋の第3次ドゥーマでは左派は32人と後退した。レーニンは1907年7月、一転して選挙参加を標榜したが、ボリシェヴィキはレーニンに反対した。レーニンは敵対者の引き戻しには失敗し、彼らは「前進」新聞を発行した。

## 「接収」・資金獲得運動
レーニンの生活と著作出版には支持者からの資金援助があった。しかし党の財政は厳しく、「接収」の名での資金調達をはじめた。接収はクロポトキンが「反乱者の言葉」(1885)で提唱していた。
「接収」は、1905年以前から開始され、1906年にはロシア全土で頻発した。1906年4月にストックホルムで開かれた第4回大会において、レーニンによる暴力や強盗の支持はメンシェヴィキから激しく非難された。ストックホルムの社会民主党党大会でテロリズムと接収に対して糾弾されたがレーニンはやめなかった。ボリシェビキの「接収」が、武装集団によるやりたい放題の強盗であったことは明白であると歴史学者カレール・ダンコースは指摘する。ボリシェヴィキは金を獲得すると武器を購入し、ビラを印刷し、力を強固にできた。
接収の指揮はクラーシンで、武装活動家「ボイエヴィキー」は、革命終結後も、治安維持部隊、政府機関、接収可能な財産を目標とした系統的テロリズムを継続した。クラーシンは武器を極東（日露戦争）からの帰還兵や外国の密売人から購入し、爆発物製造部隊を組織し、テロリストに講習会をひらいた。

### 1907年チフリス銀行強盗事件
レーニンは党員からの徴収や裕福な支援者からの寄付だけでは活動資金源として不十分と認識し、郵便局、列車、銀行などへの強盗による資金集めを承認した。ボリシェヴィキはレオニード・クラーシンの指導下でそのような犯罪行為に手を染め始め、1907年6月にはヨシフ・スターリン指揮下の党員がグルジアのトビリシで帝国銀行に対する武装強盗を決行した。このチフリス銀行強盗事件ではカモが実行し、拳銃を乱射して、国営銀行の現金を強奪した。
レーニンはこうした「接収」に公然と喝采を送った。カモは有罪判決をうけたが、自由の身になるとパリのレーニン宅を訪問、暖かく受け入れられた。
1906年から強盗でえた資金を管理していたリトヴィーノフは、金を社会主義インターナショナルに預けたうえで武器を購入しており、1908年にパリで逮捕された際に、紙幣500ルーブルがチフリス銀行強盗事件で強奪された金であったことがわかった。
さらにベルリンで、偽ルーブル紙幣のための原版と用紙が発見され、ドイツ警察の調査でこれもボリシェヴィキの仕業だったことが判明した。偽造犯一味はドイツ社会民主党の機関紙フォルヴェールツの社屋に隠していた。メンシェヴィキのアクセリロードやプレハーノフは激怒したが、レーニンは意に介さなかった。
しかし、レーニンも事件調査委員会の設立に反対することはできなかった。メンシェヴィキ寄りのチチェリン一人が調査責任者となり、クラーシンまで突き止めた。しかし、レーニンは、調査は委員会で行われるべきだと主張し、調査委員をボリシェヴィキで固めることに成功た。その結果、クラーシンの責任は問われず、偽札事件はもみ消され、チフリス銀行強盗事件で除名されていた全員の復党も勧告された。

### シュミット遺産横領事件
1907年2月になくなったニコライ・パヴロヴィッチ・シュミットの遺産をボリシェビキが横領するという事件が発生した。レーニン妻によれば、実業家サーヴァ・モロゾフの甥のシュミットは拷問で殺害される前にボリシェヴィキに財産遺贈を表明し、妹エリザヴェータもボリシェヴィキに財産遺贈を表明したと述べたが、事実は異なる。妹エリザヴェータは当時未成年で、遺言措置はなかったし、ボリシェヴィキは遺産目当てで、シュミットの二人の姉妹の篭絡をもくろんだ。
ボリシェヴィキでレーニンの旧友のヴィクトル・タラトゥタが妹エリザヴェータを口説き、結婚に成功したが、タラトゥタは、遺産の一部しかボリシェヴィキに渡さなかった。さらに姉のエカチェリーナに対してボリシェヴィキは、党員のニコライ・アンドリナキスに密命を与え、これも結婚に成功するが、アンドリナキスは1908年にパリに行くと、遺産を党に与えない決心をした。タラトゥタが脅迫し、粛清さえ示唆したしたが、アンドリナキスも遺産の一部しかボリシェヴィキに渡さなかった。タラトゥタは失墜するとみられていたが1917年以後、レーニン側近として復活した。
レーニン妻の回想と違い、シュミットは社会民主党への遺贈を表面していたのであり、ボリシェヴィキへに対してではなかった。メンシェヴィキはシュミットの意向を承知しており、ボリシェヴィキを批判したが、レーニンは承服せず、遺産の存在を隠した。
シュミット遺産をめぐる抗争は、ドイツ社民党に頼むことになり、クララ・ツェトキン、カウツキー、メーリングが資金を預かり、必要におうじて配分することになった。しかし、レーニンは自分が保管するべきだと主張し、メンシェヴィキは不誠実だと批判し、裁判となった。カウツキーとメーリングは交渉から身を引き、ツェトキンは和解を試みたが、レーニンはメンシェヴィキの主張は虚偽だと糾弾して、説得に応じなかった。
その後、1907年5月にロンドンで開催された第5回党大会ではボリシェヴィキがロシア社会民主労働党における支配的勢力を取り戻した。帝政政府が反対派への弾圧を強め、秘密警察機関の「オフラーナ」に革命活動家の逮捕を命じると、レーニンはフィンランド領から逃亡してスイスに移住した。

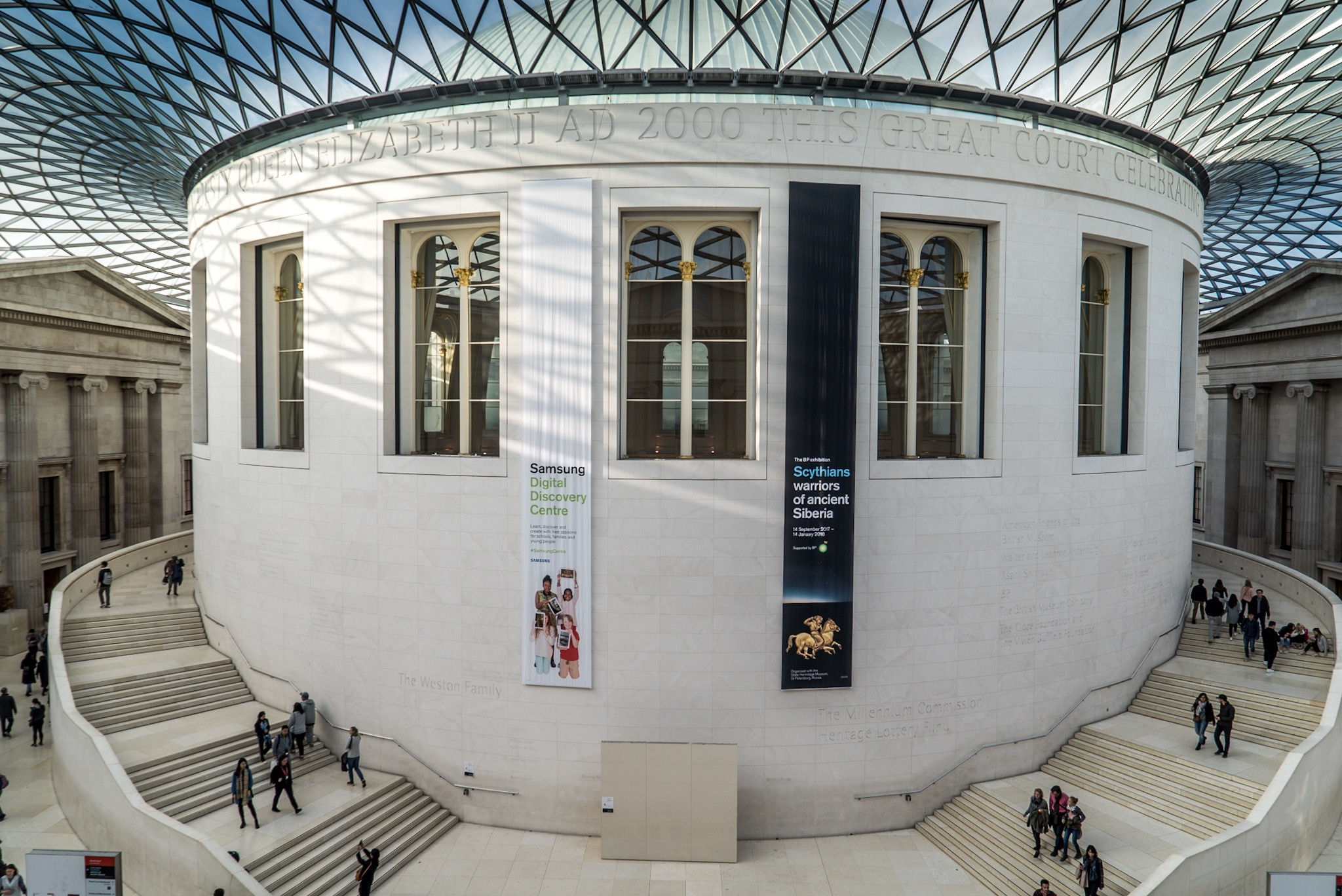
1908年、レーニンはロンドンの大英博物館図書室（写真）で研究を行った。

1908年5月、レーニンは短期間ロンドンで生活し、大英博物館の図書室を利用して『唯物論と経験批判論』 を著し、有力なボリシェヴィキであるアレクサンドル・ボグダーノフが主張する相対主義の「ブルジョワ反動的な欺瞞」を攻撃した。レーニンの分派的行動は他のボリシェヴィキとの不和を生み、アレクセイ・ルイコフやレフ・カーメネフといった元々の支持者をも遠ざけた。オフラーナはこのレーニンの傾向を利用し、スパイとしてロマン・マリノフスキーをボリシェヴィキに送り込み、レーニンの分派行動を積極的に支持させることで党内の対立を煽った。

### パリ時代と孤立
レーニンはジュネーヴに倦きて1908年末にパリへ移り、そこで4年を過ごした。パリのレーニンが貧困だったという伝説がのちに語られていったが、レーニンの住居はちっぽけでも汚い部屋でもなく、妻の母も同居し、さらにレーニンの母と妹が交代で同居し、それぞれが部屋をもった。
1908年にはロシアでの労働運動は下火になり、ストも少なくなり、活動家たちは党を離れた。
1909年にはボリシェヴィキの集会で接収への非難決議がなされ、武装活動家は解散することとなり、レーニンは孤立した。すでに1907年にはレーニンはボグダーノフと袂を分ち、クラーシンも1910年に去った。
1910年には党員は1万人となり、5年前の10分の1になった。党員たちの無益な論争と、互いに対立しあうグループが作られていったためだった。他方で、1910年には「接収」という名の強盗、遺産の獲得、寄付によってボリシェヴィキの資金は十分になった。ドイツの社会民主主義者はレーニンの粗暴さに激怒したが、ボリシェヴィキはもはや金に困ることはなかった。
1910年8月にコペンハーゲンで開かれた第二インターナショナル第8回大会にロシア社会民主労働党の代表として参加した。この社会主義インターナショナル大会でレーニンはその不寛容を非難された。インターナショナルでは、接収や遺産横領事件、そしてレーニンのツェトキンへの態度などが問題視され、レーニンは評判をおとし、インターナショナルから離れる。1913年12月のインターナショナル集会にもレーニンは参加しなかった。
レーニンは休息のためにパリ郊外のロンジュモーのジノーヴィエフの家に滞在した。ボリシェヴィキはロンジュモーに幹部学校を設立し、ジノーヴィエフが指導した。
レーニンは妻や姉らと共にフランスの首都パリに居を移し、当地ではフランス人ボリシェヴィキのイネッサ・アルマンドと親密な仲になった。研究者たちは1910年から1912年にかけてレーニンがアルマンドと不倫関係にあったと示唆している。

### プラハ協議会
1912年1月、レーニンはプラハでロシア社会民主労働党の協議会を主催したが、召集された参加者18名のうち16名がボリシェヴィキであり、メンシェヴィキは2名だけだった。このプラハ協議会までにロンジュモー幹部学校出身者はロシアで工作しており、レーニン支持者が大部分を占めることになった。このプラハ協議会でボリシェヴィキは独自に新たな党中央委員会を選出した。党中央委員に選ばれた7名にはレーニン、ジノヴィエフ、オルジョニキーゼの他、帝国のスパイであるマリノフスキーも含まれていた。ボリシェビキが単独でプラハ協議会を強行したことで、ロシア社会民主労働党は最終的に分裂した。トロツキーらは、1912年夏に党の統一回復のための協議会（八月ブロック）を提案したが、レーニンらは拒絶した。
プラハ協議会で選任されたばかりの委員の多くがロシアへの帰国後に逮捕された。逮捕によって欠員が生じたことを受け、レーニンはスターリンを新たな党中央委員として抜擢した。
1912年7月、レーニンはガリツィア・ロドメリア王国のクラクフに居を移し、そこではヤギェウォ大学の図書館を利用して研究を行った。1913年1月、スターリン（当時のレーニンは「素晴らしいグルジア人」と評していた）がクラクフのレーニンを訪問し、2人は帝国内の非ロシア人民族集団の将来について議論を交わした。その後、レーニンは妻と共に田舎町のビャウィ・ドゥナイェツに移住し、1913年5月には妻クルプスカヤに甲状腺腫の手術を受けさせるためベルンに移った。

## 第一次世界大戦と内戦転化論・『帝国主義論』
1914年7月に第一次世界大戦が勃発した時、レーニンはオーストリア＝ハンガリー帝国領のガリツィアに居た。大戦がはじまると、ドイツの社会主義者は「防衛戦争」であると主張し、フランスとベルギーの社会主義者は「ドイツの侵略」と非難、ロシアのプレハーノフやポトレーソフは戦争に賛同した。これに対してレーニンは1914年8月の「ヨーロッパの戦争における革命的社会民主主義者の責務」で、戦争は革命に転化するとし、塹壕のなかの兵士に対して銃を上官と資本主義者に向けよと主張した。
第二インターナショナルの1907年のシュトゥットガルト決議では、社会主義政党が戦争に反対することを義務付けていた。レーニンはドイツ社会民主党がこのシュトゥットガルト決議に反し、自国の戦争遂行を支持したことに怒り、第二インターナショナルは消滅したものとみなした。
大戦においてロシア帝国とオーストリア＝ハンガリー帝国は敵国同士となったため、ロシア国籍のレーニンは逮捕され、少しの間収監されたが、ハネツキの尽力で釈放された。釈放後、レーニン夫妻はベルンに戻った。

### ベルン集会
レーニンはベルンの集会で、世界大戦は「帝国主義の戦争」「略奪の戦争」であり、「われわれが要求しなければならないのは平和ではない」「戦争を永久に資本主義を破壊するための内戦に変えなければならない」とし、ロシアの敗北を目指すと党員に提示した。
ヨーロッパの社会主義は戦争を阻止できなかったことから国際主義運動を救出しようとツェトキンは1915年春ベルンで女性集会を開催、クルプスカヤ、ジノーヴィエフの妻リリーナらが参加した。レーニンの代弁者であった彼女らは、すべての「裏切り者」の社会主義・労働者政党と絶縁し、直ちに新たなインターナショナルを組織し、戦争を内戦に転化せよと主張した。しかし、集会に参加していた非ボリシェヴィキ活動家は、既存政党に働きかけ平和主義を採用するよう説得しようと考えていたため、こうした決議文を受けれることはできなかった。ツェトキンはレーニンらとの決裂を避けるために心臓病を患っていたにも関わらず長い交渉の末、レーニンに決議でなく最終報告への盛り込みで妥協させた。
1915年に出版した『社会主義と戦争』でもレーニンは帝国主義戦争論および内戦への転化を主張した。その後、社会主義者による1915年9月のツィンマーヴァルト会議と1916年4月のキーンタール会議に出席し、全ヨーロッパでこの「帝国主義戦争」を、プロレタリアートが貴族階級・ブルジョワ階級に立ち向かう「内乱」へと転化するよう、各国の社会主義者に呼びかけた。

### ツィンメルヴァルト会議とキーンタール会議
1915年9月、イタリアの社会主義者によってツィンメルヴァルト会議が開催され、ロシア、ドイツ、ポーランド、フランス、ハンガリーの代表が参加した。当時は戦時中であり、彼らの多くは苦労して非合法にスイスに入国したのに対して、レーニンはスイスに居住していた。比較的安全なスイスにいるレーニンの辛辣な主張は、参加者からは不当におもわれ、レーニンは非難された。ドイツのホフマンとレーデブール、フランスのメーレームとブルドゥロンは「この戦争はわれわれのものではない」とし、領土併合なき講和のために尽力すると表明し、喝采をあびた。多数派の平和決議文に対して、レーニンは自分の行動計画を対置し、第二インターとの絶縁、新たな機関の設置、いたるところで内戦を開始せよと主張した。しかし、会議の結果、ベルンに設置された国際社会主義委員会の執行部にはイタリアのモルガリ、アンジェリカ・バラバーノヴァ、スイスのロベルト・グリム、ジャルル・ネーヌの4人が就任し、レーニンは入れなかった。レーニンは会議の宣言に影響を及ぼせなかったが、ツィンマーヴァルト左派という支持者をえた。
レーニン一家は、1916年2月にはチューリヒに居を移した。
翌1916年4月のキーンタール会議の時には、戦争が長引き、社会主義者の孤立は際立った。ドイツの社会主義者の多数も愛国主義で、ツィンマーヴァルト派のリープクネヒトは社会民主主等議員団から排除された。キーンタール会議には43人参加した。ジノーヴィエフはツィンマーヴァルト左派の組織化に取り組む。レーニンは再び、戦場の労働者兵士に銃口を共通の敵である資本主義者に向けよとアピールした。これは決議としては却下されたが、平和主義だけでは不十分で社会主義実現の闘争が必要と決議で承認された。
この時期、妻の回想では、生活困窮のために文学関係の原稿の依頼を期待していたとされ、またゴーリキやシリャープニコフに援助を頼む手紙がある。しかし、レーニン一家の財政状況を研究したヴァレンチーノフによれば、レーニンが姉妹からの財産譲渡に礼を述べている手紙が残っており、また叔母の遺産も受け取っていることから、レーニン困窮説は事実ではないとする。

### 帝国主義論
1916年7月には『資本主義の最高の段階としての帝国主義（帝国主義論）』の執筆を完了した。翌1917年の9月に出版されたこの著作でレーニンは、帝国主義が資本家による利益追求の結果として生じる国家独占資本主義の産物であると論じた。その上で、競争と衝突は今後もエスカレートし、大国間の戦争は帝国主義政権がプロレタリア革命によって打倒され、社会主義政権が樹立されるまで継続すると予想した。同じ7月には母マリアがペトログラードで死去したが、レーニンは葬儀に参列することができなかった。母の死はレーニンを意気消沈させ、自らもプロレタリア革命を目撃する前に死ぬことになるのではないかという恐怖を抱かせた。

## 1917年、二月革命から十月革命へ

### 二月革命・ロシアへの帰国と四月テーゼの発表

レーニンがスイスのチューリッヒからロシアのペトログラードへと帰還する際に利用したルート（赤線）。ドイツ帝国領を通過する際には、列車を離れることやドイツ市民との接触が許されない「封印列車」が使用された。

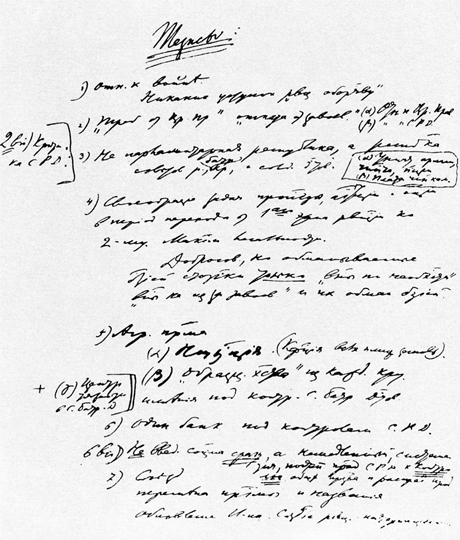
レーニンによる四月テーゼの草稿

1917年2月、二月革命が首都ペトログラード（開戦時にサンクトペテルブルクから改称された）で勃発し、ロシア皇帝ニコライ2世は退位した。権力を掌握した国家ドゥーマによってロシア臨時政府が樹立され、ロシア帝国は「ロシア共和国」へと改革された。スイスで二月革命について知らされたレーニンは、他の反体制活動家らと共に革命の発生を祝った。レーニンはボリシェヴィキを指導するためロシアに帰国する意思を固めたが、戦争によりほとんどの帰国ルートは封鎖されており、唯一の方法はドイツ帝国の国土を通過することだった。ドイツ政府はレーニンのような反体制分子は敵国ロシアに混乱をもたらすと判断し、彼とその妻を含む32名のロシア人が封印列車に乗り込み、ドイツ領内を通過して母国へと向かうことを許可した。レーニンらの一行は封印列車でチューリヒからドイツのザスニッツに移動した後、スウェーデンを経由してヘルシンキへと向かい、そこからペトログラード行きの最後の列車に乗り込んだ。
1917年4月、ペトログラードのフィンリャンツキー駅に到着したレーニンは、ボリシェヴィキの支持者らに向けて演説を行い、ロシア臨時政府を厳しく批判すると共に、全ヨーロッパでのプロレタリア革命という主張を繰り返した。その後の数日間にはボリシェヴィキの諸会議に出席してメンシェヴィキとの融和を主張する党員を譴責すると共に、スイスからの旅の途中で書き上げた『四月テーゼ』を党の綱領案として発表した。レーニンは権勢あるペトログラード・ソビエトを支配しているメンシェヴィキと社会革命党がロシア臨時政府に協力していることを非難し、両者を社会主義への裏切り者として糾弾した。そして、臨時政府はツァーリの政府と同程度に帝国主義的であると定義し、プロレタリア政権を樹立して社会主義社会へ向かうための手段として、ドイツおよびオーストリア＝ハンガリーとの即時和平・ソビエトへの権力集中・産業と銀行の国有化・国家による土地収用などを提唱した。対照的に、メンシェヴィキはロシアがまだ社会主義社会に移行する段階に達していないと考えており、レーニンは誕生したばかりの新共和国を内戦へと導こうと試みていると批判した。

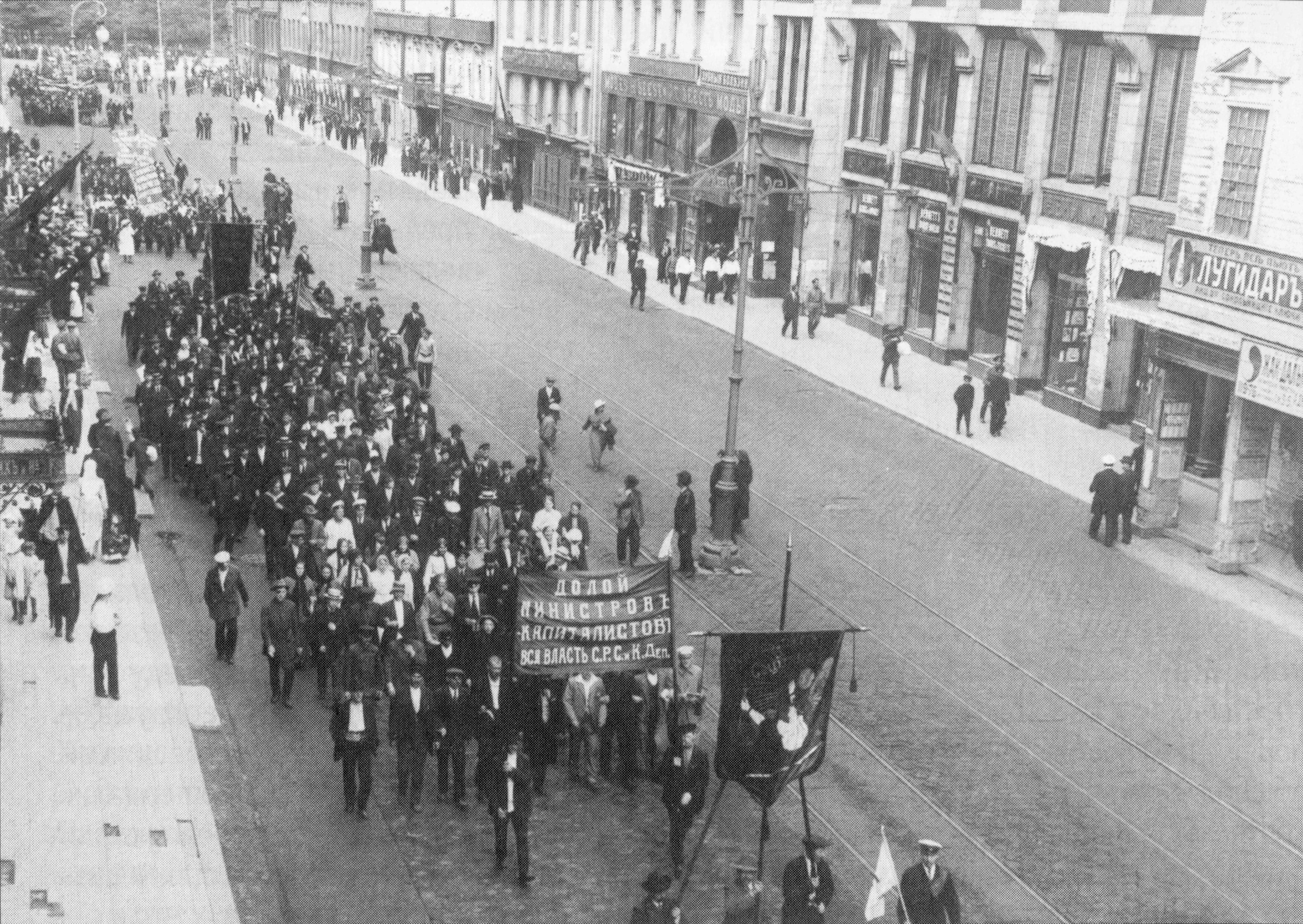
1917年7月、ペトログラードで起こった反ロシア臨時政府のデモ（七月蜂起）

その後の数カ月間、レーニンは自らの綱領を広めるための運動に励み、ボリシェヴィキ中央委員会の諸会議に出席し、党機関紙 『プラウダ』に多く寄稿する一方で、労働者、兵士、農民からの支持を得るため、ペトログラードの街中で大衆に向けた演説を行った。特に、ソビエトへの権力集中の要求は「すべての権力をソビエトへ」のスローガンとともに喧伝された。のちにレーニンは、このスローガンが「我々によって広範な一般大衆の意識に植え付けられ」、十月革命におけるボリシェヴィキの勝利を容易にしたと述懐している。
1917年7月、ペトログラードで兵士たちによる反ロシア臨時政府の武装デモ（七月蜂起）が発生したが、その武装デモに関わるボリシェヴィキの求心力低下を狙った臨時政府は、「レーニンはドイツのスパイである」との情報を新聞社やペトログラード駐留部隊に対して流出させた。結果として、レーニンおよびボリシェヴィキの支持は急落し、武装デモに参加した部隊は臨時政府側の部隊に次々と武装解除され、武装デモは鎮圧された。臨時政府はレーニンと他のボリシェヴィキ幹部の逮捕令を発したが、レーニンは逮捕を逃れ、ペトログラード市内の多くの隠れ家を転々としつつ潜伏した。
臨時政府に殺害されることを恐れたレーニンとグリゴリー・ジノヴィエフは変装してペトログラードから逃走し、ラズリーフ湖周辺に拠点を移した。レーニンは逃亡に成功したものの、臨時政府により多くのボリシェヴィキ幹部が逮捕され、ボリシェヴィキの勢力は一時的に大きく後退することになった。ラズリーフでレーニンはのちに『国家と革命』として出版される本の執筆を開始した。同書では自らの国家観を提示し、プロレタリア革命後の社会主義国家が発展することでいずれ国家が消滅し、純粋な共産主義社会を残すのみとなる過程について論じた。この頃、レーニンはボリシェヴィキが武装蜂起を起こして臨時政府を転覆することを主張し始めたが、秘密裏に開かれた党中央委員会でレーニンの提案は退けられた。その後、列車と徒歩でフィンランドに向かい、8月10日にはヘルシンキに到着し、当地ではボリシェヴィキ支持者が所有する隠れ家に潜伏した。

### 十月革命による権力掌握

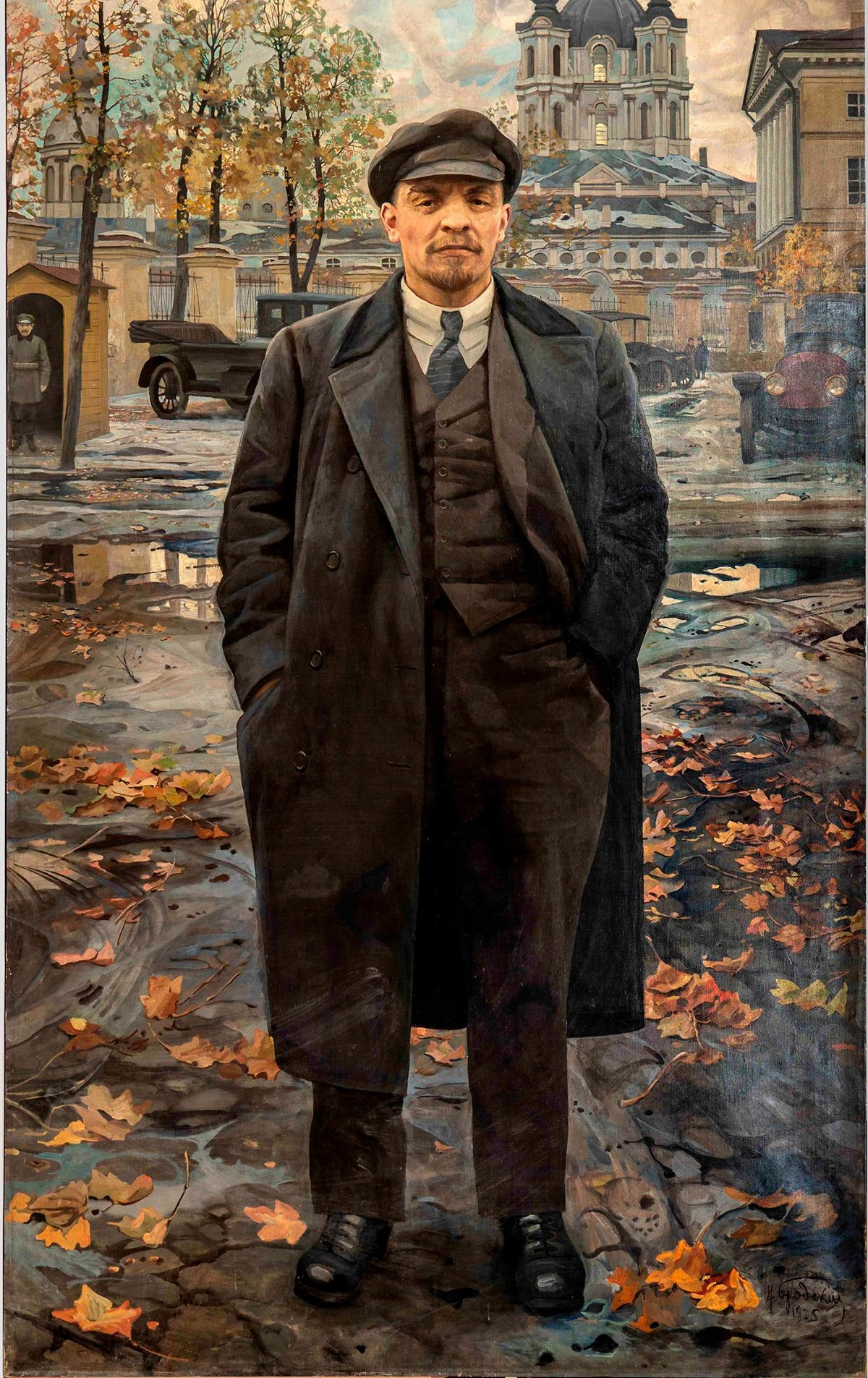
スモーリヌイ学院の前に立つレーニンの肖像画（イサーク・ブロツキー作）

レーニンがフィンランドに居た1917年8月、ロシア共和国軍の最高総司令官ラーヴル・コルニーロフが軍事クーデターを試み、首都ペトログラードに向け指揮下の部隊を進軍させた。ロシア臨時政府の首相アレクサンドル・ケレンスキーは（ボリシェヴィキを含む）ペトログラード・ソビエトに支援を要請し、首都防衛のためボリシェヴィキが労働者を武装し「赤衛隊」として組織することを容認した。コルニーロフの反乱はペトログラードに到達する前に鎮圧されたが、一連の出来事はボリシェヴィキを政治の表舞台へと復帰させた。また、社会主義を敵視する右派による反革命の動きを恐れたメンシェヴィキと社会革命党が臨時政府に圧力をかけ、ボリシェヴィキとの関係を正常化させた。その後、臨時政府が逮捕されていた党幹部の釈放に応じたため、ボリシェヴィキの党勢を急速に挽回することが出来た。メンシェヴィキと社会革命党は人気のない戦争を継続するロシア臨時政府との協力関係によって大衆からの支持を失っており、ボリシェヴィキはそれに乗じて支持を拡大し、やがてボリシェヴィキ派のマルクス主義者レフ・トロツキーがペトログラード・ソビエトの議長に選出された。9月、ボリシェヴィキはペトログラードとモスクワの労働ソビエトで過半数の支持を獲得した。
1917年10月、レーニンはペトログラードへと戻った。ペトログラードとモスクワの両都市で多数派を占めることに成功したことを受け、レーニンは武装蜂起による権力奪取をボリシェヴィキ内で主張し、反対するジノヴィエフとカーメネフを批判した。また、トロツキーがソビエト大会にあわせた蜂起を主張したことについても、絶好のチャンスを逃してしまうことを恐れ、ボリシェヴィキ単独での即時蜂起を主張した。10月11日の夜明け前、ボリシェヴィキ中央委員会で投票が行われ、10対2でレーニンが主張する武装蜂起の決行が採択された。ボリシェヴィキは武装蜂起の計画に着手し、10月24日にはペトログラードのスモーリヌイ学院で会議を開き、最終的な打ち合わせを行った。スモーリヌイ学院はボリシェヴィキに忠実な軍事機関である「軍事革命委員会」の本拠として使われていた。
10月24日夜、軍事革命委員会は指揮下の兵と赤衛隊に命令を出し、ペトログラード市内の主な輸送機関、通信機関、印刷機関、公共公益設備を制圧するよう指示した。ボリシェヴィキの軍勢は無血で目標を達成することに成功し、続いて臨時政府の置かれている冬宮殿を包囲した。ボリシェヴィキ派の水兵が乗る巡洋艦「アヴローラ」が宮殿への砲撃を実行した後、冬宮は制圧され、臨時政府の閣僚は逮捕された。この武装蜂起の最中、レーニンはペトログラード・ソビエトに向けて演説を行い、ロシア臨時政府は打倒されたと宣言した。

## 権力獲得以降

### 人民委員会議の発足・憲法制定議会の解散

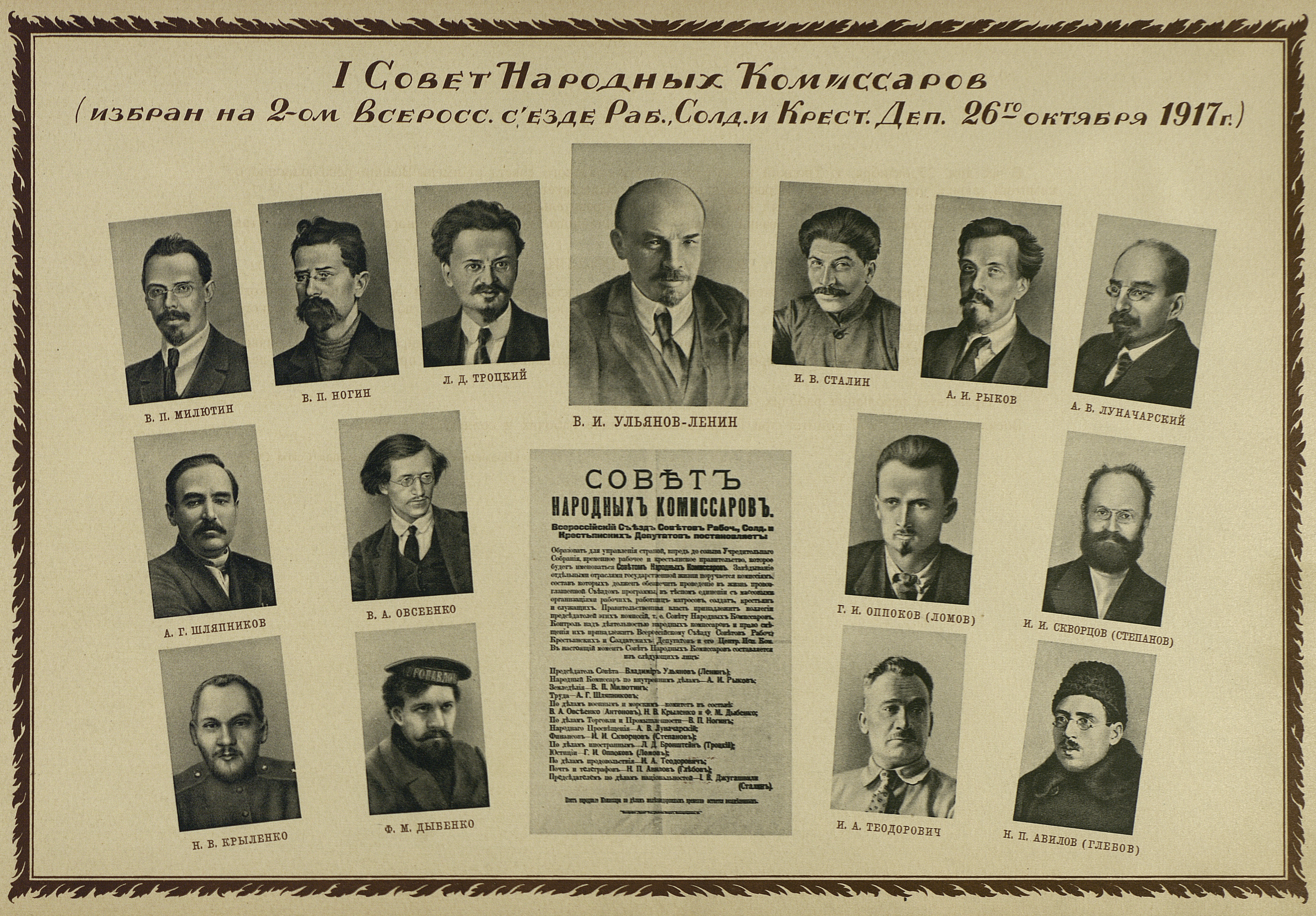
人民委員会議のメンバー

十月革命後、ボリシェヴィキは新たな行政府として 「人民委員会議」を設立した。当初レーニンは人民委員会議の議長への就任を固辞し、議長職にはトロツキーを推薦したが、党員からの強い要請により最終的に議長就任を受け入れた。レーニンらボリシェヴィキ幹部は1917年10月26日から27日（ロシア暦）にかけ開催された第2回全ロシア・ソビエト大会に出席し、新政府の樹立を宣言したが、大会に参加したメンシェヴィキはボリシェヴィキによる権力奪取は違法であり内戦の危険をもたらすものであるとして非難した。この当時、レーニンを含む多くのボリシェヴィキはプロレタリア革命の全ヨーロッパへの波及は目前に迫っていると考えていた。

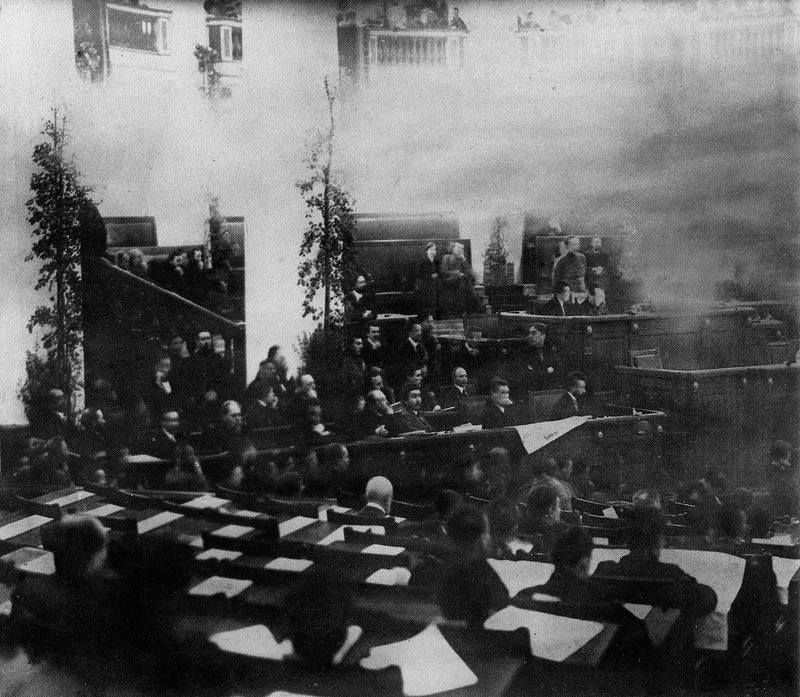
ペトログラードのタヴリーダ宮殿で開催された全ロシア憲法制定議会（1918年1月）

ボリシェヴィキによって転覆されたロシア臨時政府は、将来的な選挙によって全ロシア憲法制定議会が開催されるまでの暫定政権として発足していた。当初、ボリシェヴィキは憲法制定議会の構想を尊重しており、レーニンが首班を務める人民委員会議は憲法制定議会が開かれるまでの新しい暫定政権とされていた。臨時政府は1917年11月に全ロシア憲法制定議会の選挙を実施することを約束していたが、レーニンはこの選挙でボリシェヴィキが勝利することはないと予想し、実施の延期を党に提案した。しかし、人民委員会議はレーニンの反対を押し切って予定通りに選挙を行うことを決定した。11月に選挙が実施されると第一党は得票率40パーセントを得た社会革命党となり、一方でボリシェヴィキの得票率は24パーセントにとどまった。レーニンはこの選挙について、有権者にボリシェヴィキの政策を十分に理解する時間が与えられず、また候補者リストが社会革命党が右派と左派に分裂する以前に作成されたことで、人民の意志が正しく反映されなかったと主張した。
1918年1月、新たに選ばれた全ロシア憲法制定議会がペトログラードで開会されたが、出席したレーニンらボリシェヴィキはこの議会がソビエトから権力を奪うことを企図しており反革命的であると主張した。メンシェヴィキと社会革命党員はそれを否定したが、ボリシェヴィキは議会からほとんどの法的権力を剥奪する動議を提出し、それが議会によって却下されると、反革命的な性質が証明されたとして憲法制定議会を強制的に解散させた。

### 各種改革の実施
レーニンの新政府は発足後ただちに一連の布告を発した。「平和に関する布告」は、第一次世界大戦の交戦国に対して「無併合・無賠償・民族自決」の講和を提議した。「土地に関する布告」では、貴族と正教会の所有地を国有化し、地方行政機関を通じて農民に再分配すると宣言した。これは農業の集団化を希望するレーニンの意向に反していたが、すでに蔓延していた農民による土地の接収に国家的な承認を与えるものであった。「言論に関する布告」は、ボリシェヴィキに反対する報道機関の多くを反革命であるとして廃止させたが、これは報道の自由を侵害するものとして広範な批判を巻き起こし、批判者には多数のボリシェヴィキ党員も含まれていた。さらに別の布告で人民委員会議は従来のロシアの法制度を廃することを宣言し、廃止された法律に代わって「革命的良心」を用いることを呼びかけた。旧来の裁判所は、反革命犯罪を専門に扱う「革命裁判所」と、その他の犯罪を扱う「人民裁判所」の二重のシステムに置き換えられ、裁判所は既存の法律を無視し、人民委員会議の布告と「社会主義的正義感」に基づいて裁定を下すよう指導された。
レーニンは1917年10月の布告でロシアの全労働者の労働時間を1日あたり8時間に制限したほか、ロシアのすべての子供を対象とした無料の普通教育が公的に約束されることを定めた。さらに別の布告では国営の孤児院制度が創設された。強硬な無神論者であるレーニンとその党は組織的宗教の解体を望んでおり、新政府は1918年1月の布告で教会と国家の分離を宣言するとともに、学校における宗教的教育を禁止した。レーニン政権下で、ロシアは妊娠初期における妊婦の意思による中絶を合法化した世界で最初の国となった。また、男女同権の理念のもと女性解放を推し進めるための新たな法律が制定され、既婚女性に夫からの経済的自律性が認められ、離婚に関しての各種制限も撤廃された。
1917年11月、レーニンは「ロシア諸民族の権利宣言」を発し、ロシア共和国内に居住する非ロシア民族は、ロシアによる支配から離脱し、独自の民族国家を建設する権利を有すると宣言した。この宣言後、1917年12月にフィンランドとリトアニアが、1918年1月にウクライナとラトビアが、1918年2月にエストニアが、1918年4月にザカフカースが、1918年11月にポーランドがそれぞれ独立を宣言した。しかし実際には、レーニンらボリシェヴィキ首脳は旧ロシア帝国領の喪失を黙認せず、分離独立の動きの背後には「反革命勢力」が存在するとして反発した。ロシアからの独立を宣言したウクライナ人民共和国に対してボリシェヴィキは、アントノフ・オフセエンコ (Vladimir Antonov-Ovseenko) 率いる3万の軍でウクライナに侵攻し、ソビエト・ウクライナ戦争が勃発した。
レーニン率いるボリシェヴィキは権力を掌握した直後に産業・運輸・銀行の国有化を宣言し、大企業は1918年6月までに全て国有化された。民間銀行も収公されて国立銀行に統合、人民銀行と称されるようになった。また、レーニンの政府は革命以前のロシア政府が発行した一切の国債の償還を拒否し、1918年1月にデフォルトを宣言した。
また、レーニンの新政府は先のロシア政府が締結した各種条約は継承しないと宣言した。また秘密外交の廃止を主張し、サイクス・ピコ協定や日露協約などの先のロシア政府が各国と締結した秘密条約・秘密協定の暴露を行った。
憲法制定議会の開催に先立つ1918年1月1日、レーニンはペトログラードの馬術学校での演説を終えた帰途の車中で数人の男から発砲されたが、同乗していたフリッツ・プラッテンが盾となり身を呈して銃弾を受けたことで負傷を免れた。捜査によってレーニンの暗殺を試みたのは王党派であったことが判明したが、人民委員会議はボリシェヴィキと敵対する他の社会主義政党にテロ行為加担の容疑をかけた。
1918年3月、ボリシェヴィキは党の正式名を従来の「ロシア社会民主労働党」から「ロシア共産党（ボリシェヴィキ）」へと改称したが、これは修正主義的傾向を強めるドイツ社会民主党と距離を置き、同時に共産主義社会という党の最終目的を強調することを望むレーニンの意向を反映したものだった。同月、ペトログラードがドイツ軍に脅かされることへの懸念から、ボリシェヴィキは政府をモスクワに移転した（当初移転は一時的な処置となる予定だった）。それに伴い、レーニン、トロツキーらボリシェヴィキ指導者もモスクワのクレムリンに居を移したが、レーニンはペトログラードに比べて西欧化されておらず、伝統的ロシアの色が濃いモスクワを嫌った。
1918年7月、第5回全ロシア・ソビエト大会において新しいソビエト憲法の制定が承認され、ロシア共和国は「ロシア社会主義連邦ソビエト共和国」へと改められた。また、国家の近代化を目的として、ロシアの従来の暦であるユリウス暦の使用は廃止され、他のヨーロッパ諸国と同様のグレゴリオ暦に切り替えられた。
1920年にレーニンは、全国土の電化の推進によって社会問題を解決できるとして、いわゆるゴエルロ計画を立案し、委員会が設立された。「共産主義とはソビエト政府、プラス、全国土の電化である」とするレーニンの言葉が広く知られる。レーニンは全国土の電化によって「地方の文化レベルを引き上げ、国中どんな遠隔地だったとしても、後進性、無知、貧困、病気、そして野蛮を克服できるようになる」とした。

### ブレスト＝リトフスク条約の締結

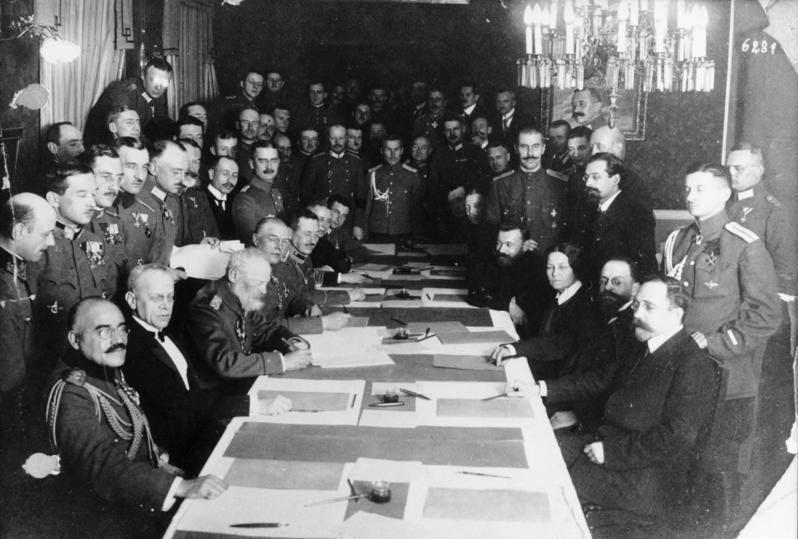
1917年12月、ブレスト＝リトフスクで休戦協定に調印するドイツとロシアの代表団

権力を得たレーニンは、政権にとって緊急の課題はドイツ帝国とオーストリア＝ハンガリー帝国を中心とする中央同盟国と講和を結び、第一次世界大戦から離脱することであると認識していた。レーニン政権は1917年11月の「平和に関する布告」の中でドイツおよびオーストリア＝ハンガリーの両政府に対して３カ月の休戦を提案した。これを西部戦線に集中する好機と捉えたドイツ政府は前向きな反応を示し、12月には休戦協定の交渉がドイツ軍の東部戦線司令部が置かれるブレスト＝リトフスクで始まり、トロツキーとアドリフ・ヨッフェによって率いられるロシア側代表団が到着した。間もなく1918年1月までの休戦協定は合意されたが、その後の和平交渉でドイツ側はポーランド、リトアニア、クールラントなど戦争中に獲得した領土の維持を要求し、ロシア側はその要求は民族自決権の侵害であると抗議した。この時期、ボリシェヴィキの一部は交渉を長引かせることでプロレタリア革命がヨーロッパ全域で巻き起こるまで時間を稼ぐことを望んでいた。一方で、ニコライ・ブハーリンのような強硬派のボリシェヴィキ指導者はドイツで革命を誘発する手段として戦争の継続を主張していた。1918年1月7日、トロツキーが中央同盟国からの最後通牒を携えてブレスト＝リトフスクからサンクトペテルブルクに帰還し、ボリシェヴィキはドイツによる領土的要求の受諾か戦争の再開かの選択を迫られた。

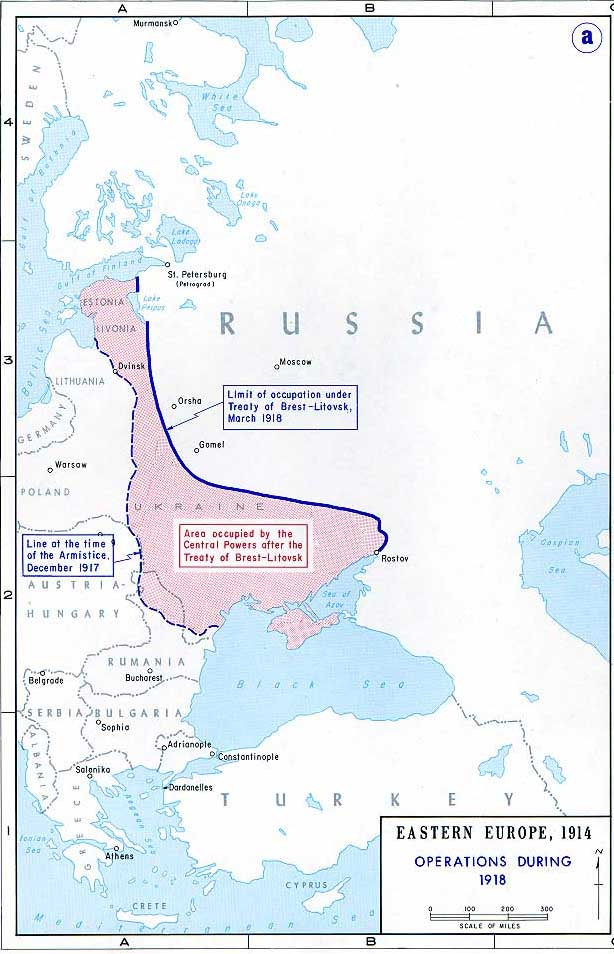
ブレスト＝リトフスク条約によってロシアが喪失した領土（着色部）。

1918年1月から2月にかけ、レーニンはボリシェヴィキ政権の存続を確実にできるならば領土の喪失は容認可能であり、ドイツ側の要求を受け入れるべきであると主張した。大多数のボリシェヴィキはレーニンの提言を拒絶し、ドイツの脅しをはったりと見て休戦を引き延ばすことを望んだ。
1918年1月27日には、中央同盟国とウクライナ人民共和国が講和を結び、反ボリシェヴィキ共同戦線を張ることに合意したほか、2月18日にはドイツ軍がファウストシュラーク作戦を発動してロシアに攻勢を仕掛け、作戦初日にドヴィンスクを占領するなど支配領域を拡大した。この状況下、レーニンはかろうじてボリシェヴィキ中央委員会の過半数を説得することに成功し、中央同盟国側の要求を受諾することが決定された。2月23日、中央同盟国は新たな最後通帳を発し、ポーランドとバルト三国に加えウクライナもドイツの影響下（衛星国）になることを認めるか、ドイツ軍による本格的な侵攻に直面するかの選択をボリシェヴィキに迫った。
1918年3月3日、中央同盟国との講和条約であるブレスト＝リトフスク条約が締結された。この条約の結果としてロシア側が失った領土は甚大であり、旧ロシア帝国の人口の26パーセント、農業収穫面積の37パーセント、産業の28パーセント、鉄・石炭の埋蔵量の4分の3がドイツ帝国に引き渡されることとなった。したがって、この条約はロシア国内のあらゆる政党に極めて不評であり、一部のボリシェヴィキは条約締結への抗議として人民委員会議を離脱した。また、当時ボリシェヴィキと連立政権を組んでいた左翼社会革命党（左翼エスエル）は政権から離脱し、同年7月6日、駐露ドイツ大使ヴィルヘルム・フォン・ミルバッハ暗殺を皮切りに反ボリシェヴィキ運動を起こした。
ブレスト＝リトフスク条約の調印も中央同盟国の敗戦を防ぐには至らず、1918年11月にはドイツ皇帝ヴィルヘルム2世が退陣し、新たに発足した新ドイツ政府は連合国と休戦協定を結んだ。これを受けて、ボリシェヴィキ政府（人民委員会議）はブレスト＝リトフスク条約の無効を宣言した。

### チェーカーの創設・反富農運動・赤色テロ
1917年12月、レーニンは反ボリシェヴィキ勢力による政権転覆を防止するため、フェリックス・ジェルジンスキーが率いる秘密警察組織「反革命・サボタージュ取締り全ロシア非常委員会（ВЧК、通称チェーカー）」の創設を命じた。レーニンは旧体制を転覆し、革命の成功を確実にするには恐怖と暴力が不可欠であると提唱しており、死刑撤廃の提案にも強く反対した。
1. 最低でも100人の名の知れた富農、金持ち、搾取者を縛り首にせよ（必ず大衆の面前で縛り首にすること）。
2. 彼らの名前を公表せよ。
3. 彼らの穀物をすべて没収せよ。
4. 昨日の電報に従って人質を指名せよ。

1918年初頭までに、ロシア西部の都市の多くでは慢性的な食糧不足による飢饉が発生していた。レーニンは、富農（クラーク）が生産した穀物を密かに備蓄していることがその原因であるとし、1918年5月には徴発令を発して富農から穀物を没収するための武装分遣隊を組織し、6月には徴発を助ける目的で「貧農委員会」の結成を命じた。武装分遣隊による強制的な穀物徴発は、それに反発する農民との武力衝突など、大きな社会的混乱と暴力をもたらし、ロシア内戦が勃発する背景のひとつとなった。この問題に対する当時のレーニンの見解を示す顕著な一例はペンザの同志へ宛てた1918年8月の電報であり、その中でレーニンは、農民反乱を抑制するための見せしめとして「最低でも100人」の富農などの公開処刑を命じていた。
1918年8月30日、モスクワでレーニンは再び暗殺未遂に遭い、工場での演説を終えた帰途に銃で撃たれ重傷を負った。レーニンは首に銃弾を受けて大量に出血し、一時は生死の境を彷徨ったが、その後は急速に回復した。実行犯として現場で逮捕され、9月3日に処刑された社会革命党員のファニィ・カプランは、全ロシア憲法制定議会を解散させ、またブレスト=リトフスク条約を結んだレーニンを罰することが動機であったと述べた。この暗殺未遂はロシアで広く報道され、同情を受けたレーニンへの支持は高まった。1918年9月、レーニンは静養のためモスクワ近郊のゴールキの邸宅に移された。

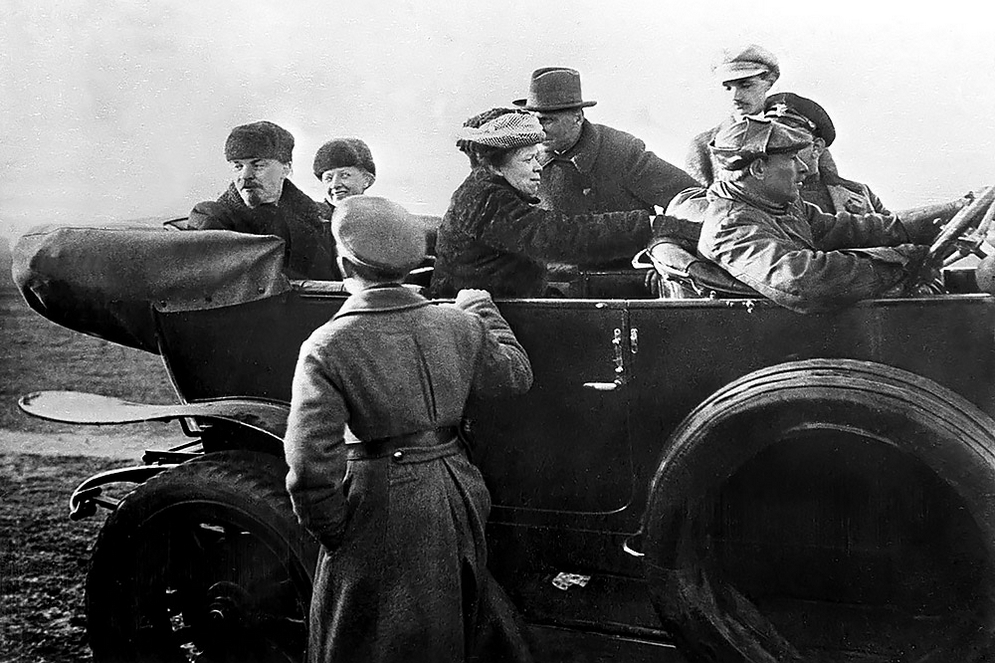
モスクワでの赤軍によるパレードの視察を終え、妻と共に車に乗るレーニン （1918年5月）

レーニンが暗殺未遂によって重傷を負ったことは、同日に発生したチェーカー指導者モイセイ・ウリツキーの暗殺事件とともに、ボリシェヴィキが「階級の敵」に対する大規模な暴力の行使を発動する契機となった。レーニン暗殺未遂の直後、ペトログラードのチェーカーは計512名の帝政関係者の処刑を執行し、5000人以上の「ブルジョアジーの代表者」を逮捕した。1918年9月5日、人民委員会議は「赤色テロに関する布告」を発し、チェーカーによって組織的に行われる大規模テロの開始を宣言した。赤色テロによる犠牲者は大半がブルジョアジーか旧帝国政府の関係者であったが、反ボリシェヴィキの非ブルジョワジーや社会的に望ましくないと見做された売春婦のような人々も含まれていた。チェーカーはそれが政府の敵と見做すあらゆる人間に死刑を言い渡し、刑を執行する権限を与えられており、革命裁判所を頼る必要もなかったため、ソビエト・ロシア各地でしばしば大規模な処刑が実行されることとなった。赤色テロによる正確な犠牲者数を示す記録は現存していないが、のちに歴史家が推定した死者数には1万人 – 1万5000人とするものや5万人 – 14万人とするものがある。このような暴力の行使にレーニンが立ち会ったことや直接的に参加したことはなく、公的には暴力から距離を保っていた。レーニンは機密文書や暗号化された電報の中で頻繁に処刑の執行を要求したが、公表される文書や演説の中で要求することはほとんどなかった。
1918年8月、レーニンおよびトロツキーは恒常的な強制収容所の創設を命じた。1918年9月の赤色テロに関する布告により、「階級の敵」が強制収容所に隔離されることが定められた。その後、1919年4月の布告によって各地にチェーカーが管理する強制収容所が設立され、のちに収容所の管理を担う専門の政府機関「グラーグ」が創設された。1920年末の時点で、ソビエト・ロシアには84の収容所と約5万人の被収容者が存在したが、1923年10月には収容所の数は315となり、被収容者も約7万人に増加した。これらの被収容者は強制労働に従事させられていた。

### ロシア内戦とポーランド・ソビエト戦争

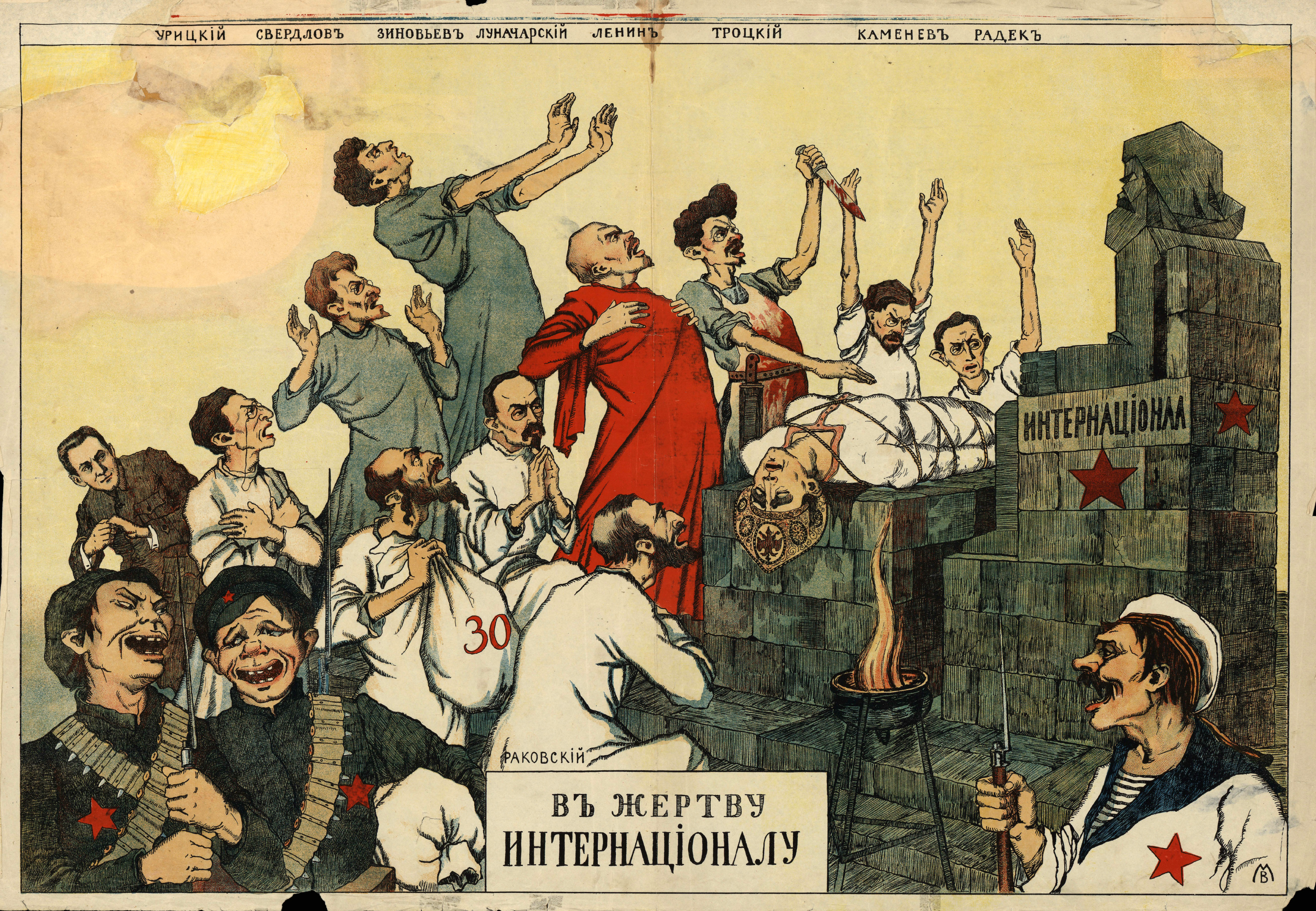
白軍による反ボリシェヴィキのプロパガンダ用ポスター。赤いローブを身に纏ったレーニンが、擬人化されたロシアを他のボリシェヴィキと共にマルクス像への生贄として捧げる様子が描かれている (1918–1919年頃)

レーニンは、ロシアの貴族階級とブルジョワ階級が自らの政権に敵対することは予想していたが、数的に優位な下層階級をボリシェヴィキが有効に組織することにより、いかなる抗争でも速やかに勝利することが可能であると考えており、ボリシェヴィキによる支配に対して実際に生じた抵抗の激しさを予期していなかった。十月革命後に勃発したロシア内戦は、ボリシェヴィキ派の赤軍と反ボリシェヴィキ派の白軍との間の戦争であっただけでなく、ロシア国境地帯における民族間紛争をも包含するものであり、また旧ロシア帝国領全域で農民を中心とした緑軍が赤軍と白軍の両者に敵対した。

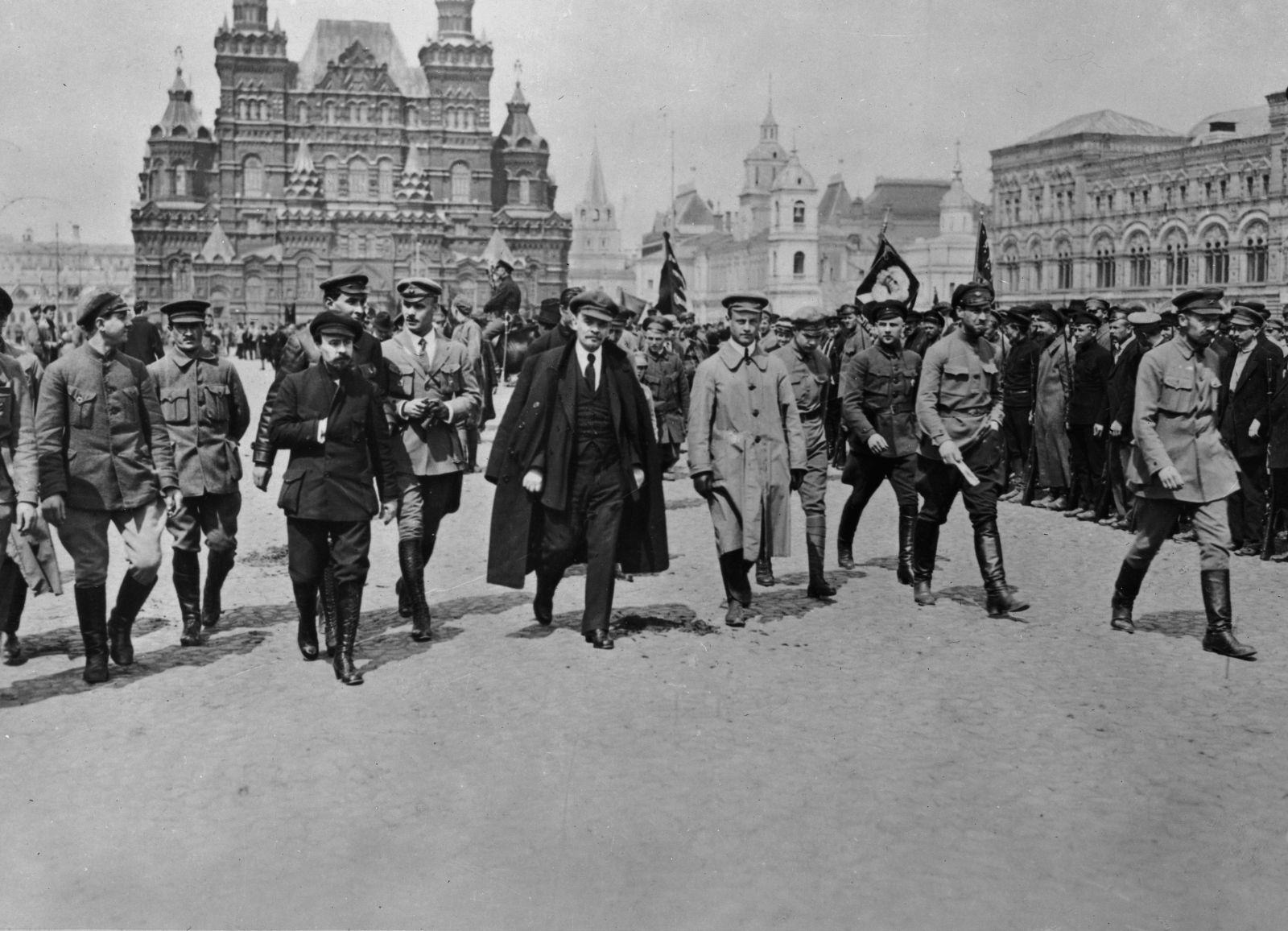
モスクワ・赤の広場を歩くレーニンらボリシェヴィキ指導者（1919年５月）

白軍は旧ロシア帝国軍将校により組織され、ロシア南部を拠点とするアントーン・デニーキンの義勇軍、シベリアを拠点とするアレクサンドル・コルチャークの軍、新たに独立を獲得したバルト諸国に拠点を置くニコライ・ユデーニチの軍などによって構成された。白軍は、1918年5月にチェコ軍団がボリシェヴィキに対して反乱を起こし、その後反ボリシェヴィキ派の政府である「憲法制定議会議員委員会（コムーチ）」と同盟を結んだことで鼓舞された。社会革命党員によって1918年6月にサマーラで結成されたコムーチは、ボリシェヴィキによって強制的に解散させられた憲法制定議会の名を冠し、自らがロシアの正当な政府であると主張した。さらに白軍は、ブレスト＝リトフスク条約の締結を裏切り行為と捉え、またボリシェヴィキが提唱する世界革命の勃発を恐れる連合国諸政府から支援を受けた
1918年7月、元ロシア皇帝ニコライ2世の一家が進撃中の白軍に救出されることを防ぐため、エカテリンブルクで一家の処刑が実行されたことが、ヤーコフ・スヴェルドロフによって人民委員会議に報告された。一部の歴史家および伝記作家（リチャード・パイプス、ドミトリー・ヴォルコゴーノフなど）は、証拠は存在しないものの、処刑の実行がレーニンによって認可されていた可能性が高いとの見解を示している。 反対に、ジェームズ・ライアンのような歴史家はそのような見解を信じるべき理由はないと警告している。処刑を認可したか否かに関わらず、レーニンはフランス革命におけるルイ16世の処刑を引き合いに出し、元ロシア皇帝一家の殺害を必要不可欠なものであったと評価した。
ブレスト＝リトフスク条約の締結後、左翼社会革命党は連立政権から離脱し、ボリシェヴィキは革命の裏切り者であるとの見方を強めていった。1918年7月、左翼社会革命党員ヤーコフ・ブリュムキンが駐露ドイツ大使ヴィルヘルム・フォン・ミルバッハを暗殺したが、その動機は大使暗殺によって引き起こされる外交問題がドイツ帝国に対する革命戦争の再開につながるとの希望であった。その後、左翼社会革命党はモスクワでクーデターを起こし、クレムリンを砲撃し、モスクワ市中央郵便局を占拠したが、最終的にトロツキーが率いる軍勢によって制圧された。左翼社会革命党の指導者と党員の多くは逮捕・収監されたが、他の反ボリシェヴィキ勢力と比較してより寛大な扱いを受けた。
1919年までに、白軍は3方面すべての前線で劣勢に追いやられ、1920年を迎える頃には赤軍への敗北が確定的となった。ボリシェヴィキは白軍に勝利したものの、その間に多くの非ロシア系民族が混乱に乗じて国家的独立を推し進めたため、ロシアの領土範囲は縮小していた。北東ヨーロッパ諸国（エストニア、ラトビア、リトアニア、フィンランド等）の場合などには、ソビエト政府はその独立を承認した上で、それぞれと平和条約を締結したが、その他の分離独立運動は赤軍によって鎮圧された。赤軍は1921年までにウクライナの民族運動を制圧し、またコーカサスを占領したが、中央アジアでの戦闘は1920年代末まで継続した。
ドイツ軍が連合国との休戦協定を結び東部前線から撤退した後、空白となった地域（ウクライナ・ベラルーシなど）には赤軍とポーランド軍の両者が進出した。新たに独立を獲得したポーランドはソビエト政府と同じくこの地域での領土獲得を望んでおり、1919年2月にはポーランド軍と赤軍の間で最初の衝突が発生し、両者の争いはポーランド・ソビエト戦争へと発展した。ソビエト政府がそれまでに経験した抗争とは異なり、ポーランドとの戦争は革命の国外への輸出およびヨーロッパの未来に対して大きな意味合いを持っていた。ポーランドはウクライナに軍を展開し、一度は赤軍が抑えたキエフを、ウクライナのディレクトーリヤ軍と合同して、1920年5月までに占領していた（キーウ攻勢）。ポーランド赤軍がポーランド軍をウクライナから撤退させることに成功した後、レーニンは赤軍によるポーランド本国への侵攻を要求した。レーニンは、侵攻を実行すればポーランドのプロレタリアートは赤軍を助けるために反乱を起こし、それが全ヨーロッパ的な革命勃発の導火線となることを信じていた。トロツキーら他のボリシェヴィキはレーニンの予想に懐疑的であったものの、ポーランド侵攻には同意した。結果的に、ポーランドのプロレタリアートが反乱を起こすことはなく、赤軍はワルシャワの戦いでポーランド軍に敗北を喫した。ポーランド軍によって赤軍がロシアまで押し返されると、ソビエト政府は和平を模索し、ポーランドにウクライナとベラルーシの領土の一部を割譲することを認めたリガ講和条約の締結によって戦争は終結した。

### コミンテルンの創設

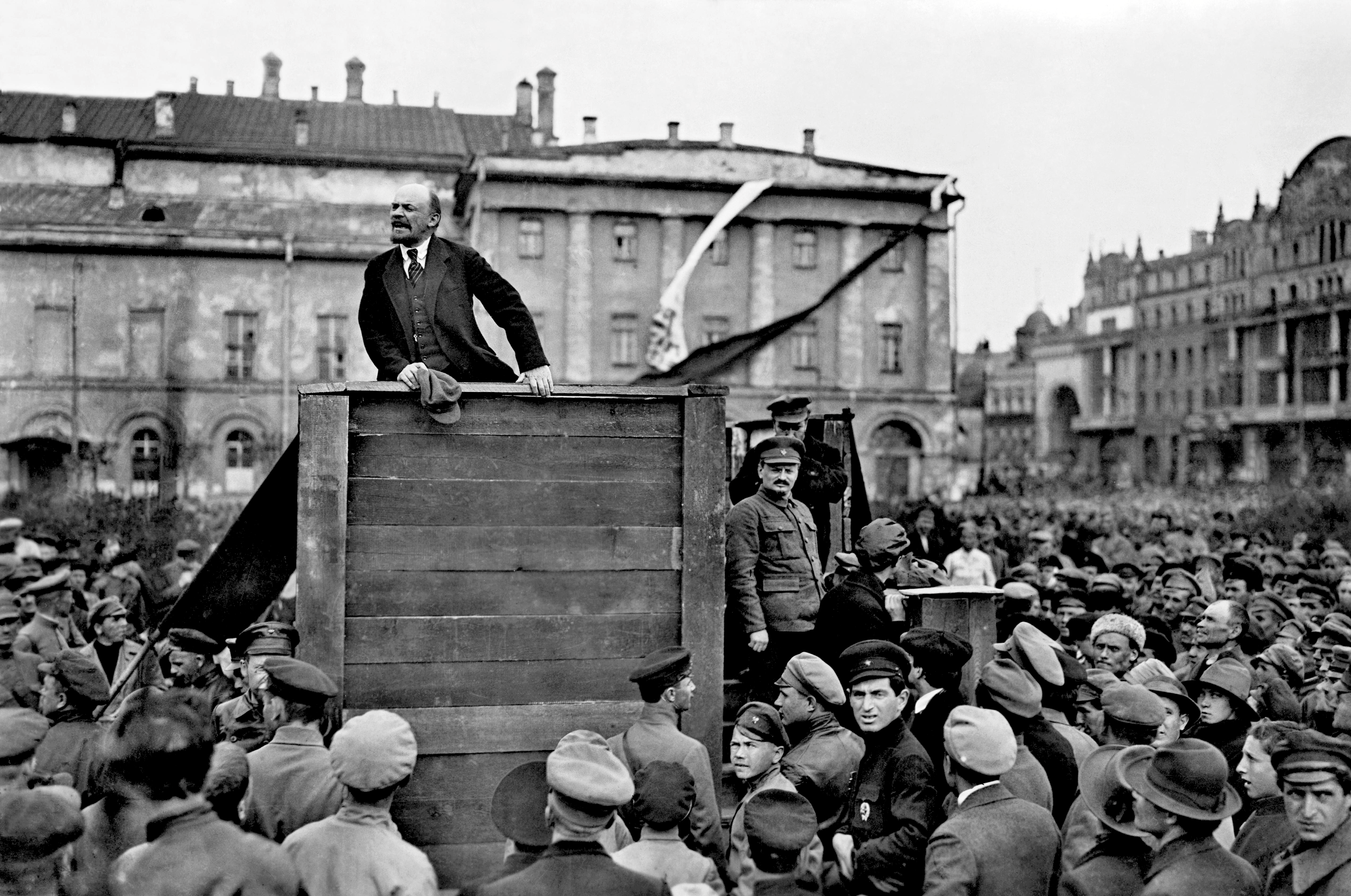
演説を行うレーニン（1920年5月）

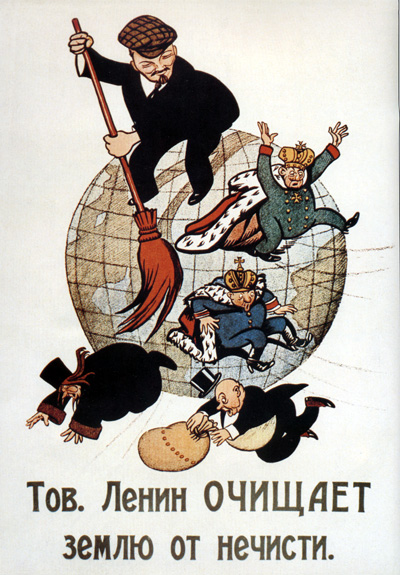
親レーニン派のプロパガンダポスター（1920年）。同志レーニンが地球上のブルジョア（王侯貴族・聖職者・資本家）を一掃するとしている。

西部戦線で休戦協定が結ばれた後、レーニンはヨーロッパ諸国で革命が巻き起こるのは今や時間の問題であると考えた。革命を促進するため、人民委員会議は1919年3月のクン・ベーラによるハンガリーの共産主義政権樹立を支援し、それに続いてバイエルンでも社会主義政権が樹立され、ドイツの他地域でも（1月のスパルタクス団の武装蜂起を含む）社会主義者による革命的蜂起が続発していた。1919年3月にはモスクワで国際共産主義組織「コミンテルン」の創立大会が開催され、レーニンはその開会演説を行った。大会期間中、レーニンは参加各国の代表団に向けて、修正主義的マルクス主義者が信奉する議会主義を厳しく批判し、ヨーロッパのブルジョワ政権を暴力的手段によって転覆するよう改めて呼びかけた。コミンテルンの初代議長にはジノヴィエフが就任したが、レーニンはこの組織に対する重大な影響力を保ち続けた。
1920年7月、ペトログラードのスモーリヌイ学院で第2回コミンテルン大会が開会し、大会中レーニンは各国代表団にボリシェヴィキによる権力奪取を再現するよう激励すると共に、社会進化の過程において資本主義社会の段階は不可避とする自らの長年の見解（二段階革命論）を捨て、被植民地支配地域からの代表団に対し資本主義段階を飛ばしてそれぞれの社会を直接社会主義社会へと変革するよう訴えかけた。レーニンはこの大会のために『共産主義における左翼小児病』を著し、イギリスおよびドイツの共産主義政党に見られる、各々の国の議会制度や労働組合への参加を拒否する態度を批判し、革命的目標を達成するためそのような行動を改めるよう要求した。最終的に、レーニンが予想した世界革命勃発は実現せず、ハンガリーの共産主義政府は倒され、ドイツのマルクス主義者による蜂起も鎮圧された。

### 飢饉
旱魃（かんばつ）を一因とする1921年から1922年にかけてのロシア飢饉は、1891年 - 1892年以来の深刻な飢饉であり、ヴォルガ河流域を中心に1000万人単位が飢餓線上におかれ、死者は150万人 - 200万人、または、約500万人にのぼったともされる。ウクライナ、ウラル、カザフスタンでも飢饉が発生し、サマラ県では人口の3分の2にあたる200万人が飢死したとの推計がある。続く2年で70万が死に、人肉食も発生し、人々は死体を食料として貯蔵した。母親が子供の一人を殺して他の子供達にたべさせたケースもあった。
レーニン率いるボリシェヴィキ政府が行った強制的な食糧徴発および、外貨獲得のための大量の穀物の国外輸出（飢餓輸出）は、この飢饉に拍車をかけた。1921年のヴォルガ大飢饉は人災であり、レーニンの穀物徴発の継続が主要な原因だった。
ソビエト政府は、報道において「飢饉」「飢餓」という言葉を使うことを禁じ、1921年7月まで飢饉発生を認めなかった。
ゴーリキーは国際社会に支援をもとめ、米国救援局も支援を申し入れた。レーニンは援助を断り、支援を申し入れたアメリカ合衆国商務長官ハーバート・フーヴァーを公然と平手打ちしなければならないと猛り狂った。しかし、リトヴィエフ、チチェーリン、ジノヴィエフが支援拒否は国際的にみっともないと説得した。レーニンはしぶしぶ承諾する代わりに、米国救援局へのスパイを派遣し監視せよと命じた。飢饉による被害者を救援するため、アメリカ政府は救済管理局を設立し、食糧支援を行った。米国救援局はヴォルガだけで2500万人に食料をくばり、数十万人を救った。他方でボリシェヴィキ政府は、外国から援助された穀物を外貨獲得のために売却していた。そのことが発覚すると、米国救援局は支援を打ち切った。

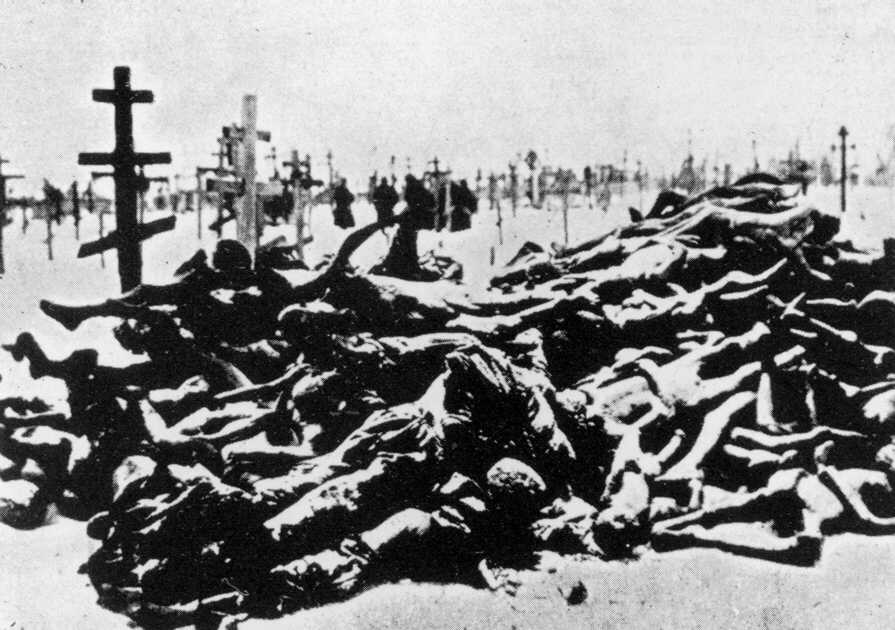
1921年 - 1922年のロシア飢饉による犠牲者の山積みにされた遺体

### 農民の反乱
1920年から1921年にかけ、食糧徴発に対する地方の抵抗運動が反ボリシェヴィキを掲げる農民反乱へと発展する事例が、ロシア各地及び、赤軍が抑えていたウクライナ占領地で発生したが、いずれも政府によって鎮圧された。レーニンは国内の飢餓救済のため、穀倉地帯であるウクライナの占領地でも穀物徴発を命じており、ヴォルガ地方、モスクワ、ペトログラードへ輸送された。これによりウクライナも飢饉に見舞われていたが、被害がさらに拡大していた。
1921年を通じ、数十件の暴動鎮圧のために赤軍が投入された。タンボフ県の蜂起をレーニンはもっとも懸念した。元・社会革命党アレクサンドル・アントーノフをリーダーとする反乱に対して、レーニンは毒ガスの使用を指示した。「（アントーノフら）盗賊どもが隠れている森は、毒ガスで掃討しなければならない。窒息性ガスの雲が森じゅうに広がり、そこに潜むすべてを絶滅するよう、細心の計算をしなければならない」とレーニンは命じた。トハチュフスキーは5万の兵と、3本の武装列車、数個の機関銃部隊、野戦砲70門、戦闘機一飛行隊を擁して、捕虜はとらずに殺害し、抵抗するすべての村を焼き払い、鎮圧した。

### クロンシュタットの反乱
1921年2月、ペトログラードの労働者がストライキを決行したため、政府は市に戒厳令を敷き、デモを鎮圧するため赤軍を派遣した。3月には、クロンシュタットの水兵が出版・集会の自由や農民からの食糧徴発の停止などを求めてボリシェヴィキ政府に対する反乱を起こしたが、レーニンは反乱兵が社会革命党および外国の帝国主義者によって煽動されていると宣言し、暴力的な報復措置を要求した。トロツキーが指揮する赤軍は反乱を3月17日までに鎮圧したが、その過程で数千人の死者を出し、生存者は強制労働収容所に抑留されることとなった。

### 新経済政策の導入
1921年2月、レーニンは党政治局に対して「新経済政策（NEP、ネップ）」を提出し、ボリシェヴィキ幹部の大半にその必要性を納得させた上で、4月には法律として通過させた。レーニンは『食糧税について』と題する小冊子の中で新経済政策を解説し、ネップの施行はボリシェヴィキが本来の経済計画へと復帰したことを示すものであり、これまで政府は「戦時共産主義」という経済政策を内戦によって強いられていたと主張した。ネップにおいて、ソビエト政府は戦時共産主義の時代（1918年 - 1921年）に実施された産業の完全な国有化を部分的に撤回し、私人が中小規模の事業を営むことを認めた（大規模産業や銀行、外国貿易などは引き続き国家の統制下に置かれた）。さらに農民からの強制的な穀物徴発 (Prodrazvyorstka) が廃止され、農産物の現物という形で支払う新たな税 (Prodnalog) が導入された。また、税を納めた後の残りは市場で自由に処分することを認めた。レーニンはネップを「国家資本主義」と表現し、ロシアの現状では国家資本主義も一歩前進だと主張したが、多くのボリシェヴィキはこのような政策は社会主義原理への背信であると考えた。
レーニンの経済政策（穀物の強制徴発・産業の国有化等）で、ロシアはハイパーインフレに陥り、ルーブルの価値は戦前の500億分の1になった（ソビエト初期のハイパーインフレーションも参照）。経済学者ジョン・メイナード・ケインズによれば、レーニンはこのインフレについて「資本主義を破壊する最善の方法は、通貨を堕落させることだ。政府はインフレを継続することで、密かに、気づかれることなく、国民の富のうち、かなりの部分を没収できる。」と述べたという。その後ルーブルは、1924年4月までに3回のデノミが行われ、インフレは沈静化した。

### 宗教弾圧

ボリシェヴィキによる教会財産の接収。 イワン・ウラジミーロフ作。

1919年、ボリシェヴィキは、教会の領地と財産の没収を開始した。モスクワ大主教チーホンが苦情をいうと自宅軟禁下とし、100人の僧侶が逮捕された。
飢饉が起きてからは、1921年夏にレーニンは新聞をもちいて政治宣伝キャンペーンを開始、教会は財宝をためこんでいると非難、さらに「隠された」財産を国に渡すよう要求した。チーホンが神への冒涜だと返答すると、レーニンはチェカーを派遣。
レーニンらボリシェヴィキが、飢饉の原因をブルジョワと同盟した富農（クラーク）が食糧を溜め込んでいると発表し、クラーク撲滅運動で弾圧を続けたのに対して、ロシア正教会は飢饉の被害者への救済活動に動いた。モスクワ総主教であるティーホンは、正教会に対して飢餓民救済のため不必要な物品を売却するよう呼びかけ、当初はソビエト政府もこの活動を支持したが、レーニンは1922年2月、飢餓対策として教会の財産を没収した上で海外に売却すべきと党政治局に対して提案した。同月、ソビエト政府は弾圧に転じ、教会による援助を禁止し、さらに宗教施設が所有する全財産・貴重品の没収と売却を命じた。これに対しティーホンは、不必要なものは寄付するが、礼拝のために必要な貴重品を奪い取るのは神への冒涜であるとボリシェヴィキを批判した。両者の関係は極度に悪化した。他にも多くの聖職者が政府による接収に抵抗した、暴力的な衝突がもたらされた。
1922年3月、イワノボ・ボズネセンスク県のシューヤで政府による教会財産接収に対する発砲事件（シューヤ発砲事件）が発生した。レーニンはこの事件は教会上層部によって指導されたものと見なし、また直接的な弾圧を実行する機会と捉えた。シューヤ発砲事件に対して、ルイコフ・カリーニンが農民との宥和を主張したのに対して、レーニン、スターリン、トロツキーは聖職者の銃殺を主張した。その結果、差押えを阻止しようとした15人の町民が殺害された。
レーニンは3月19日、シューヤだけでなくモスクワなど各都市で正教会指導者を逮捕し、裁判にかけるべきであると党政治局に文書で伝え「この機に撃ち殺せる反動的聖職者・反動的ブルジョワの代表者は多ければ多いほどよい。今がまさに、あの者たちに今後の数十年間抵抗を考える気も起きないほどの教訓を与えるべき時である」と宣言した。
その後ボリシェヴィキは、2年間で30人の大主教と1200人の司祭を殺害し、15年間で教会の97%を閉鎖し、金、銀、宝石、骨董品など莫大な教会財産を没収した。1922年の3月に始まった教会財産の強制収用は、軍や秘密警察を動員して行われたが、収用活動自体に莫大な費用がかかり、財政的成果は想定を下回った。また、接収した教会財産（貴重品類）を換金して得られた財の多くは、飢饉救済のために充てられることはなく、党とソビエト各機関の強化のための資金に流用された。また、大きな救済能力を有する教会に対するレーニン政権の敵対的な対応は、飢饉による犠牲者を拡大させた。
レーニンによる宗教弾圧の結果として8000人（8100人)以上の聖職者が処刑され殺害された。殺害された聖職者は1万4000人 – 2万人にのぼるとする研究もある。
こうした教会弾圧の要因として、レーニンが無神論者であり、教会が共産党権力への対抗拠点になることをおそれたことがある。レーニンは、党員の正教会信者にも棄教を要求し、信教の自由は一切認めなかった。最も大きな被害を受けたのはロシア正教会であったが、レーニン政権の宗教弾圧はカトリックやプロテスタントの教会、ユダヤ教のシナゴーグ、イスラム教のモスクなどにも打撃を与えた。ハンガリー出身のジャーナリスト、ヴィクター・セベスチェンは、レーニンの悪行はソ連崩壊後の資料公開で明らかにされてきたが、彼の後継者たるソビエト連邦共産党が隠蔽してきたのも当然で、その冷笑的な残酷さは衝撃的であると述べている。

### 最晩年

#### 健康の悪化
レーニンの健康状態は1921年後半までに著しく悪化し、聴覚過敏や不眠、慢性的な頭痛などの症状に悩まされるようになった。1921年7月、党政治局の要求により、モスクワを離れてゴールキの邸宅での1カ月間の静養に入った。レーニンは自殺を考え始め、妻のクルプスカヤとスターリンの両者に自殺用の青酸カリを入手するよう依頼した。晩年のレーニンの治療のため雇われた医師は26人にのぼり、多額の報酬で招かれた彼らの多くは外国人だった。一部の医師は、病因が1918年の暗殺未遂から体内に残る銃弾の金属の酸化である可能性を指摘し、1922年4月には銃弾を体内から取り除く手術が行われた。1922年5月26日、レーニンは最初の脳卒中発作を起こし、一時的な会話能力の喪失と右半身の麻痺を生じた。発作から三日後の5月30日朝、レーニンはスターリンを呼び、毒薬を懇願したが、スターリンは断った。その後はゴールキで療養し、7月までにほぼ回復した。10月にはモスクワに戻ったが、12月に2度目の発作を起こし、再びゴールキでの静養生活に入った。発作から死の日まで、レーニンの状態は極秘だった。レーニンの権威は党にとって決定的で、政権を弱体化しかねないと懸念された。

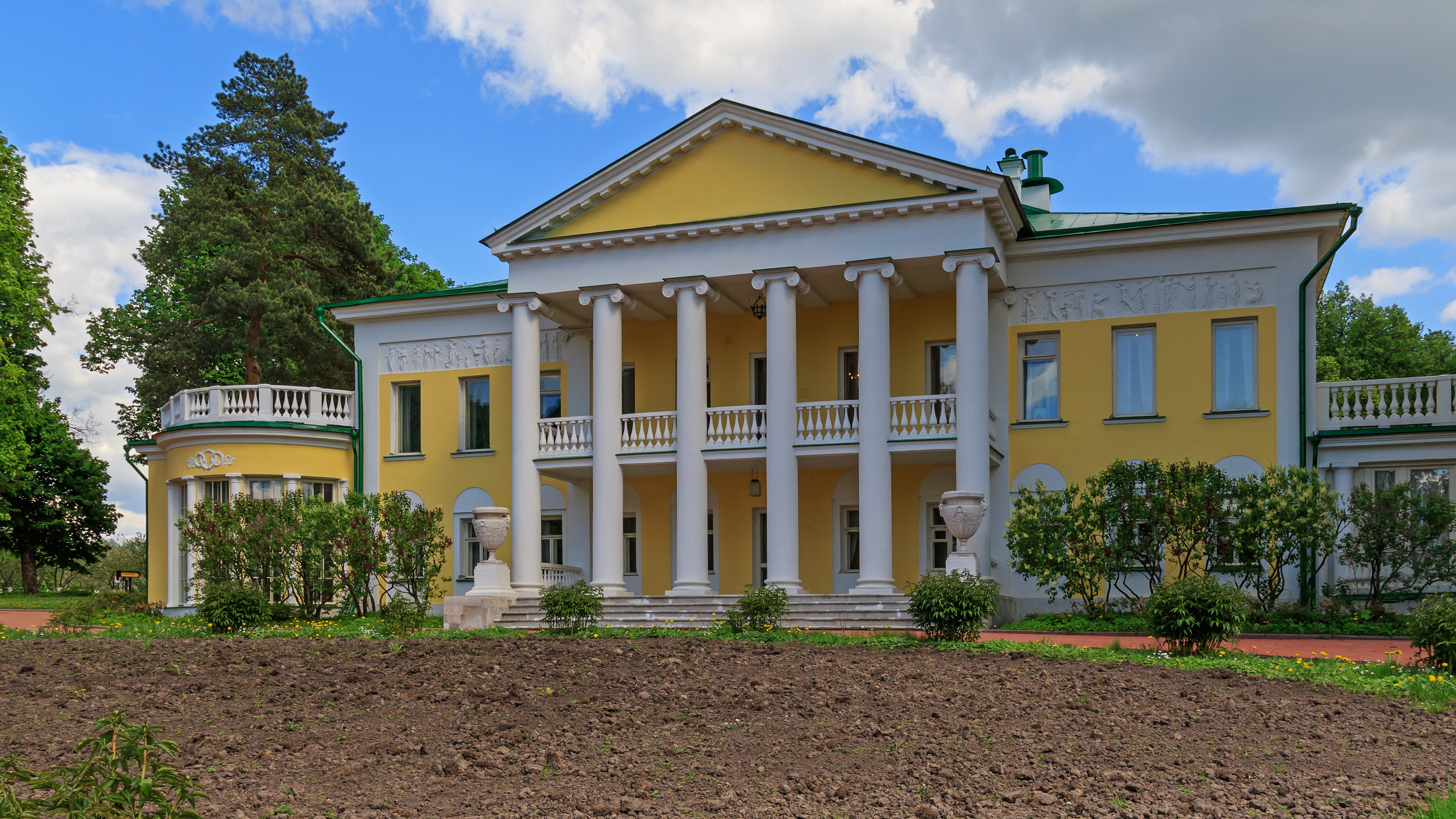
レーニンは晩年の大半をゴールキの邸宅で過ごした。

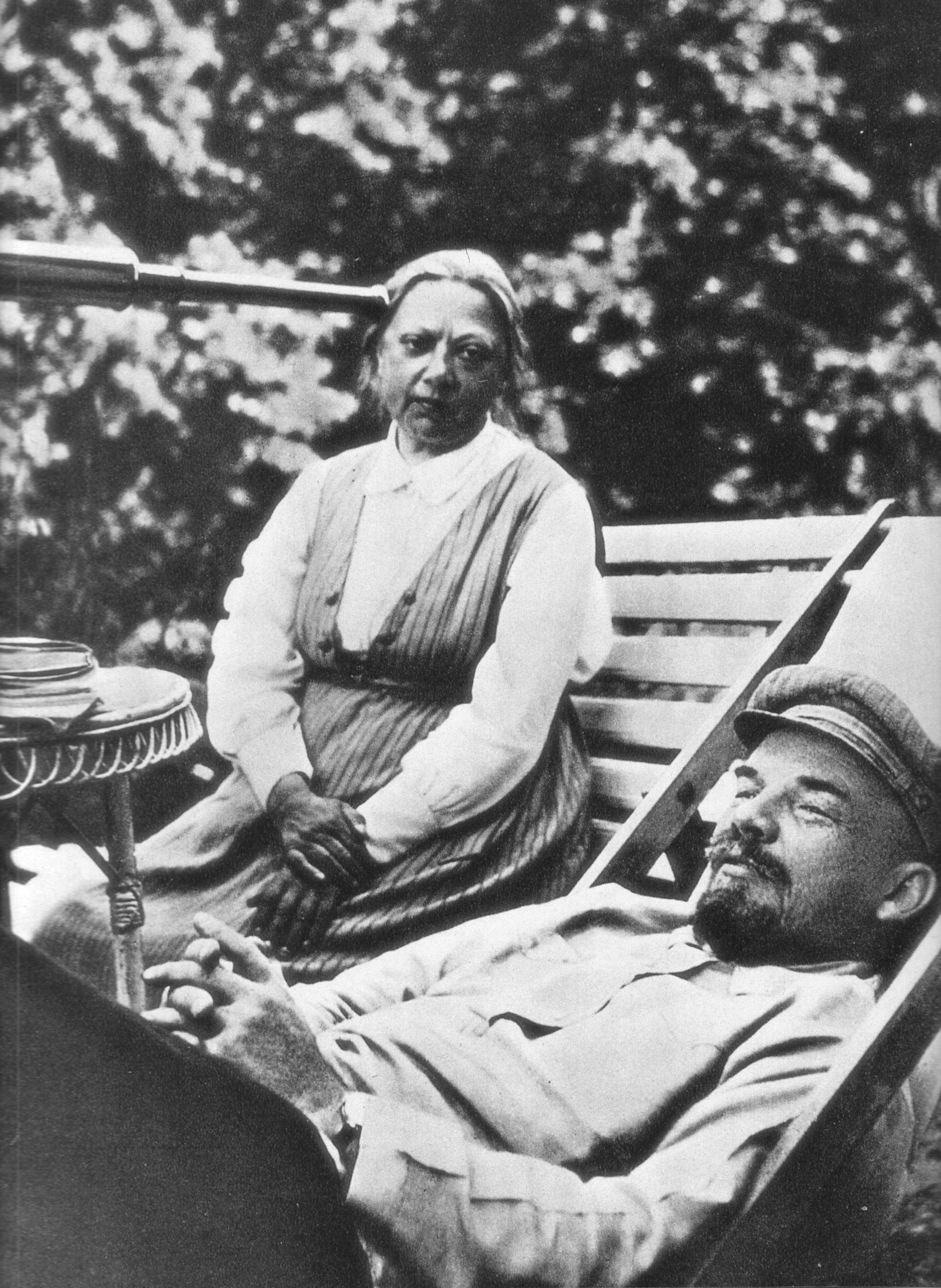
レーニンとナデジダ・クルプスカヤ（1922年）

レーニンは徐々に回復したとはいえ、病状は重かった。それにもかかわらず、レーニンはチェーカーなどに命令を発しつづけた。1922年6月 - 8月に行われた裁判において社会革命党の指導者らがソビエト政府への謀反を企てたことが認定されると、レーニンは有罪となった者たちを処刑するよう要求した（彼らは実際には無期限の懲役刑に処されたが、のちにスターリンの指導下で行われた大粛清によって処刑された）。7月22日には、反革命を支援する作家や大学教授の国外追放は徹底的に行え、「われれはロシアを浄化する」と命じた。レーニンは、新刑法典の修正で「共産主義的所有制度を認めず、その打倒を企てること」を犯罪とし、これは反革命罪を規定したロシア・ソビエト連邦社会主義共和国刑法典58条(1927年)の基礎となり、その後数十年間にわたて、何百万人が殺害されたり、投獄、そして強制収容所に送られた。
レーニンは帝政時代の官僚体制がソビエト・ロシアに引き継がれていることに懸念を抱いており、晩年には特にその思いを強めた。

#### スターリンとの関係とグルジア問題

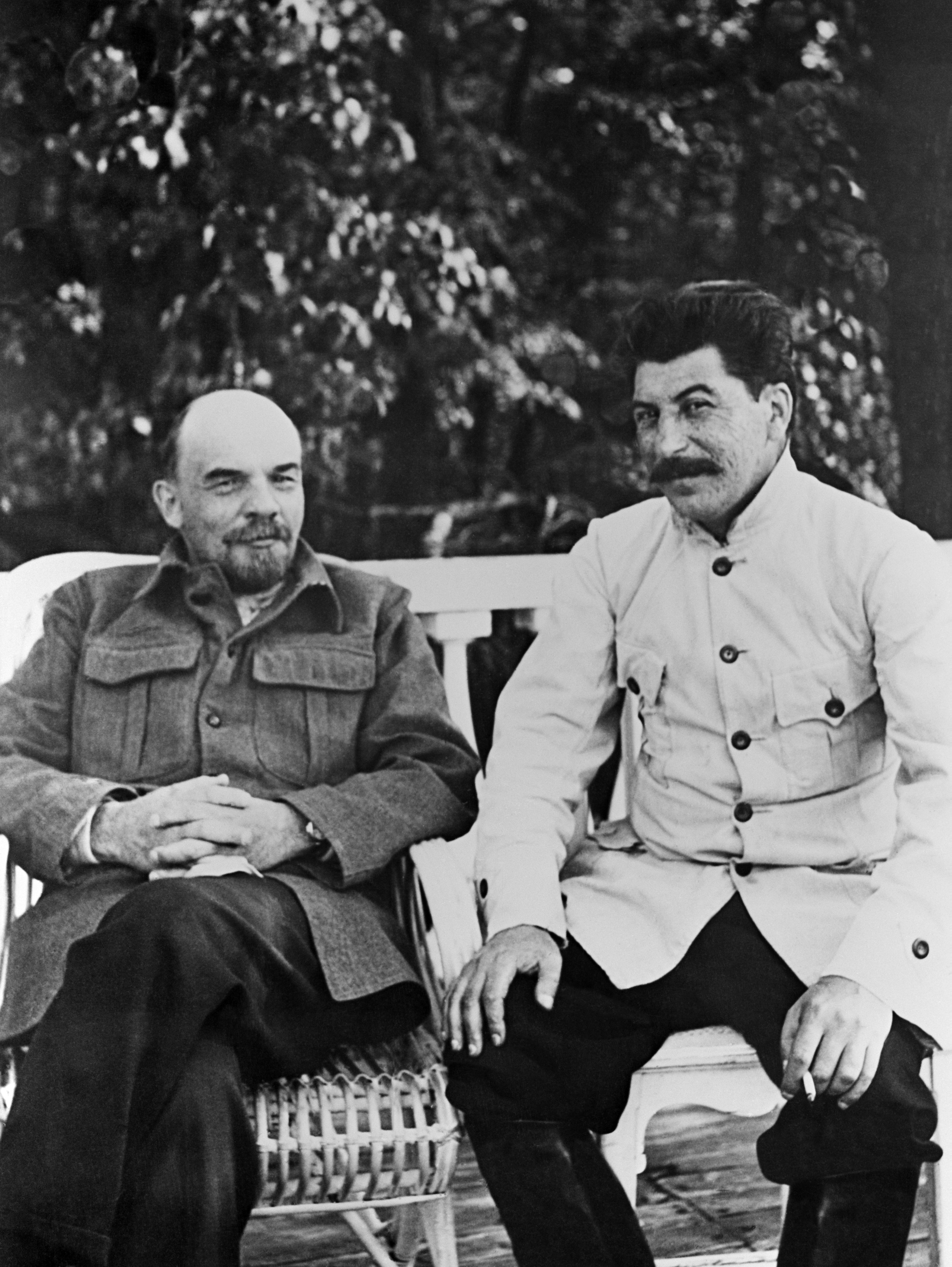
病気療養中のレーニンの所にスターリンが見舞いに訪れた際に撮影されたとする写真（真贋は諸説あり）

レーニンが不在の間、スターリンは自らの支持者を要職に任命するとともに、自身はレーニンに最も近しい盟友であり、その後継者にふさわしい人物とのイメージを築くことで権力基盤を固め始めていた。スターリンは1922年12月に党政治局によってレーニンの治療計画の責任者に任命され、彼が他者と面会することを監督する役割を与えられたが、実際にはこの時期に両者の関係は悪化した。1922年の半ば、レーニンが外国貿易の国家独占を維持すべきと主張したのに対し、スターリンは他のボリシェヴィキを率いてそれに反対することを試みたため、レーニンはスターリンに対して次第に批判的になった。1922年末にはスターリンがクルプスカヤ（レーニンの妻）を電話での会話中に面罵し、それに激怒したレーニンが不快感を表した手紙をスターリンに送りつけるなど、両者には私的な衝突もあった。
レーニンとスターリンの最大の政治的対立は「グルジア問題」をめぐって発生した。1921年2月にグルジア社会主義ソビエト共和国が成立して以来、ロシア共産党中央委員会がグルジアをアゼルバイジャン、アルメニアとともにザカフカース連邦として構成しようとする計画を進めたのに対し、グルジア共産党がグルジアの独立性を主張して抵抗していた。1922年の夏、スターリンはグルジアをはじめウクライナ、ベラルーシ、アゼルバイジャン、アルメニアの各ソビエト共和国をロシア・ソビエト共和国内の「自治共和国」として再編するという「自治化」案を提示した。レーニンはこれをスターリンとその支持者らによる大ロシア排外主義の表れであると批判し、代案としてロシアがグルジアなどと共により大きな1つの連邦国家を構成することを求め、そのような国家の名称として「ヨーロッパ・アジア・ソビエト共和国連邦」を提示した。スターリンはレーニンの「民族自由主義」に不満を述べたが、代案を受け入れ、同年10月のロシア共産党中央委員会総会ではレーニン案にそった決議を通過させた。ただし、スターリンはレーニンの同意を得た上で新国家の名称を「ソビエト社会主義共和国連邦（ソビエト連邦）」へと変更させた。1922年12月30日、新国家の形成がソビエト大会によって正式に承認され、ソビエト連邦（以下ソ連）が成立した。レーニンは病床にあったが、新設されたソ連の行政府（ソ連人民委員会議）の議長に任命された。こうして1922年までに共産党は旧ロシア帝国の版図の再統合を意図し、一度分離を認めたウクライナ、ベラルーシ、ザカフカースに赤軍が進出し、共産党政権が成立した。
他方、グルジアでは、ザカフカーズ連邦を通じてソ連に加入することになっていたため反対運動が継続するなか、ロシア共産党のグリゴリー・オルジョニキーゼが独立派のグルジア共産党員を殴打する事件が起きた。病床にあったレーニンはこれを重大なことと受け止め、オルジョニキーゼやその後ろだてとなっていたスターリンを非難した。レーニンはグルジアのナショナリズムを是認しなかったが、それを抑圧する大ロシア排外主義はより大きな問題であると考えていた。
グルジア問題で、スターリンはモスクワへの中央集権化を強化したがっており、グリジアの民族主義を弾圧しようとした。レーニンは民族が一定の自治権をもつ連邦国家を理想としていたので、スターリンへの反対派を支持し、トロツキーに介入を依頼した。

#### トロツキーとスターリン
1922年12月から1923年1月にかけ、レーニンは同志のボリシェヴィキ、特にトロツキーとスターリンの個人的資質について論じた、いわゆる「レーニンの遺書」を口述筆記させた。レーニンはこの文書の中で、スターリンは党書記長として不適格であり、その地位から解任されるべきと述べ、トロツキーについては「現在の党中央委員会において最も有能な男」と評価する一方で、自己を過信し、過度に行政的な傾向があることを批判した。レーニンはスターリンとトロツキーを二人とも有能であると考え、互いに競わせてきた。内戦勝利後、一年半ほどのあいだにスターリンのために書記長ポストを創設し、党内トップの地位に昇進させていた。一方、トロツキーは有能だが、政府や党の会合への出席を嫌がり、尊大さが原因で重鎮たちを敵に回し、党内のポストはもたなかった。
1922年12月24日の後述筆記では、「わたしはスターリンがその権力を十分注意して行使する術を知っているかどうか確信がもてない」と述べ、トロツキーは有能だが、過剰な自信があり、二人はふとしたことで分裂につながるおそれがあると述べた。
1923年1月4日には「スターリンは粗暴すぎる。この欠陥は内輪においては許されるが、書記長としては許されない。」として、スターリンを書記長から外し、代わりに、より寛大で、より忠実で、より礼儀正しく、同志に対してもっと思いやりがある別の人物を任命することを党で考えてほしいと遺言をのこした。ハンガリーの歴史家・伝記作家ヴィクター・セベスチェンは、レーニンは死ぬ直前にスターリンの本性を見抜いたわけではなく、スターリンの冷酷さをかねて知っていたが、それほど気にしてこなかった、というよりも、むしろレーニンがスターリンという怪物を生み出したと指摘する。
1月25日、グルジア問題の仲介をトロツキーに依頼した書簡を知ったスターリンは、ナージャに電話し、ののしり、厳しい懲戒処分となるだろうと警告した。ナージャは泣き出したがレーニンにはいわず、カーメネフに相談した。
3月にはトロツキーにグルジア問題への取り組みを依頼し（トロツキーは病気を理由に拒否）、その翌日にはグルジアの反対派に向けて「あなたがたのために覚え書きと演説を準備中です」という手紙を口述した。
3月5日、レーニンは妻への侮辱を撤回し謝罪することをスターリンに要求した。二日後、スターリンは「些細な誤解」だったし、撤回すべきだとあなたが言うなら撤回は可能だが、何が問題だったのか理解に苦しむと答えた。
1923年3月10日に大発作に襲われて右半身が麻痺し、会話能力と共に筆記能力を失った。
スターリン、カーメネフ、ジノヴィエフのトロイカは、レーニンの遺言が漏れるのをふせぐため、ひそかに投票を取り繕い、スターリンの職位残留が満場一致で賛成された。ナージャは遺言が出回ることをのぞんだが、彼女には権力がなかった。

### 死と葬儀

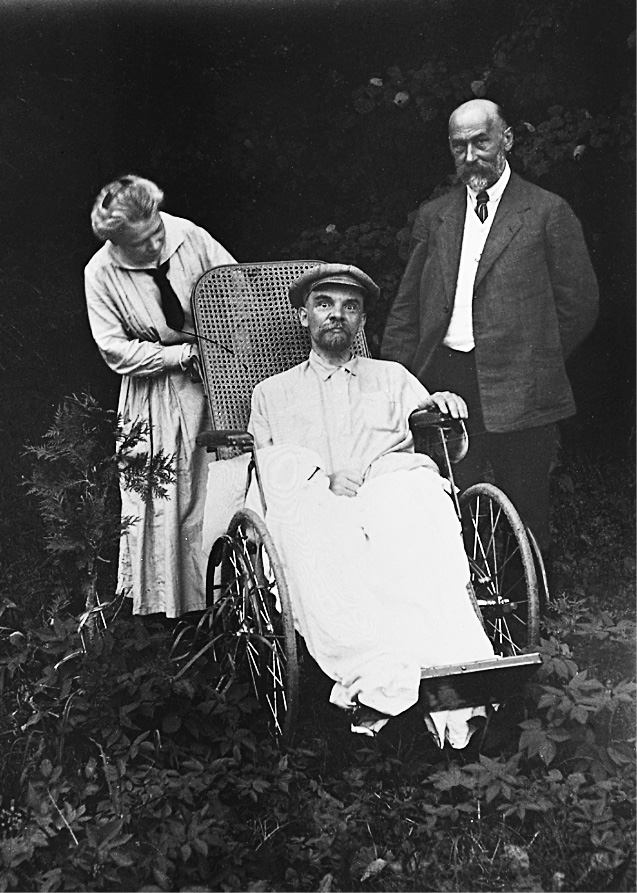
1923年夏。右手が後遺症のために内側に曲がっている

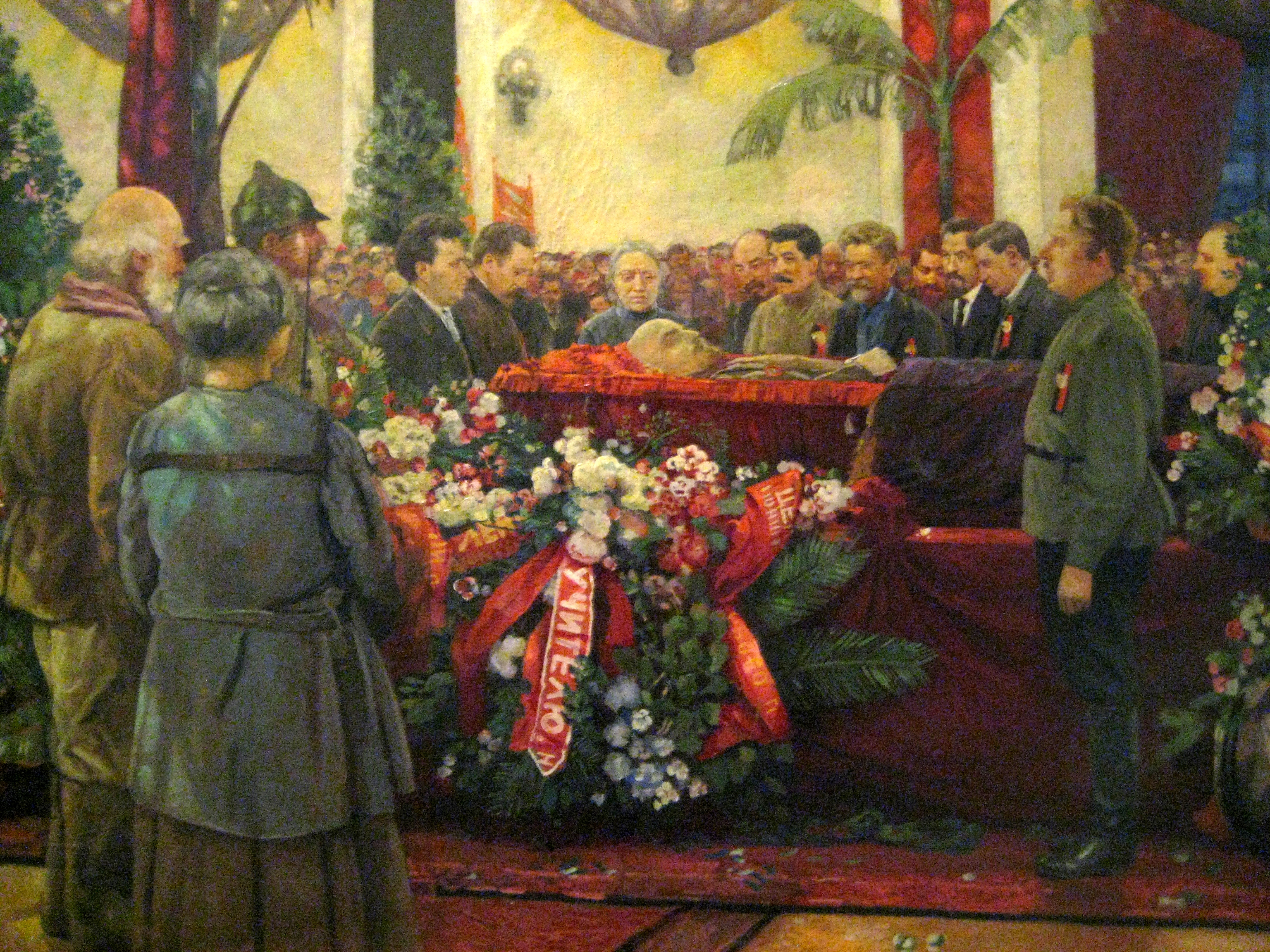
レーニンの葬儀を描いた1925年の作品（イサーク・ブロツキー作）

1923年3月、レーニンは3度目の脳卒中発作に見舞われ、発話能力を失った。同月には右半身の部分麻痺と、耳で聞いた言葉の理解に支障をきたす感覚性失語の症状も現れた。その後、5月までに緩やかな回復の兆しを見せ、運動と発話、筆記の能力を一部取り戻し、10月にはクレムリンへの生前最後の訪問を行った。最期の数週間、レーニンは同志であるジノヴィエフ、カーメネフ、ブハーリンの訪問を受け、中でもブハーリンはレーニンの死の当日にゴールキの邸宅を訪れていた。
1924年1月21日、レーニンは昏睡状態に陥り、そのまま同日中に死亡した。レーニンの公式な死因は「血管の不治の病」として記録された。脳神経外科医のオトフリート・フェルスターらが立ち会って死の翌日に行われた病理解剖では、椎骨動脈、脳底動脈、内頸動脈、前大脳動脈、頭蓋内左頸動脈、左シルビウス動脈の硬化・閉塞が認められ、左脳の大半は壊死して空洞ができていた。また、心臓などの循環器にも強い動脈硬化が確認された。歴史家ドミトリー・ヴォルコゴーノフは、レーニンの父イリヤ、姉アンナ、弟ドミトリーがいずれも脳出血により死去していることから、レーニンの動脈硬化は遺伝性疾患であり、権力獲得後の重圧によるストレスがその悪化に拍車をかけたと主張している。
同年1月22日、ソビエト政府はレーニンの死を公表した。23日には共産党、各労働組合、各ソビエトからの哀悼者がゴールキの邸宅を訪れ、レーニンの遺体が入った赤い棺がボルシェヴィキの指導者らによって担ぎ出された。その後、レーニンの棺はモスクワまで列車で輸送されたのち、労働組合会館へと運ばれ、その場で正装安置された。その後の3日間、レーニンの遺体を見るため労働組合会館には100万人近くの哀悼者が訪れた（その多くは厳しい寒さの中で何時間も列に並んだ）。1月26日に開催された全連邦ソビエト大会ではレーニンへの敬意が示され、スターリン、カリーニン、ジノヴィエフによる演説が行われた。トロツキーは当時コーカサスで病後療養しており、この大会には出席しなかった。のちにトロツキーは、レーニンの葬儀についてスターリンが誤った日付を電報で送ったことにより、それに間に合うようモスクワに戻ることができなかったと主張した。
葬儀は1924年1月27日に挙行され、レーニンの遺体は軍歌が演奏される中で赤の広場まで運ばれ、集まった群衆の前で一連の演説が行われた後、急造された仮設の廟に安置された。葬儀は厳しい寒さの中で行われたが、参列者は数万人にのぼった。
その後、赤の広場には建築家アレクセイ・シューセフの設計による新しい木造の霊廟が建設された。妻であるクルプスカヤの抗議にもかかわらず、レーニンの遺体は長期間の展示に耐えるよう防腐処理が施された上で、新しい霊廟に移され、1924年8月から一般公開された。防腐処理の過程で脳は取り除かれたが、1925年に研究のため解剖され、その結果レーニンが極度の硬化症を患っていたことが確認された。1929年7月、共産党政治局は木造の霊廟を花崗岩造の新しい霊廟に置き換えることを決定し、新霊廟の建設は1933年に完了した。
第二次世界大戦中の1941年から1945年にかけて、レーニンの遺体は安全のため一時的にチュメニに移されていたが、その期間を除き、遺体は常に霊廟（レーニン廟）で展示され続けてきた。レーニン廟は2021年12月時点でもモスクワ・赤の広場に存在している。

## 影響

### ソ連における影響

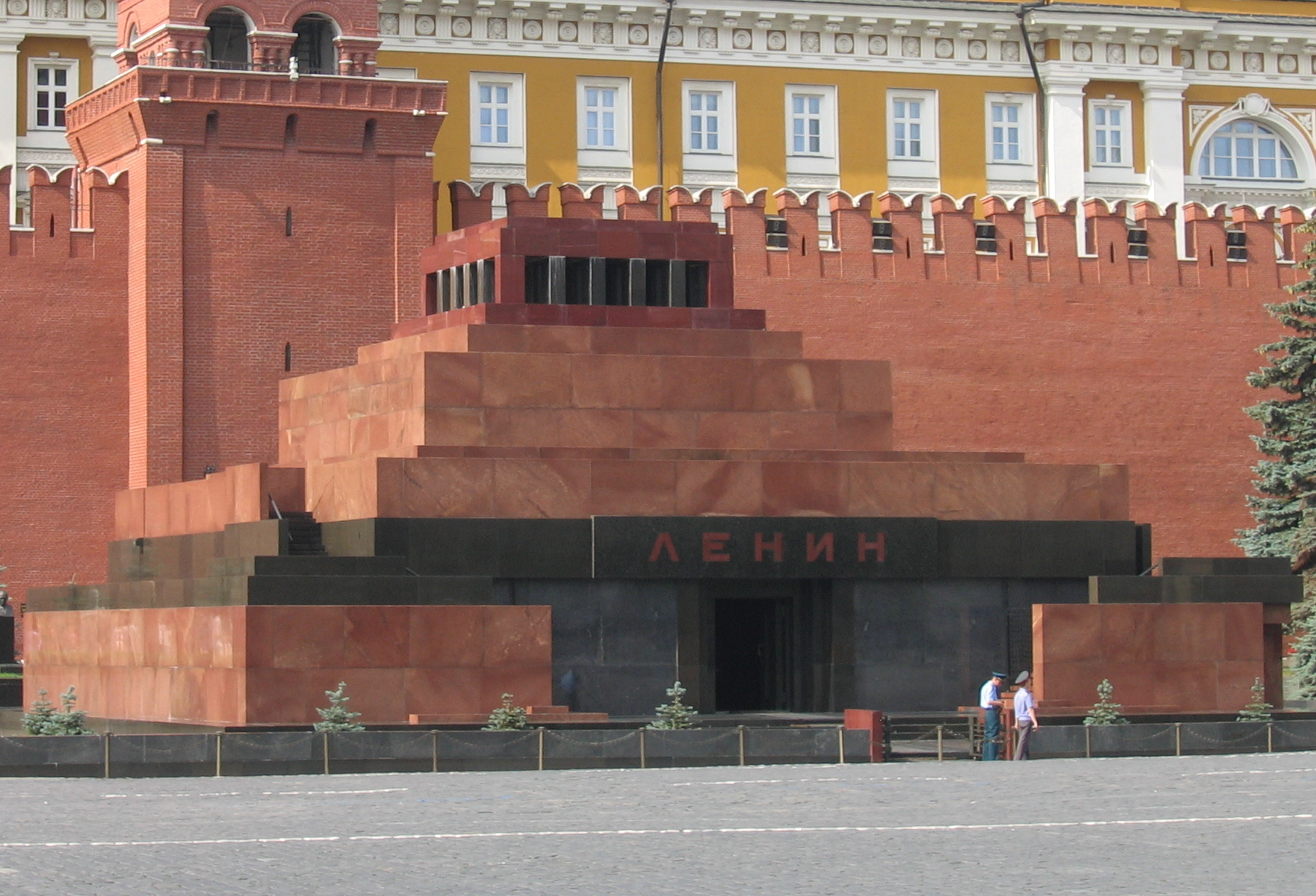
モスクワ・赤の広場のレーニン廟

ソビエト連邦において、レーニンへの個人崇拝は存命時からすでに始まっていたが、本格的にそれが確立されたのは死後においてであった。歴史家のニナ・トゥマーキンによれば、それはアメリカにおけるジョージ・ワシントンの個人崇拝以来、「最も手の込んだ革命指導者の個人崇拝」であり、 しばしば「宗教じみた」性質が指摘されている。レーニンの胸像や銅像が国中のほぼすべての村に建てられ、郵便切手やポスター、『プラウダ』と『イズベスチヤ』の1面などはレーニンの顔で飾られた。レーニンが住んだ、もしくは滞在した場所は彼の記念館に姿を変え、多くの図書館・通り・農場・博物館・町・地域などがレーニンに因んだ名前に改名された。ペトログラードは1924年に「レニングラード」と改名され、出生地であるシンビルスクは「ウリヤノフスク」に改められた。また、ソビエト連邦における最高の勲章としてレーニン勲章が設立された。これらすべてはレーニン自身の望みに反しており、未亡人のクルプスカヤによって公然と批判された。
多くの伝記作家が、レーニンの著作はソビエト連邦において聖書のような扱われ方をしていたと述べており、リチャード・パイプスは「彼（レーニン）の意見はすべて、ある政策や他の政策を正当化するために引用され、福音書のような扱いを受けていた」と指摘している。レーニンの死後、スターリンは党中央委員会の決定として、あらゆるレーニンの著述（手紙や私的な性質のものを含む）を収集し、マルクス・エンゲルス・レーニン研究所内の秘密書物庫に収蔵するよう命じた。クラクフのレーニンの蔵書のように、国外に存在する資料も、研究所の書物庫に保管するため（多くの場合多額の費用で）収集された。ソ連時代、レーニンの書物庫は厳格に管理されており、アクセスできる者は党幹部などごく一部に限られていた。レーニンの著述のうち、スターリンにとって有益なものはすべて出版されたが、それ以外のものは非公表のままにされた。スターリン体制下、レーニンは盛んにスターリンの親友として描写され、 ソビエトの次期指導者がスターリンとなることを支持していたと主張された。他方、レーニンが非ロシア系の血を引いていた事実、および貴族の地位を有していた事実は隠蔽され、特にレーニンがユダヤ系の血を引いていたことは1980年代まで公表されなかったが、その理由はソ連内に存在した反ユダヤ主義であるとも、それがスターリンによるロシア化政策の妨げとなるためとも、国際的な反ユダヤ主義者が持つ反ソ感情を激化させないようにするためとも指摘されている。レーニンがユダヤ系の血を引くことが明らかにされると、この事実はロシアの極右勢力によって繰り返し強調され、レーニンが伝統的ロシア社会の根絶を願ったことはユダヤ系の遺伝子によって説明できると彼らは主張した。

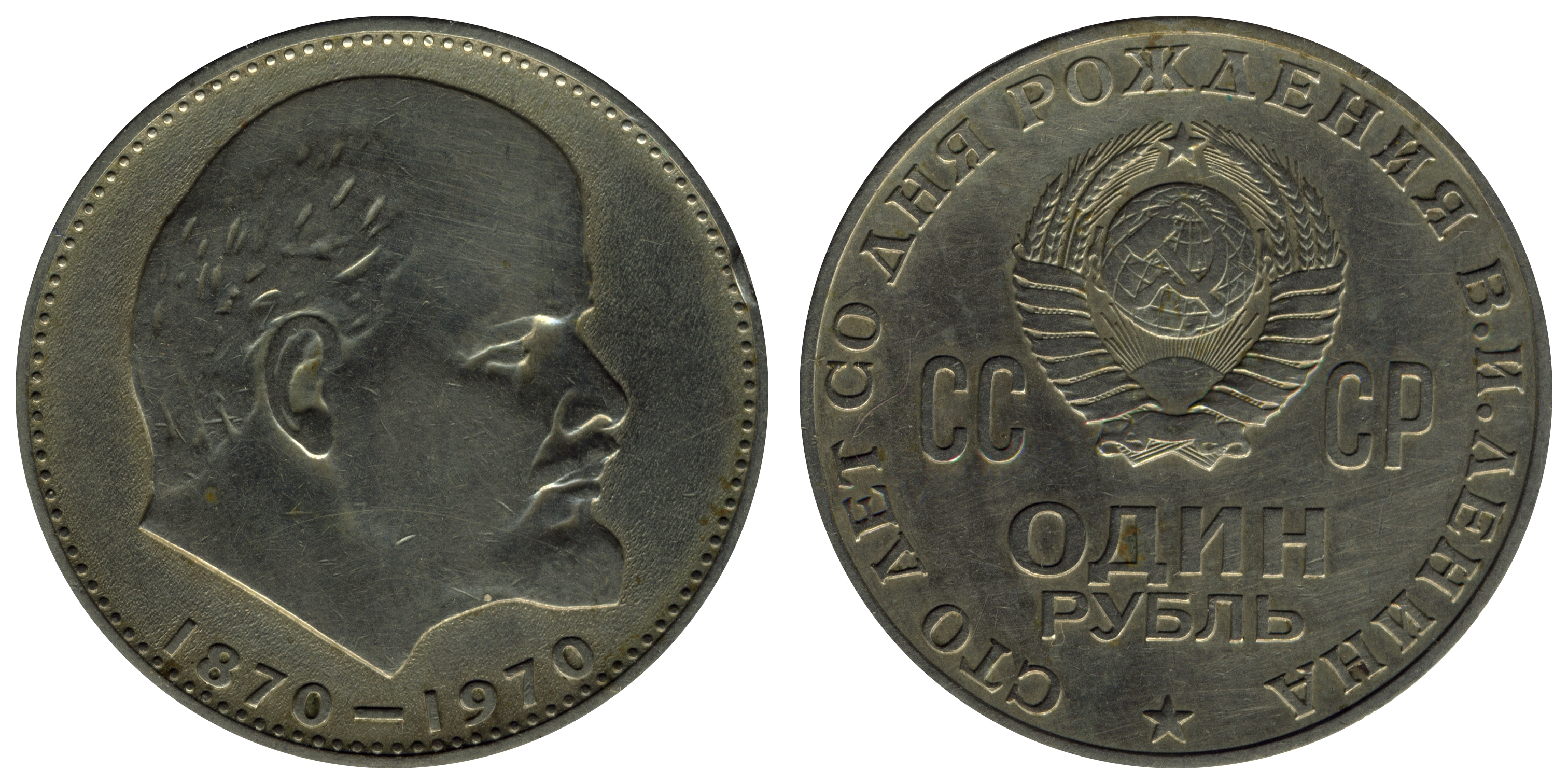
レーニン生誕100周年を記念して1970年に鋳造された1ルーブル硬貨

スターリンの死後、ソ連の指導者となったニキータ・フルシチョフによって非スターリン化のプロセスが開始されたが、フルシチョフはこのプロセスを正当化するため、レーニンの著述（スターリンについてのものを含む）を引用した。1985年にソ連の指導者となったミハイル・ゴルバチョフが「グラスノスチ」および「ペレストロイカ」の政策を導入した際にも、ゴルバチョフは自らの政策を「レーニンの原理」への回帰と表現した。1991年末のソ連解体の最中、ロシア大統領ボリス・エリツィンは、レーニンの書物庫を共産党管理下から解放することを命じ、その結果6000点以上のレーニンによる著述が非公表のままにされていたことが発覚した。それらの文書は機密指定から外され、 学術的研究対象として利用可能になった 。一方で、エリツィンはレーニン廟を撤去しなかった。エリツィンは、撤去を実行するにはレーニンはあまりにも一般大衆から人気と尊敬を集めていると認識していた。レーニンは死後、ソ連において常に極めて高く評価され、死後に評価を落としたスターリンと比較して遥かに長期間その名声を保っていた。
2012年、ロシア自由民主党の議員によってロシアからレーニンのモニュメントをすべて撤去する提案が出されたが、この提案はロシア連邦共産党からの猛反対に遭った。同年には、モンゴルの首都ウランバートルに残っていた最後のレーニンの銅像が撤去され、その際に同市の市長はレーニンを「殺人者」と表現した。2012年12月、ロシア大統領のウラジーミル・プーチンはレーニン廟を聖遺物になぞらえて保存を主張した。また、2019年4月には現代政治問題研究所の所長であるアントン・オルロフがロシア中央選挙管理委員会に、レーニンの遺体埋葬に関する国民投票の実施を提案する書簡を送ったことが報じられた。
ウクライナでは、2013年 - 2014年にかけてのユーロマイダン運動の期間中、デモ参加者によって各地のレーニン像が破壊された。2015年4月、ウクライナ政府は脱共産化法に基づき、レーニン像を含むすべての共産主義的モニュメントの撤去を命じた。

### 国際的影響

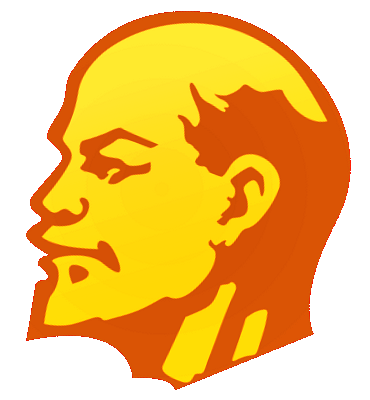
ソ連のプロパガンダにおけるレーニンの横顔

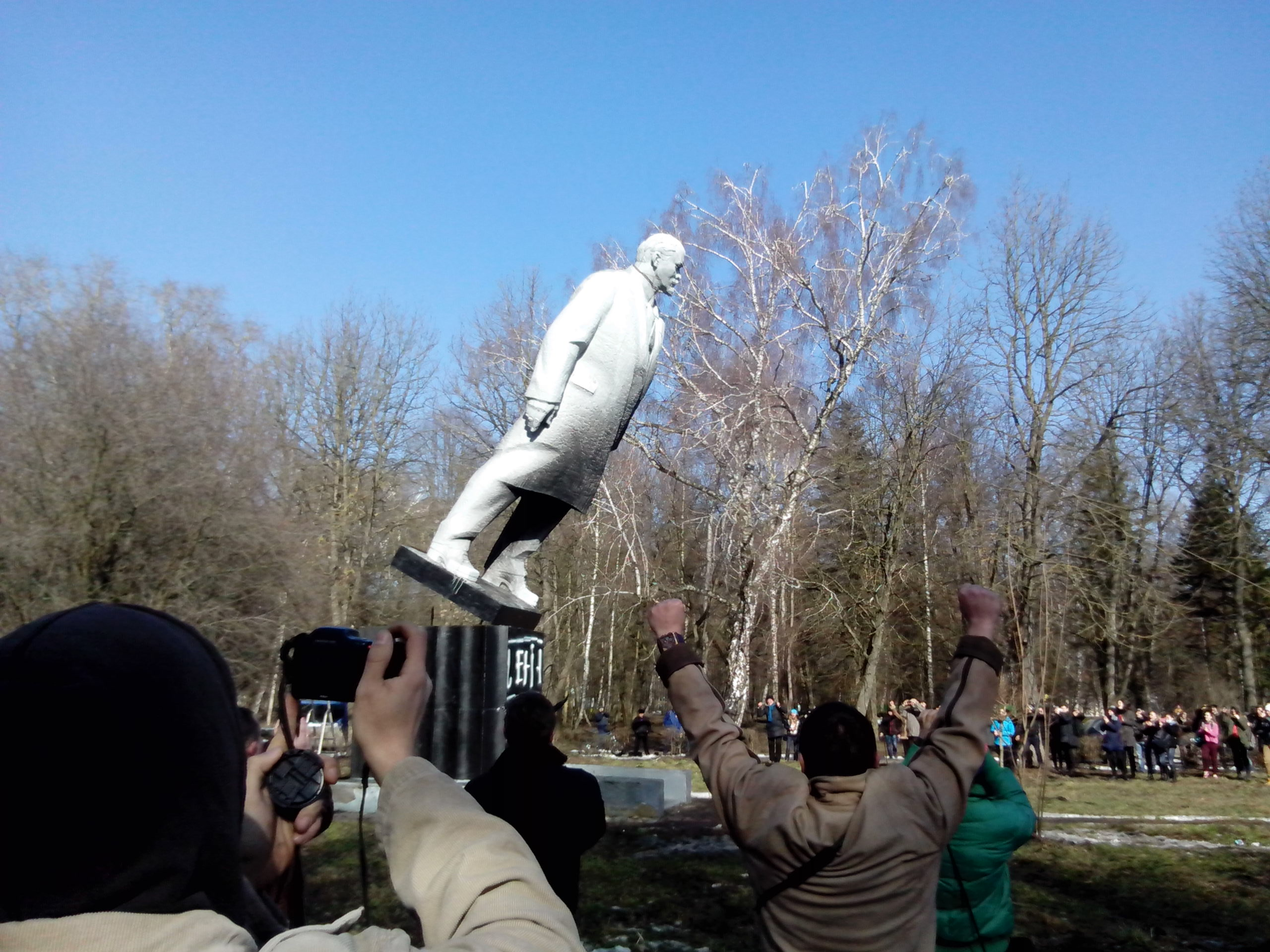
ユーロマイダンで倒されるウクライナ・フメリニツキーのレーニン像（ウクライナのウラジーミル・レーニン像の取り壊しも参照）。ソビエト政権下で多数造立されたレーニン像は、非ロシア系民族にとっては、ロシアによる支配の象徴とも見なされている。

レーニンの政権は約70年にわたりロシアを支配することとなる政体の枠組みを築き、それは後発の共産党国家にとっての模範ともなったため、その影響は全世界に及んでいる。20世紀には、レーニンの思想に倣った社会主義国家が世界各地で出現した。1972年、歴史家マルセル・リーブマンは「ラテンアメリカからアンゴラまで、今日の世界でレーニン主義の継承を主張しない反乱的運動はほぼ存在しない」と書き残している。
レーニンの死後、スターリンの政府はマルクス・レーニン主義として知られるイデオロギーを確立させたが、このイデオロギーはやがて共産主義運動の派閥によって各々異なる解釈で受容されるようになった。また、マルクス・レーニン主義は20世紀に現れた主要な革命運動の多くに応用され、毛沢東思想、主体思想、ホー・チ・ミン思想、カストロ主義、スターリン主義などの派生思想を生み出した。スターリンによって亡命生活を余儀なくされたトロツキーは、スターリン主義とは堕落したレーニン主義であり、それは官僚主義とスターリンによる個人独裁を主体としたものであると主張した。

## 評価

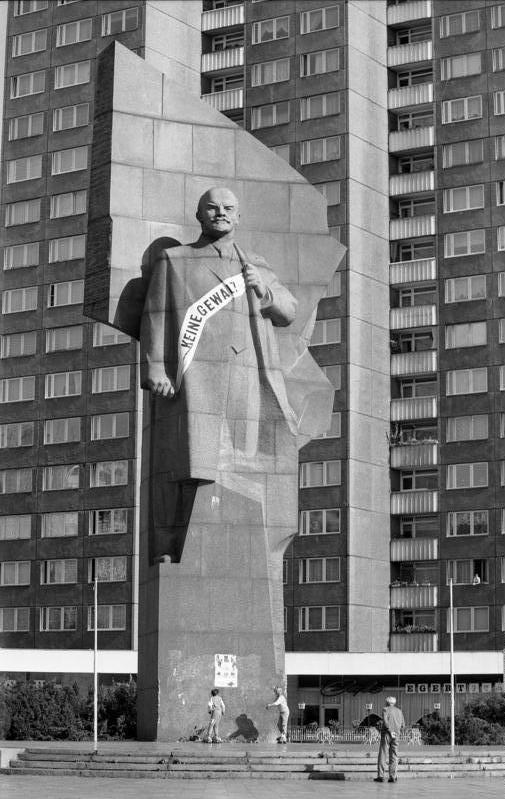
東ベルリンにかつて存在したレーニン像（1992年に撤去）

ドミトリー・ヴォルコゴーノフはレーニンを評して「あれほどの規模で、あのように巨大な社会を、あれほどに大きく変革した人物は歴史上ほとんど例を見ない」と述べている。歴史学者アルバート・レシスは、20世紀で最も重要な出来事が十月革命とみなされるならば、レーニンは「善かれ悪しかれ、今世紀で最も重要な政治指導者として扱われなければならない」と指摘している。ロバート・サーヴィスは一般にレーニンは20世紀における「主要人物 (principal actor) 」の1人と扱われているとしており、同様にクリストファー・リードも「最も広く知られ、全世界的に認識される20世紀の象徴的人物の1人」とレーニンを評している。アメリカの雑誌『タイム』はレーニンを 「20世紀で最も重要な100人」にリストしているほか、歴史上の象徴的政治家の上位25名にも選出している。
レーニンの政権は多くの歴史学者や伝記作家によって全体主義体制、あるいは警察国家と表現され、また一党独裁体制であったと評されている。一部の学者はレーニンを独裁者と形容しているが、歴史家ジェームズ・ライアンはレーニンが「一切の提案が承認され、実行されるという意味の独裁者ではなかった」と述べ、党員がレーニンの意見に異議を唱えることも多かったと指摘している。同様に、ルイス・フィッシャーも「レーニンは一種の独裁者であったが、のちにスターリンがなったような種類の独裁者ではなかった」と述べている。ヴォルコゴーノフも、レーニンは「党による独裁」を確立したが、ソビエト連邦の政体が「1人の男による独裁」に変化したのはスターリンの時代になってからであったとの見解を示している。一方でヴォルコゴーノフは、国家的暴力が共産主義社会の実現には不可欠と信じ、チェーカー（秘密警察）やグラーグ（強制収容所）などのシステムを創設したレーニンを「不寛容という全体主義的イデオロギーの生みの親」と評している。
レーニン政権の独裁的・非民主的な性質は、ロシア国内外の社会主義者によって批判された。チェコ系オーストリア人のマルクス主義者カール・カウツキーは、1918年に反レーニン主義的な著作『プロレタリアートの独裁』を出版し、ソビエト・ロシアの反民主主義的性質を非難した（レーニンはこの批判に対して攻撃的な反論を出版した）。ドイツのマルクス主義者ローザ・ルクセンブルクもカウツキーと同様の見解を示し、ボリシェヴィキが民主的に選ばれた憲法制定議会を解散したことを批判するとともに、レーニン政権を「プロレタリアートによる独裁ではなく、ほんの一握りの政治家による独裁」と評した。
イギリスの首相ウィンストン・チャーチルはレーニンについて「彼の慈愛は北極海のように冷たく広い。彼の憎悪は絞首刑執行人の首なわより固い。」「彼の目的は世界を救うことだった。そしてその方法は世界を爆破することだった。」「ロシア人の最大の不幸はレーニンが生まれてきたことだが、その次の不幸は彼が死んだことだ（レーニンが志半ばで死去し、スターリン体制が出現したことを指す）」と評した。反共主義者のチャーチルは、ロシア革命でボリシェヴィキ政権が誕生したことに否定的で、彼はロシア革命当時に、ボリシェヴィキ政権が強大化する前に打倒しなければ、諸列強は後悔する時がくるだろうと警鐘を鳴らしていた。

## 政治思想
レーニンは忠実なマルクス主義者であり、自らのマルクス主義の解釈（1904年にマルトフによって「レーニン主義」と初めて呼ばれた）こそが唯一の真正で正統なものであると考えていた。レーニンのマルクス主義的見解では、人類は最終的に純粋な共産主義へと到達し、国家も階級も存在しない平等主義社会を築き、そのような社会で労働者は搾取と疎外から解放され、自らの運命をコントロールし、「能力に応じて働き、必要に応じて受け取る」というルールを順守して行くものとされた。ヴォルコゴーノフによれば、 レーニンは自らがロシアに押し付けた道筋は、最終的にはこのような共産主義社会の実現につながると「深く、心から」信じていた。

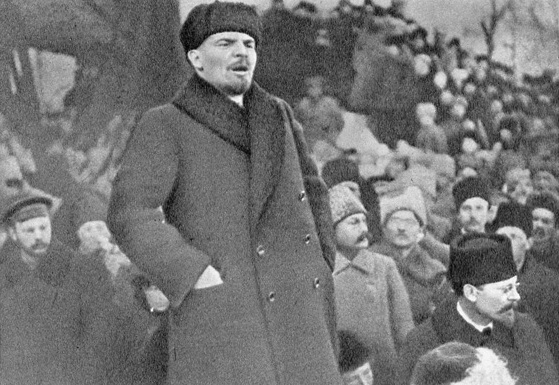
演説するレーニン（1919年）

自らのマルクス主義的見解に基づき、レーニンは当時の社会の状態から直接共産主義に移行することは不可能であり、その前にまず社会主義の段階に入ることが必要であると考えていた。したがって、レーニンの主な関心事はいかにロシアを社会主義社会へと変革するかということであり、そのためには「プロレタリアートによる独裁」が、ブルジョワジーを抑圧し、社会主義的経済を発達させる上で不可欠であると考えていた。レーニンは社会主義を「生産手段が社会的に所有されている、良識ある協力者による体制」 と定義し、 その経済体制は潤沢な社会を達成するまで発展する必要があると考えていた。その実現のため、レーニンは中心課題がロシア経済を国家の統制下に置くことであり、「すべての市民」を、彼が言うところの「国家によって雇用される従業員」に転化することであると考えていた。
レーニンの解釈による社会主義は、中央集権的で、計画的で、国家統制的なものであり、そこでは生産と分配の両方が厳格にコントロールされた。レーニンは、国中の全労働者が自発的に協力し、国家による経済的・政治的な中央集権化を可能にすると信じていた。レーニンが要求した生産手段の「労働者による統制」とは、事業がそれに従事する労働者によって直接統制されることではなく、すべての事業の運営が1つの「労働者国家」の統制下に置かれることを意味していた。その結果、レーニンの思想には、一般の労働者による統制と、中央集権化された階層的・威圧的な国家機構という、2つの矛盾するように感じられるテーマが含まれていた。
1914年以前には、レーニンの見解はヨーロッパの正統派マルクス主義と大筋で一致していた。しかし、レーニンの思想（レーニン主義）はその発展に伴って既存の正統派マルクス主義に修正を加え、マルクス主義思想に新しい要素を導入した。レーニン主義は他のマルクス主義思想と比べてより絶対主義的・純理論的な観点を採用しており、プロレタリアートを革命に導く前衛の役割を重視している点で際立っていたほか、革命的手段として暴力が果たす役割を強調していた。プロレタリア国家がどのようにあるべきかについても、レーニンの信念はマルクス主義主流派の思想から逸脱していた。レーニンが、ブルジョワジーの協力を一切排除した、強力で中央集権化された国家機構を求めたのに対し、カウツキーのようなヨーロッパのマルクス主義者は、民主的に選ばれ、プロレタリアートが多数派を占める議会制政府を想定していた。
レーニンは、資本主義諸国における議会制民主主義が、民主主義の幻想を与えつつ、「ブルジョワジーによる独裁」を維持していると考えており、「ソビエト政府は、最も民主的なブルジョワ共和国より何百万倍も民主的である」と宣言していた。レーニンは自らの「プロレタリアートによる独裁」は民主的であると見なしており、その理由としてソビエトへの代表者を選ぶための選挙が存在すること、すべての労働者が国家の統治に参加していることなどを主張した。レーニンはアメリカの議会制民主主義制度について、「2つのブルジョワ政党による、壮観かつ無意味な決闘」と表現し、どちらの政党もアメリカのプロレタリアートを搾取する「抜け目ない億万長者」によって指導されていると述べた。レーニンは自由主義に反対し、価値としての自由への嫌悪感を示しており、自由主義における自由は資本家による搾取から労働者を解放せず、詐欺的なものであると考えていた。
レーニンは国際主義者であり、世界革命を熱心に支持し、国境を時代遅れの概念と考え、ナショナリズムは階級闘争の妨げであると捉えていた。また、社会主義社会において世界各国は必然的に合併し、最終的に1つの世界政府を形成すると考えていた。他方、レーニンは著述の中で反帝国主義の思想を支持し、すべての民族が「民族自決権」を有すると宣言していた。レーニンは民族解放戦争を支持しており、そのような闘争が、ある社会主義国家から少数派が分離独立するために必要となる可能性も認め、社会主義国家は「神聖で、誤りや脆弱さがないと保証されている」わけではないと述べていた。
レーニンは、非マルクス主義の哲学者・社会学者などから考えを取り入れるマルクス主義者たちを冷笑していたが、彼自身の思想もまた、ロシアのマルクス主義理論だけでなく、ナロードニキ運動などロシア革命運動の（非マルクス主義的な）思想から影響を受けていた。レーニンは変化する環境に合わせて自らの思想を適応させており、戦争、飢饉、経済崩壊などの中でロシアを統治するという実際的な現実もその思想に影響を与えた。

## 人物

### 人物像
研究者による評価
伝記作家ルイス・フィッシャーは、レーニンが「急激な変化や極端な変革の愛好者」であり、「折衷とは全く無縁であって、何事も黒か赤かの二者択一に誇張する人間」であったと評している。歴史学者リチャード・パイプスは、レーニンが非常にカリスマ性のある人物であったと指摘しており、ドミトリー・ヴォルコゴーノフも同様に「（レーニンは）その強烈な個性そのものによって、人々に影響を及ぼすことができた」と評している。
歴史学者ロバート・サーヴィスによれば、レーニンは自分が宿命を負った人間 (man of destiny) であると考えており、自らの理想の正しさと革命指導者としての能力に少しの疑念も抱いていなかった。レーニンの性格について、サーヴィスは時に「気まぐれで短気」であったと述べ、パイプスは「徹底的な人間嫌い」であったと評したが、歴史家クリストファー・リードはパイプスの見解に反論し、レーニンが人間、特に子供に対して親切心を示した例は数多く存在すると指摘している。
複数の伝記作家によれば、レーニンは反論されることを許容できず、しばしば自分と異なる率直な意見をはねつけたほか、自らの見解にとって不都合な事実を無視し、妥協することを極度に嫌い、間違いを認めることは非常に稀だった。フィッシャーによればレーニンは「最低限度」の虚栄心しか持っておらず、したがって自らに対する個人崇拝も忌み嫌っていたが、それが共産主義運動の統一化に有益である可能性は認めていた。
レーニンは革命以前の地下運動で党員に自分の意思を押し付け、自分が辞任して放り出すと脅迫したりした。革命後のレーニンは赤色テロなど暴力を肯定する政策を次々に打ち出していったが、業務においても処刑を通知する脅迫を繰り返した。レーニンは当局者のミスに厳格で、「一列に並べ、銃殺するぞ」と脅迫することを好んだ。野戦用電話に障害があると、「電話接続の方法を知らない愚か者を銃殺すると脅せ」とスターリンに伝えている。
ハンガリー出身の歴史家・伝記作家のヴィクター・セベスチェンによれば、レーニンはスターリン、毛沢東、ヒトラーとは違って、自分が犠牲にした人物の死の詳細を味わったりはしなかったが、レーニンにとって死とは理論的なもので、数字にすぎなかった。セベスチェンによれば、レーニンは他の独裁者が好んで着た制服や軍服を着なかったが、敗れた相手に寛大さを示したり、人道的行為を行うことも、政治的に役立たない限り、なかった。レーニンは大きな目的のためなら敵に対する政治的テロは正当化されるという思想に基づく体制をつくりあげ、この体制を完成したのがスターリンであり、レーニンが作り出した悪の最たるものは、スターリンを指導者の地位に残したことだったとセベスチェンは指摘する。
同時代人による評価
レーニンの友人であったマクシム・ゴーリキーは彼の容姿について「禿頭で、ずんぐりと」して「あまりにも平凡」であり、「指導者然とした印象」を与えるものではなかったと述べている。また、貧しい出自のゴーリキーは、レーニンは貴族の出自であり、それゆえ指導者としての自信を持っていたとも語っている。
1894年にレーニンと会い、労働者階級解放闘争同盟を共同で創設したユーリー・マルトフは、早くからレーニンの不寛容な尊大さと暴君的な個性を危険だと感じ始めた。マルトフによれば、レーニンを指導者にした要因は、人々に対する蔑視と不信だが、当時はまだそれほどではなかった。しかし、友情に関してレーニンは才能がなく、人を利用しすぎると指摘した。
1895年にレーニンと会ったピョートル・ストルーヴェは、レーニンは「不快な人間」で、すぐに敵であると感じたとし、「レーニンの粗暴さと残酷さは、抑えきれない権力への情念と解きほぐせないほど固く結びついていた」、レーニンの禁欲主義は自分を鞭打つとともに他人を鞭打つもので、これは彼の社会への抽象的な憎悪と冷たい政治的残酷さのなかに現れていると回想でのべた。
ニコライ・ヴァレンチノフによれば、レーニンは武力闘争は下位の人間が担当することと考えており、街頭やバリケードで自らが戦うことを絶対になく、集会でとっくみあいが始まると慌てて逃げ出した。ヴァレンチノフはレーニンは自分の身の危険をあまりに強調するので、実際には臆病者なのではないかと述べている。
ボリシェヴィキ幹部の妻タチヤーナ・アレクシンスキーは、1906年にデモ隊が騎兵と黒百人組に襲撃された際にレーニンがまっさきに逃げ出して、帽子を落として光った頭があらわになったまま転び、立ち上がり逃げ去った姿を目撃した。彼女はそれまでレーニンを伝説的英雄で恐れをしらない革命家と思っていたが、その臆病な姿をみて失望したと語っている。
古参同志のアンジェリカ・バラバーノワは当初レーニンを支持していたがのちに恐れ嫌うようになり、「レーニンの悲劇は、善を望みながら、悪を生み出したことだ」と評した。バラバーノワは1924年にロシア共産党から除名されたあと、イタリア民主社会党で活動した。

### マルクス主義者として
サーヴィスによれば、若き日のレーニンは非常に感情的であり、皇帝の権威に対して強い憎悪を示すのと同時に、マルクス、エンゲルス、チェルヌイシェフスキーといった思想家達への「愛情」を培い、彼らのポートレイトを所有し、私的な会話の中で自らがマルクスとエンゲルスを「愛している」とも語っていた。ヴォルコゴーノフの見解では、レーニンはマルクス主義を「絶対的な真理」と捉えており、「宗教的な狂信者」のように振る舞っていた。バートランド・ラッセルもまた、レーニンが「マルクス主義の福音への確固たる、宗教的な信仰」を有しているとの印象を抱いた。それらの指摘にもかかわらず、レーニンは無神論者であり、また宗教の批判者であった。レーニンは無神論が社会主義の前提であると理解しており、したがって「キリスト教社会主義」は名辞矛盾であると考えていた。レーニンの古い同志のポトレソフは、レーニンにとってマルクス主義は宗教だったといっている。
セベスチェンによれば、レーニンの魅力は、意志の力でも知力でもなく、楽観的な考え方と希望を鼓舞する力だった。レーニンは支持者に、もしいま君たちが段階を踏み、簡単な提議を信じるならば、今この場で世界を変えることができると訴えた。レーニンは、死後の救済を約束するかわりに、近未来に天国の一部がみえる、すくなくとも目標の一部が実現されると約束した。マルクス主義は「科学的」な哲学とされていたが、共産主義者は、情緒的、宗教的、精神的に感じ取っていた。
セベスチェンは、ソビエトにおいて重大な思想犯罪とされたのは、マルクスとエンゲルスからの「逸脱」であり、スターリン時代には「逸脱」への粛清で数百万が殺害されたが、レーニンは最初の「逸脱者」だったと述べている。セベスチェンによれば、レーニンは戦術目標に合致しないとマルクス主義を転倒させた。レーニンは一人の信仰者であったわけだが、会衆の誰もが信仰を思いのまま解釈できるなら、マルクス主義への信仰告白になんの意味があるだろうかとセベスチェンは指摘している。
レーニンは自分にとって理論は聖書ではなく、単なる仮説、仕事のための道具であると述べた。ロシア・マルクス主義の父とされるゲオルギー・プレハーノフは「レーニンは急変し、嘘をつき、陰謀を企て、混乱の種をまき、もし申し出があれば悪魔の助けすら借りかねない」と非難した。

### 生活

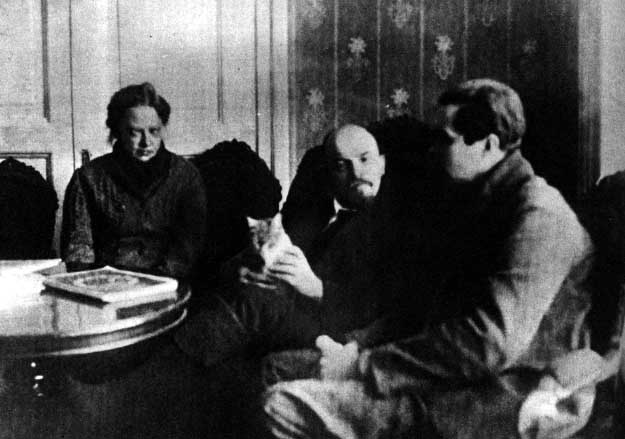
クレムリンでアメリカ人ジャーナリストと会談するレーニン。ネコを膝に乗せている（1920年2月）

レーニンはロシア語の他にフランス語、ドイツ語、英語を話し、また読むことができた。健康に気を遣って定期的な運動を心がけており、水泳、狩猟、サイクリングを好んだほか、スイスでは山歩きへの情熱を育んだ。ペットも好み、特にネコを可愛がっていた。
乱雑さを嫌い、デスクは常に片付けられ、鉛筆は尖った状態に保たれており、仕事中には完全な静寂を要求した。パイプスは、レーニンが「私的な欲望について極端に自制的」であり、したがって「質素な、ほとんど禁欲的と言える生活スタイル」を送っていたと指摘している。

### ロシア人として
レーニンは自らが民族的にロシア人であると認識していたが、母国ロシアよりも他のヨーロッパ諸国、特にドイツは文化的に優れていると考えており、ロシアを「アジア諸国の中でも最も未開で、中世風の、恥ずべき後進国」と評していた。
また、ロシア国民に見られる規律や勤勉さの欠如に苛立っており、青年期からロシアが文化的により西洋的・ヨーロッパ的になることを望んでいた。

### 芸術・文学観
レーニンは「ベートーヴェンの「熱情」は偉大だが、いつまでもこれを聴いているわけにはいかない、それは人の神経を刺激し、ばかばかしくて気の利いたことを言いたくさせ、堕落した地獄に住みながらかくも美しいものを創造できる人間の頭をなでたくさせる。しかし、だれかの頭をなでてはいけない。そうすれば君の腕は食いちぎられてしまうかもしれない。容赦無く頭をぶちのめさなければいけない。我々の責務は地獄のように厳しい」と述べていたとゴーリキーは回想に記した。
レーニンはトルストイは天才だが、同時にキリストに取り憑かれた地主でもあり、労働者運動も革命も理解できなかったと批判し、ドストエフスキーも天才だが、危険なほど反動的で下劣だがと批判した。
詩人アレクサンドル・ブロークは詩「12」でレーニンをキリストに、ボリシェヴィキを12人の使徒になぞらえ、またウラジーミル・マヤコフスキーもレーニンを詩で賞賛していたが、レーニンは二人を軽蔑した。
レーニンは抽象絵画も嫌い、自分にとって、そして労働者にとっても写実的な絵画のほうが明瞭だとのべた。
レーニンは、初期のプロレタリア芸術「プロレトクリト」も嫌い、芸術家たちの大方は気取りやでいかさま師だと考えていた。プロレトクリトを指導していたのはボグダーノフで、当初、巨額の予算を使っていた。1919年暮れ、ボグダーノフがプロレクリトに共産党と対等な自律性をもとめると、レーニンはこれに怒り、公的資金をひきあげ、国立美術館と工場での活動を禁じた。

## 筆名
ウラジーミル・ウリヤノフが恐らくシベリアのレナ川に由来する「レーニン」という筆名を初めて公に使用したのは1901年12月であった。私的な範囲では、それ以前の1901年1月にゲオルギー・プレハーノフに宛てた手紙で「レーニン」の署名を用いていた。また。カレール・ダンコースによれば、1900年に獄中で書き上げた『ロシア社会民主主義者の責務』を出版した際には、レナ川にちなんだペンネーム「レーニン」と署名した。
ウリヤノフは他にも複数の偽名を使用していたが、『何をなすべきか』を「レーニン」の筆名で発表して以降、他のマルクス主義者からこの名前で広く認知されるようになった。ウリヤノフはしばしば「N・レーニン（Н. Ленин）」という形でこの名を用い、イニシャルの「N」は実際には無意味であったが、のちにこれが「ニコライ」を示すとする誤解が一般的に広まった。なお、一般的に「ウラジーミル・イリイチ・レーニン」という名前の表記も用いられるが、本人自らがそのように署名した例はなく、上記サインのように「ウリヤノフ/レーニン（Ульянов/Ленин）」または単に「レーニン」と綴っていた。
「レーニン」の筆名は、帝国警察から身元を隠すためにウリヤノフが使用した150以上の偽名の中の1つであり、その由来についての定説は存在していない。「レーニン」を使う以前は、「V.ウー」、トゥーラ市からとった「トゥーリン」、「ペトロフ」、「V.イリン」などと署名していた。ウリヤノフが1901年当時に敬愛していたゲオルギー・プレハーノフの用いた多数の偽名の中に、ヴォルガ川にちなんだ「ヴォルギン」があり、そこから同じくロシアの大河であるレナ川にちなんだ「レーニン」の名を考案したとの説があるほか、自身が送られた流刑地の近くを流れていたのがレナ川だったためという説も挙げられるが、彼のいたシュシェンスコエの側を流れていたのはエニセイ川であり、実際にレナ川を訪れたことは一度もなかった。ほかにも、中高等学校時代の級友の名前に由来するという説や、過去に交際した女性の名前に由来するとの説などが存在するが、ロバート・サーヴィスは諸説について「擬似心理学的な憶測」と述べている。

## 著作
主な著作
- 『「人民の友」とはなにか、彼らはどのように社会民主主義者とたたかっているか?』(1894)
- 『ロシアにおける資本主義の発展』(1899)
- 『なにをなすべきか?』(1902)
- 『一歩前進、二歩後退』(1904)
- 『民主主義革命における社会民主党の二つの戦術』 (1905)
- 「1905-1907年の第一次ロシア革命における社会民主党の農業綱領」(1908)
- 『唯物論と経験批判論』(1909)
- 『哲学ノート』(1913)
- 「マルクス主義の三つの源泉と三つの構成部分」(1913)
- 「民族自決権について」(1914)
- 『社会主義と戦争』(1915)
- 『帝国主義論』 (1916)
- 「四月テーゼ」(1917)
- 『国家と革命』(1917)
- 『ソヴェト権力の当面の任務』(1918)
- 『プロレタリア革命と背教者カウツキー』(1918)
- 『共産主義における左翼小児病』(1920)
- 『食糧税について』(1921)